# Kostel svaté Anny na Vršíčku (Horšovský Týn)

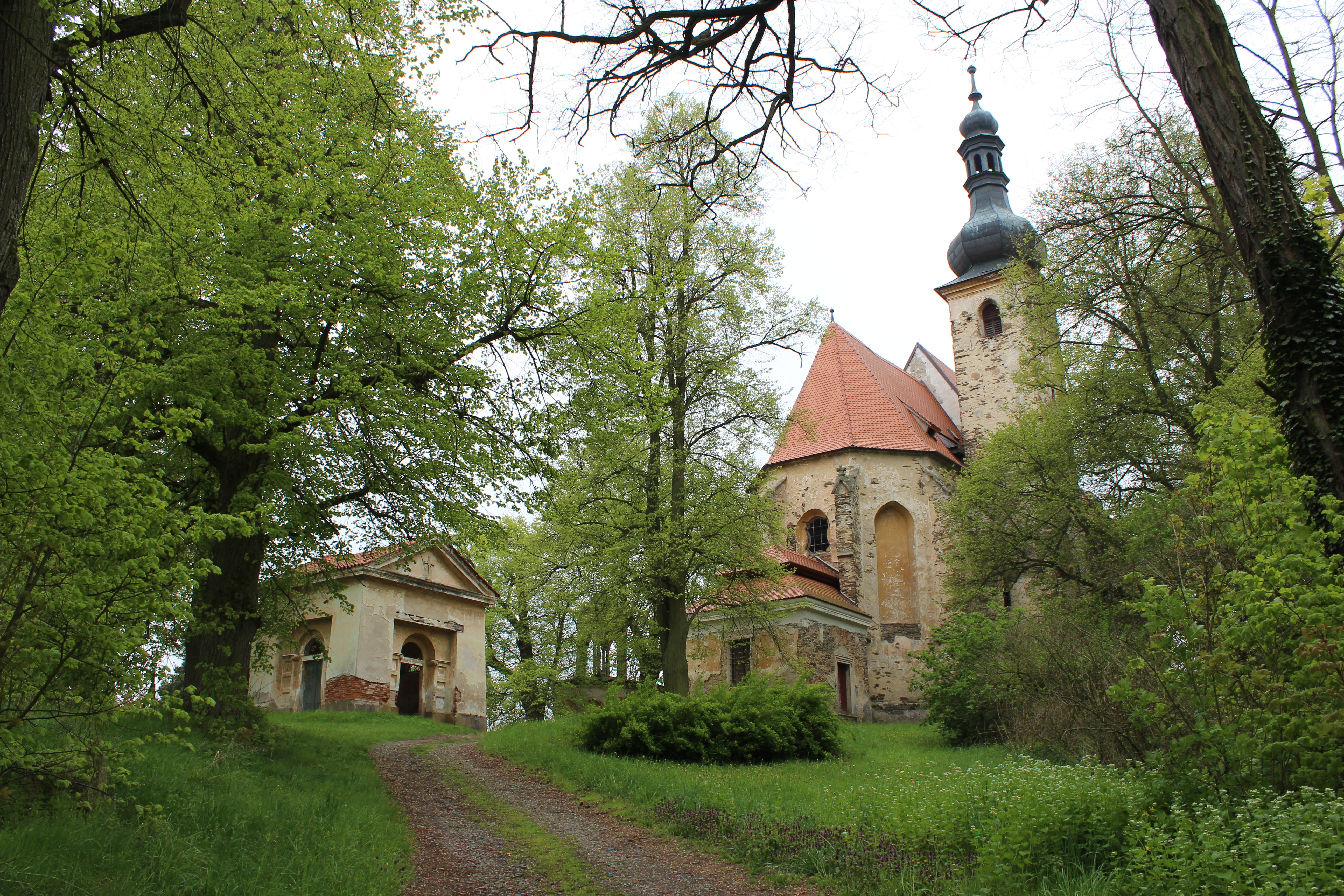
Pohled na kostel sv. Anny

Kostel svaté Anny Na Vršíčku je malý poutní kostel nacházející se na drobném návrší přibližně 1 km západně od Horšovského Týna. Historie tohoto kostela se začíná psát roku 1507, kdy byl položen základní kámen. Kostel je původně pozdně gotický objekt, který prošel několika pozdějšími úpravami, především barokními a dodnes hodně viditelnými renesančními. Toto poutní místo netvoří pouze samotný kostel, ale doplňují ho i další menší historické stavby nebo jejich zbytky a rozvaliny. Nejvýraznější z nich je kaple Božího hrobu či trauttmansdoffská pohřební kaple.

## Historie
Historie místa se píše déle než historie kostela svaté Anny. Před stavbou důstojného reprezentativního chrámu stávala na tomto místě prostá, údajně dřevěná kaplička z přelomu 15.–16. století. Ta podle legendy o tomto kultovním místě poskytovala útočiště zde nalezené sošce svaté Anny Samotřetí. Tuto sošku měřící zhruba 30 cm zde nalezl jistý měšťan Křečka, který ji v dobré víře odnesl domů, očistil ji a uschoval do bezpečí. Soška se však vždy záhadně ztratila a objevila opět na původním místě. Zbožní měšťané tohoto města vzali tento fakt jako znamení ke stavbě výše zmíněné kaple. Toto místo se začalo těšit velké oblibě místních věřících. Dalším faktem, který podporoval magičnost onoho místa, bylo nalezení studánky s léčivým pramenem, který navracel ztracený zrak a povzbuzoval tělo.

### Počátky výstavby kostela
Skromná kaple byla však zanedlouho nahrazena pozdně gotickým kostelem, jehož stavbu inicioval rod pánů z Ronšperka. Tito byli členy Bratrstva sv. Anny, založeného arciděkanem Mikulášem Tuchšmídem z Budějovic. Do bratrstva se přidaly i další významné rody té doby, např. Černínové či Vřesovští. Toto bratrstvo bylo uznáno za právo platné papežem Pavlem IV. v roce 1563. Roku 1507 nechal Jiří z Ronšperka položit základní kámen kostela. Po jeho smrti v roce 1515, kdy není znám žádný mužský potomek, se stavby a jejího financování ujal Jiřího bratr Volf Dobrohost. Tuto skutečnost potvrzuje i jeho erb, nacházející se na severní straně presbytáře kostela.
Po devíti letech byl kostel dokončen a 5. dubna roku 1516 byl vysvěcen řezenským biskupem Petrem Kraftem. V následujících letech se o jeho provoz a správu staralo Bratrstvo sv. Anny v čele s Mikulášem z Budějovic.
Toto zbožné místo se stalo častým cílem poutních procesí věřících a jeho kultovní význam se neztratil ani po příchodu Lobkoviců. Jan mladší Popel zde nechal pochovat dvě své manželky a kostelu se dařilo i za správy jeho syna Kryštofa. Jeho mladší novoutrakvistický bratr Vilém však poutím věřících nepřál, a tak došlo k mírnému úpadku významu kostela.

### Období rozkvětu
Největší slávu a rozkvět však kostel zažil s příchodem nových pánů na horšovskotýnský zámek. V období po Bílé hoře pečoval o kostel rod Trauttmansdorffů, zbožných katolíků. Vyzdvihnout se určitě sluší hraběnku Annu Marii, rozenou z Lichtenštejna. Ta na své náklady nechala vybudovat kapli Božího hrobu. Jižním směrem pak byla postavena správní budova pro 8 poddaných, kteří se měli starat o údržbu místa. Tato budova se bohužel dochovala pouze v základech, neboť po konci roku 1945 podlehla požáru. Hraběnka Anna Marie má rovněž zásluhu na zhotovení pěti kamenných soch, znázorňujících zastavení Křížové cesty.

### Barokní úpravy
V polovině 18. století došlo k rozsáhlým exteriérovým i interiérovým úpravám v duchu baroka, které v této době dosahuje svého vrcholu. Tyto opravy financoval František Norbert z Trauttmansdorffu (1705–1786). V té době měl tento poměrně málo rozlehlý kostel tři oltáře. Centrálním zůstává oltář se soškou zázračné světice, na který poskytla peníze obec kolem roku 1660. Oltář v pravé části kostela byl zasvěcen sv. Rochovi a do kostela byl věnován v roce 1740. S novým oltářem získal kostel i ostatky svatého Sylvestra, Kolumbana, Theodora, Adriana (neboli Hadriána) a Honoria. Poté byl kostel opětně vysvěcen biskupem hrabětem Šporkem. V levé části kostela se nachází oltář Panny Marie, který byl vysvěcen arcibiskupským oficiálem Janem Kayserem 15. července 1760. K tomuto datu byla také ukončena rekonstrukce interiérů kostela. Na těchto barokních úpravách, které se do dnešních dnů bohužel téměř nedochovaly, pracoval převážně plzeňský umělec Karel Legát a řemeslníci jeho dílny.

### Opravy v 19. století
Dalším významným obdobím oprav kostela a naděje na jeho znovuvzkříšení je 2. třetina 19. století. Nejvýraznějším počinem je stavba rodinné knížecí hrobky. Tímto záměrem se zabýval již kníže Ferdinand na sklonku svého života a z dochovaných záznamů a nákresů je patrna pompéznost a velkorysost, se kterou se kníže ke stavbě stavěl. Jeho návrhy také kalkulovaly s rozšířením správních budov, a to konkrétně domu pro správce kostela. Kníže Ferdinand se bohužel realizace projektů a změn nedožil. V letech 1839–1842 se oprav kostela zhostil jeho vnuk a nechal vypracovat zcela nový architektonický návrh. V této době je také zvelebována okolní krajina. Celé okolí kostela bylo pročištěno, byla provedena výsadba okrasných dřevin a charakter místa je přeměněn v lesopark.
Poslední stavbou, která přibyla do tohoto poutního okrsku, je empírová pohřební kaple Panny Marie Sedmibolestné na východní straně návrší z roku 1840. Lze také zmínit památník nesakrálního charakteru, který nechal vystavět kníže Karel Johann v roce 1919. V tento rok oslavil se svou ženou zlatou svatbu.

### Zvony kostela
Věž kostela poskytovala útočiště dvěma zvonům. První z nich byl odlit v Plzni roku 1845 na objednávku 3. knížete Ferdinanda na památku narození jeho dědice Karla. Druhý menší zvon s reliéfem Panny Marie byl v době devastování kostela přenesen do kostela sv. Petra a Pavla v Horšovském Týně. Do kostela byl navrácen po opětovném vysvěcení v roce 1991 za podpory tehdejšího starosty města Horšovského Týna a knížete Rudolfa Trauttmansdorffa. Na svém původním místě však dlouho nezůstal a po roce 2000 beze stopy zmizel.

### Novodobá historie
Od této doby pokračuje historie kostela poněkud monotónně a ne příliš šťastně. Po změně politického režimu v roce 1948 dochází k omezování církevních slavností a posléze k jejich úplnému zániku. Celý areál chátral a stal se terčem vandalských činů. Téměř veškeré vybavení kostela bylo v této éře zničeno. Po sametové revoluci v roce 1989 svitla kostelu naděje na záchranu a obnovení se měly dočkat i tradiční anenské poutě. Obnovu tohoto kostela si na příslušných institucích vymohla jistá bavorská občanka, která slíbila kostelu finanční podporu na rekonstrukci a výstavbu správní budovy a pohostinského zařízení. Práce tedy započaly a investorem tohoto projektu se stal Spolek pro obnovu poutních kostelů v českém pohraničí. První fáze stavebních úprav, zahrnující statické zajištění stavby, opravu střechy a oken a výmalbu interiérů, skutečně proběhla a to velmi rychle. Poté došlo k nečekanému zvratu velkomyslného vzkříšení, dokonce byla rozdavačná aktivistka odsouzena za zpronevěru k nepodmíněnému trestu odnětí svobody a celý projekt tak zkrachoval.
V současnosti je toto poutní místo tvořeno celkem čtyřmi stavbami – kostelem sv. Anny, rodinnou trauttmansdorffskou hrobkou v suterénech kostela, kaplí Božího hrobu na jižním svahu a kaplí Panny Marie Sedmibolestné jihovýchodním směrem od kostela. Ve větší vzdálenosti stále jižním směrem od kostela jsou dodnes k nalezení torza základů správních staveb a budov tvořící komplex zde stojícího chudobince, který sloužil i jako ozdravovna a špitál.

## Exteriér
Jedná se o jednolodní kostel s vysokou sedlovou střechou, přidruženou štíhlou věží, která je ukončena cibulovitou bání s lucernou, sníženým zaklenutým presbytářem a později přistavěnou sakristií na východní straně kostela. Z východní strany se pod kostelem nachází rodinná hrobka Trauttmansdorffů, dostavěná taktéž v pozdějším období.

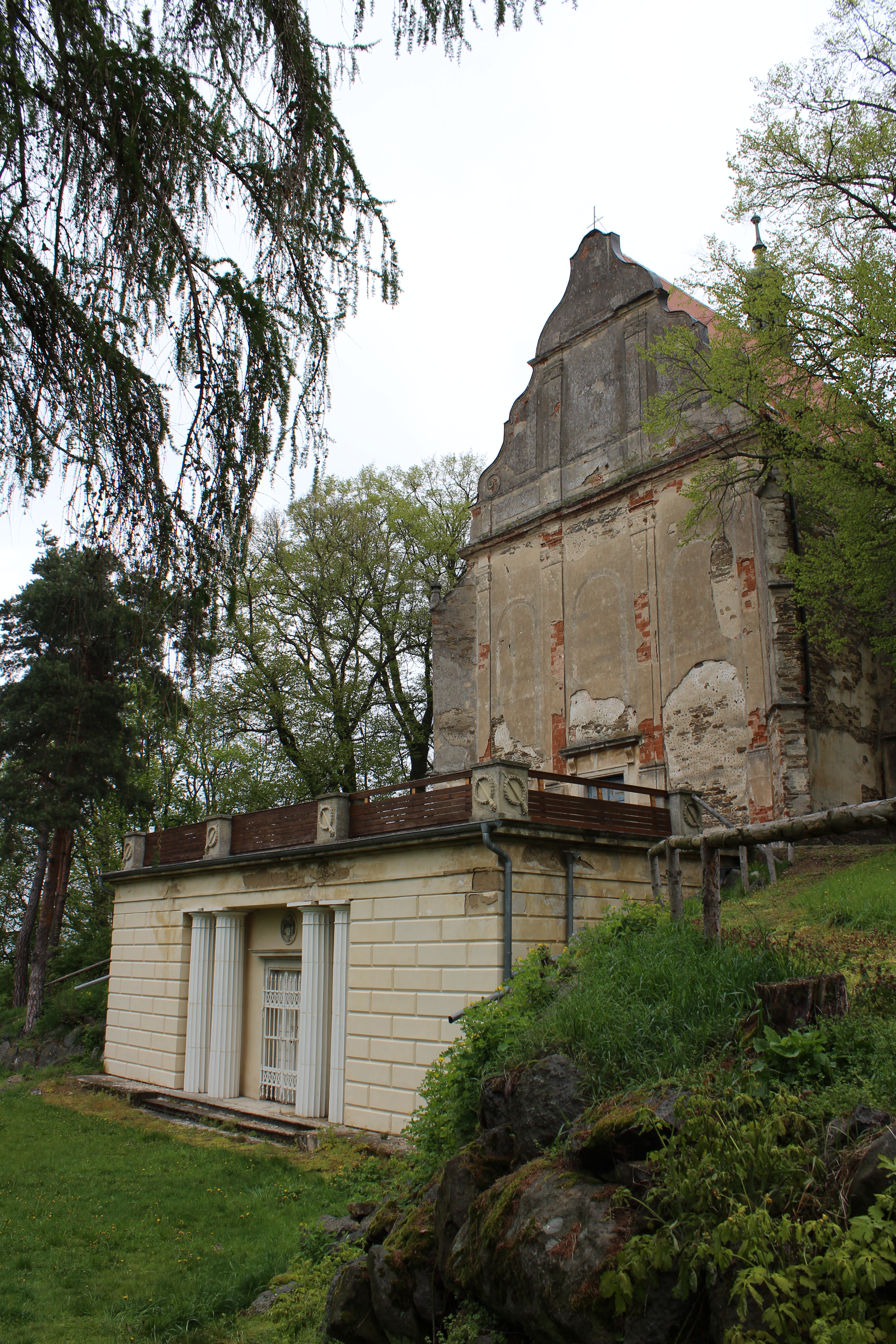
Západní průčelí kostela

Kostel má typickou gotickou dispozici. Hlavní loď, do které se vchází ze západního průčelí, je postavena na obdélníkovém půdorysu. Průčelí je horizontálně rozdělené římsou, nad kterou je vystavěn štít, typický pro barokní stavby. Římsu podepírají naznačené pilastry s iónskými hlavicemi. Vstup tvořený terasou nad hrobkou Trauttmansdorffů je lemován jednoduchou edikulou, jejíž římsa je podepřena dvěma konzolkami, a je vyplněn masivními železnými dveřmi.
Boční stěny chrámové lodi jsou rozděleny hranolovitými pilíři opěrného systému na čtyři pole. První pole je bez oken. V jižním průčelí je v každém dalším poli umístěno jedno okno. Severní průčelí obsahuje okenní otvory pouze dva. Vysoká lomená okna, která jsou již v dnešní době dochována v malém počtu, jsou zde vytvořena ve dvou variantách. Jsou vždy rozdělena na tři pole, přičemž první z nich je ve dvou bočních tvarováno do jeptišek. V horní části se pak nachází rozeta s čtyřlistem. V presbytáři kostela je k nalezení druhá varianta lomených oken, taktéž se třemi poli. Horní část pak obsahuje dva tvary, velmi vzdáleně připomínající plaménky. Ostatní okna v kostele v současnosti vypadají různě. Některá z nich mají dochovaný lomený oblouk, ale jejich zasklení je bez dělení a bez rozet. Jiná okna byla v pozdější době nahrazena okny s obloukovitým zakončením, další, která se nacházejí ve východní části presbytáře, byla zaslepena úplně.
Na východní straně kostela se nachází presbytář. Ten je postaven na polygonálním půdorysu. Zastřešen je jehlancovitou trojbokou střechou, navazující na sedlovou střechu hlavní lodi. Opěrný pilířový systém presbytáře je rozdělen na dvě úrovně, třetí úroveň je ukončena stříškou s liliovým poupětem. Z východní strany je přistavěna k presbytáři obdélníková sakristie. Ta bohužel zakrývá původní malbu nad vstupem z východní strany kostela, znázorňující sv. Annu. Sakristie je pak zastřešena jednoduchou dvoustupňovou valbovou střechou.
Na severní straně v místě, kde presbytář navazuje na hlavní loď, stojí dominanta celého kostela sv. Anny, elegantní hranolovitá věž. Má jednoduchý tvar pouze se čtyřmi okny v posledním patře pod zastřešením cibulovitou bání. Navazující lucerna má opět cibulovou báň a špičku. V současné době je věž opuštěná, neboť menší ze zvonů, který zde visíval, byl odsud ukraden a odnesen pryč. Podařilo se ho nalézt, jeho návrat se ale zatím nechystá.

## Interiér
Kostel je téměř bez vybavení – nachází se v něm několik kostelních lavic a kamenný oltář v čele presbytáře. Hlavní loď je zaklenuta valenou klenbou s lunetovými výsečemi, která je pokryta renesanční výmalbou bez liturgických výjevů. Klenba se pak rozbíhá do pilastrů. Tyto pilastry mají již renesanční hlavice iónského typu s barevně kontrastním omítnutím. Na stěnách mezi okny jsou nyní restaurátorsky odkryty původní liturgické fresky, které byly v pozdějších dobách, ať už z důvodu rekonstrukčních či politických, přebíleny. V hlavní lodi kostela je patrné pozdější upravení dispozic. V některých částech, zejména v severní části západního pole, lze vidět dosti krkolomně zalomené pilastry.
V západní části kostela se nad hlavním vstupem nachází hudební kruchta, kde ale již v dnešní době nejsou umístěny kostelní varhany.

### Vítězný oblouk

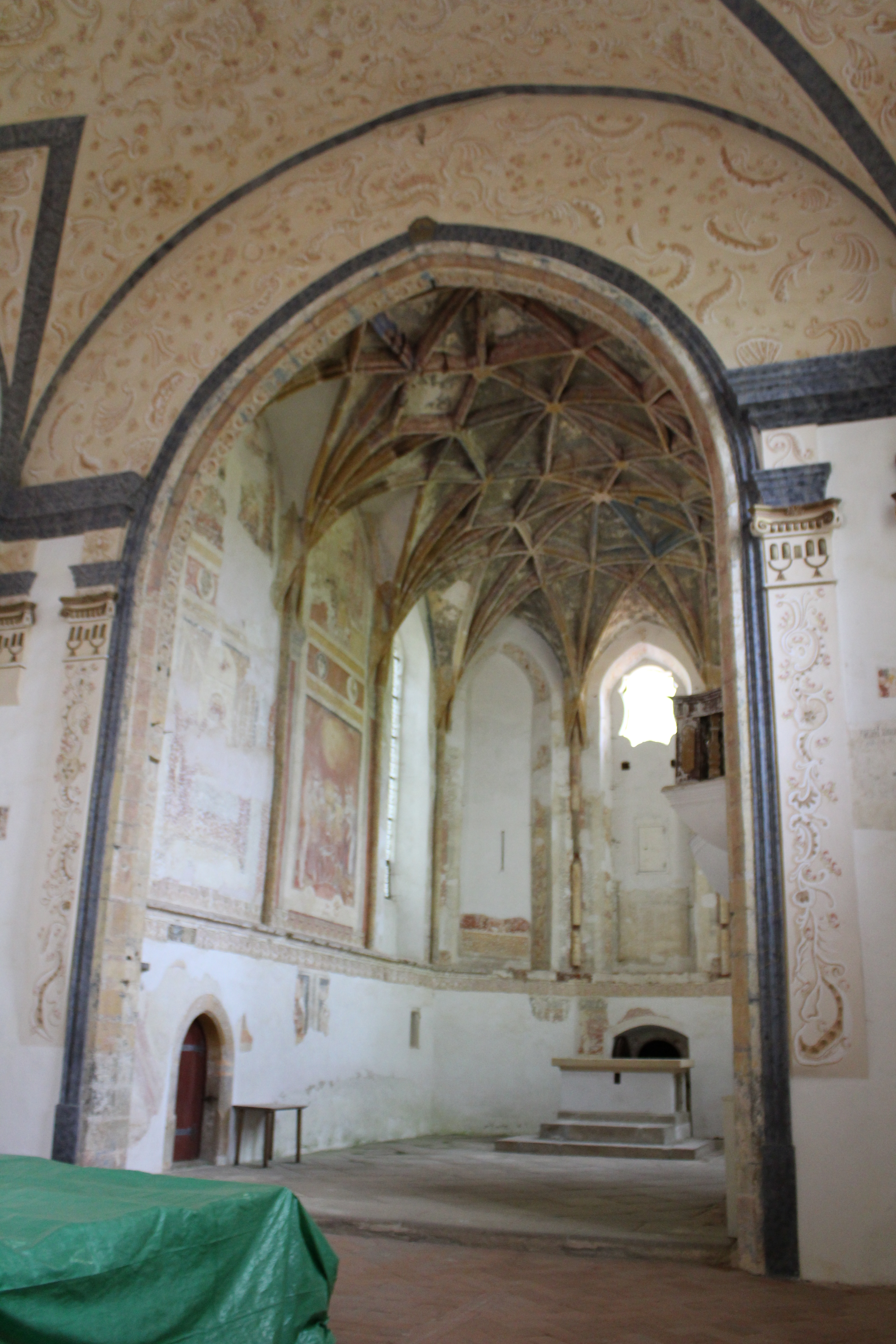
Pohled na vítězný oblouk a do presbytáře kostela

V místě přechodu hlavní lodi a presbytáře je dodnes zachovaný vítězný oblouk. Je to oblouk lomený s dochovaným polychromováním. Oblouk je taktéž velmi rozmanitě tvarovaný. Od jeho středu směrem do hlavní lodi je nejdříve lehce zkosen poté následuje zaoblený pásek a dva výžlabky. Další pás oblouku je oddělen hlubokým výžlabkem. Tento pás je složen ze špičky výžlabku a válcovitého profilu. Přibližně v polovině jeho výšky jsou patrné „jizvy“ pro umístění trámu, který nesl sochu ukřižovaného Ježíše Krista. Úroveň presbytáře je pak oproti hlavní lodi zvýšena.

### Presbytář kostela
Klenba s unikátním obrazcemProstor presbytáře je zaklenut třemi poli v Čechách unikátní obrazcové hvězdicovité síťové klenby. Centrálním obrazcem je osmiboká hvězdice doplněná žebry sbíhajícími úhlopříčně do centrálního svorníku. Tento žebrový motiv se opakuje. Žebra jsou vyžlabená s oblými hranami. Jsou polychromována červenou barvou a zajištěna jsou štítkovými svorníky bez dochovaného zdobení. Výmalba klenby mezi žebry je tmavě modrá.
Žebra a příporyŽebra klenby se sbíhají do válcovitých přípor. Vždy pět žeber či tři žebra se sbíhají k jedné přípoře. Dvě krajní se kříží a poté plynule navazují na zeď, prostřední tři postupně splývají v jedno, a pak plynule navazují na příporu. Válcovité přípory již zdaleka neplní svou statickou podpůrnou funkci, neboť v některých místech jsou zničené a viditelné odpadnuté cihly a štukování. Z toho důvody je klenba presbytáře dnes zajištěna kovovými sponami a podpůrnými prvky. Válcovité přípory jsou ukončeny na podokenní římse obíhající přibližně ve čtvrtině výšky presbytáře. Mezi těmito příporami jsou umístěna pouze dvě okna, zbylá místa vyplňují restaurátory odkryté fresky. Jednu z nich se podařilo dochovat ve velmi dobrém stavu. Zajímavé rovněž je, že výmalba nikterak nerespektuje přípory, které vytváří dělení stěny, ale bez přerušení pokračuje dál. Podél římsy běží kolem celého presbytáře dodnes dobře zachovaný reliéf. Ten je složen z opakujícího motivu slepých lomených oblouků s jeptiškami. Vždy dva sousední se sbíhají k sobě a v dolní části jsou překryté vždy drobným erbem, zpoza něhož vybíhají vyštukované ornamenty. Do tohoto reliéfu je začleněn na severní stěně chóru alianční erb manželů Volfa Dobrohosta z Ronšperka a jeho ženy Zigundy, rozené z Gutštejna. Pod ním se nachází lomený portál se zachovaným polychromováním. Z pramenů a dochovaných torz, která jsou do dnešní doby v prostoru presbytáře k nalezení, je patrné, že byl velmi bohatě zdobený, a to hlavně v 16. století. V roce 1969 byl odkryt malovaný pás zobrazující 4 polopostavy světic.
OratořV prostoru presbytáře se nalézá ještě jeden velmi výrazný prvek – trauttmansdorffská oratoř. Tento subtilní balkonek, umístěný na jižní stěně presbytáře, sloužil výhradně potřebám hraběcí rodiny z nedalekého zámku, aby mohli nerušeně naslouchat mši.

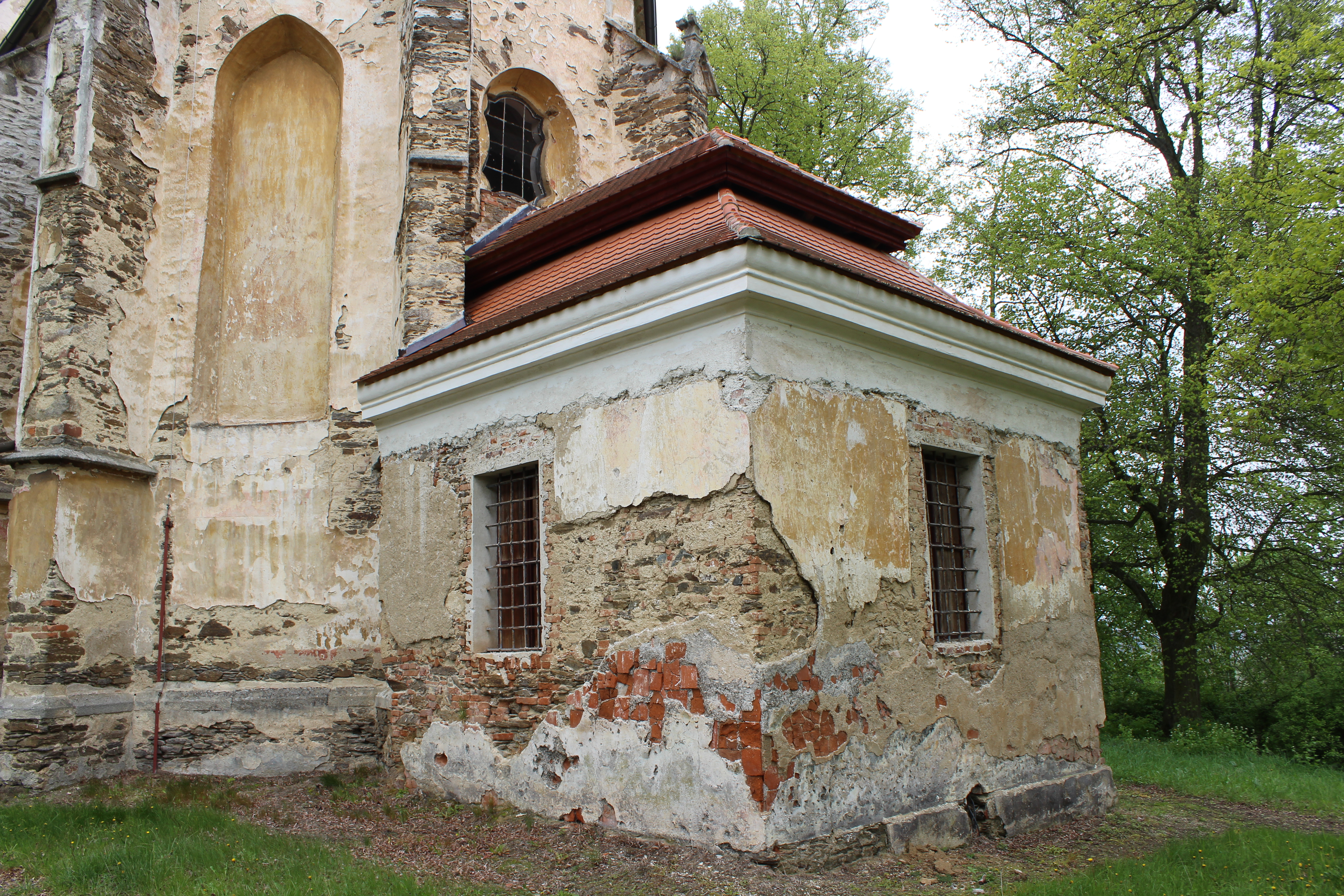
Exteriérový pohled na prostor sakristie

Na východní straně presbytáře se nachází vstup do později přistavěné sakristie. Tato sakristie je čistě funkční část stavby. Její prostory nejsou nijak zdobené až na část fresky sv. Anny, která se nacházela nad vstupem do presbytáře. V době před přístavbou sakristie byl tento vchod frekventovaný a při příchodu směrem od města byl prvním, co lidé na fasádě kostele spatřili. Po přistavění sakristie muselo být zaslepeno i čelní okno presbytáře. V jeho stále viditelném lomeném oblouku se nyní nachází malé přisvětlovací okénko barokního tvaru.

## Trauttmansdorffská pohřební kaple

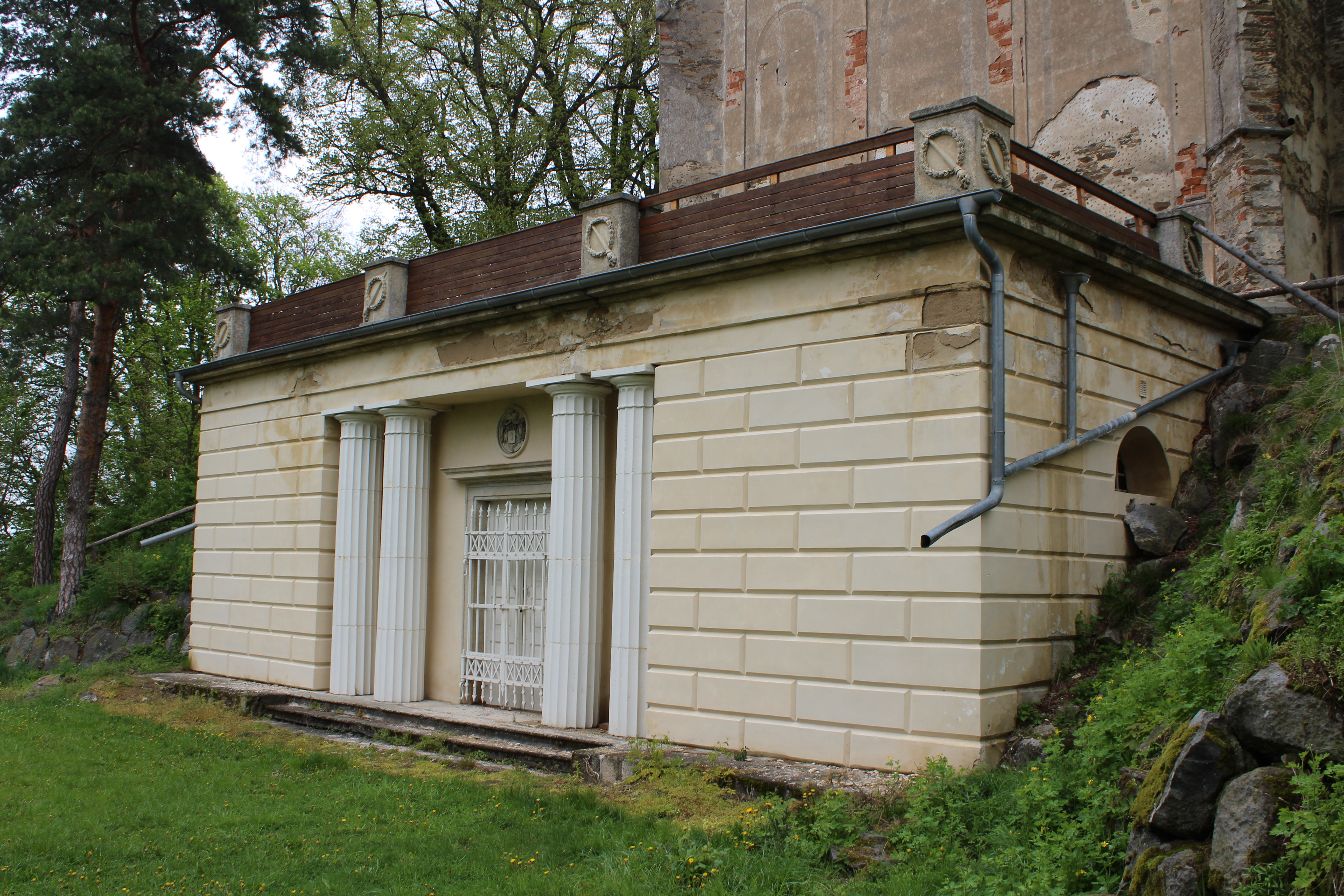
Pohled na trauttmansdorfskou pohřební kapli pod západním průčelím kostela

Zrealizovanému návrhu v dnešní podobě předcházelo ještě několik dřívějších. Původním záměrem bylo postavení tří samostatných drobnějších kaplí. Další z návrhů vypracovaných Oldřichem Knödlem, z pověření tehdejšího majitele Františka Ferdinanda Trauttmansdorffa, zobrazoval hrobku jako čtyřboký jehlan (pyramidu) se strmým vyzdíváním do velké výšky. Na každé straně opřený do sloupových portálů. Základní kámen výsledného návrhu byl položen v roce 1839. Tato hrobka, vystavěná v podzemí kostela, je uspořádána do trojlodní klenuté sloupové síně na obdélném půdoryse. V čele střední lodi se pak nalézá oltář. Podlaha bočních lodí, které sloužily k pohřbívání, je vyvýšena oproti podlaze lodi střední o tři stupně (necelý půl metr). Jediný vstup do této hrobky vede přes chodbu, ústící do vstupní, opět trojlodní předsíně, taktéž na obdélném půdorysu. Tato je přisvícena z obou stran malými okny. To je možné pouze díky přirozenému zapuštění předsíně do západního svahu kopce. Strop předsíně tak přirozeně vytváří prostornou vstupní terasu hlavnímu vstupu do kostela sv. Anny. Hrobka rodu Trattmansdorffů měla hned několik účelů. Prvním byla samozřejmě funkce funerální. Sloužila také jako soukromá mešní kaple sv. Kříže. Celá tato suterénní stavba, stejně jako objekt kostela, je orientována podle podélné osy symetrie od východu na západ. Exteriéru hraběcí hrobky kraluje velkorysá vstupní nika, po stranách opatřená dvěma páry sloupů, inspirovaných dórským řádem, a vstupním portálem. Společně dodávají novoklasicistní hrobce na monumentalitě vzhledu.

## Kaple Božího hrobu

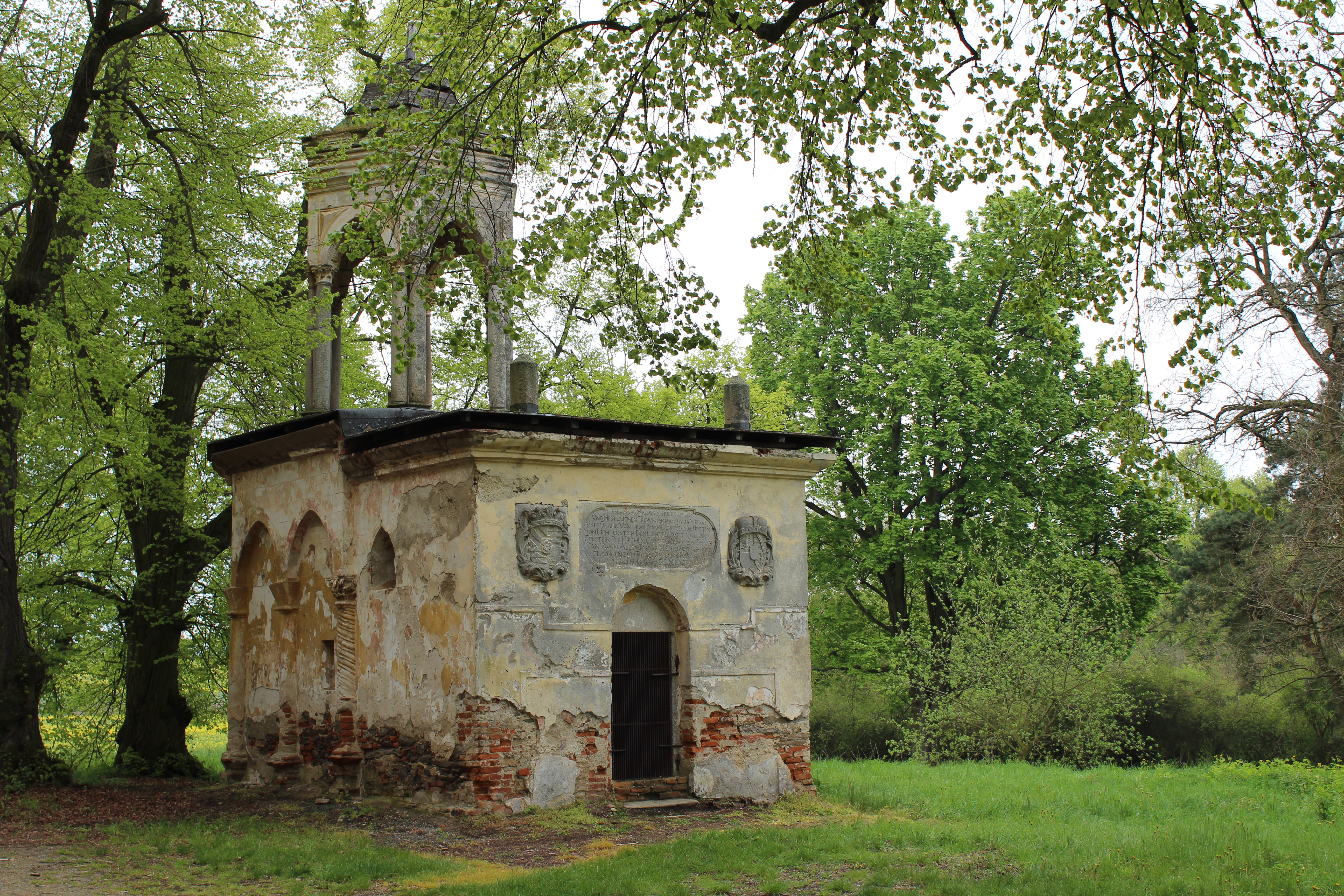
Kaple Božího hrobu na jižním svahu

Na území Čech a Moravy je v období baroka známo dvacet šest kaplí Božího hrobu. Ta, nacházející se na jih od kostela sv. Anny, patří mezi dvanáct nejstarších, postavených do roku 1700 a její význam je nadregionální. Tato kaple byla postavena z iniciativy tehdejší hraběnky Anny Marie. Ta nechala po cestě z Horšovského Týna ke kostelu umístit pět (nebo šest) soch, znázorňující zastavení Ježíše Krista na jeho křížové cestě, a zakončila ji právě kopií chrámu Božího těla v Jeruzalémě. Stavba má obdélný půdorys ukončený na východě polygonem, čímž se nijak neliší od již stojících kaplí. Část presbytáře kaple je v exteriéru dekorována sloupovou arkádou s různými typy sloupků a hlavic nepravidelně rozmístěných- od bohatě zdobených korintských po jednoduché jehlanovité se stopami malovaných křížů. První sloupek arkády severní strany, nesoucí korintskou hlavici, má dřík zdobený tordováním. Toto zdobení je na takovouto drobnou kapličku v tomto regionu poměrně výjimečné. Další sloupky mají již pouze hladký válcovitý tvar. Celá stavba je omítnuta s falešnými rýhami imitujícími kvádříkové zdivo. V polích mezi sloupky arkády presbytáře jsou viditelné zbytky do omítky rýpaných ornamentů. Celá stavba je ukončena vícestupňovou korunní římsou. Obdélná část kaple není nikterak zdobena. Severní boční stěna obsahuje pouze drobné okno. Čelní stěna obsahuje zapuštěný obdélný portálek, dnes uzavřeným mříží. Nad ním je do zdiva zapuštěna kamenná deska, nesoucí německý nápis. Z obou stran je pak doplněna dvěma erby – Trattmansdorffským a Lichtensteinským.
Nad prostorem presbytáře se vypíná výrazná baldachýnová edikula šestiúhelníkového půdorysu podepřena šesti dvojsloupky. Ty mají opět hladké válcové dříky a hlavice toskánského typu s palmetovými listy. Edikula je zastřešena stříškou helmicovitého tvaru.

## Zajímavosti

### Smutný osud kostela
Není jistě ničím výjimečným chátrání náboženských staveb. Zde se však po revoluci v roce 1989 stalo nemálo hanebných činů. Mladiství výtržníci totiž využívali prostor kostela i okolních staveb k rozdělávání ohňů, do kterých přikládali kostelní lavice a jiné vybavení kostela. K obzvláště zrůdnému činu se uchýlilo několik mladistvých, když násilně vnikli do trauttmansdorffské hrobky, zotvírali několik hrobů s mumifikovanými ostatky Trauttmansdorffů a ty pak rozvěsili po okolních stromech. Osud kostelních varhan je také velmi smutný, neboť byly použity na topení.

### Inspirace stavitele
Ze stavitelského hlediska, hlavně vzhledem k nejlépe dochované původní části – presbytáři, se lze na základě některých stavitelských prvků domnívat, že se zdejší stavitel velmi aktivně zajímal o práci ostatních velkých stavitelů té doby, zejména o Benedikta Rieda. Mezi nápadně interpretované prvky lze zařadit například křížící se žebra presbytáře v dosedání na přípory. Lze zde nalézt také vliv pozdní gotiky ze Švábska, neboť téměř shodnou klenbu můžeme nalézt v klenbě chóru kostela sv. Ulricha a sv. Afry v Augsburku.

## Galerie fotografií

### Fotografie exteriérů

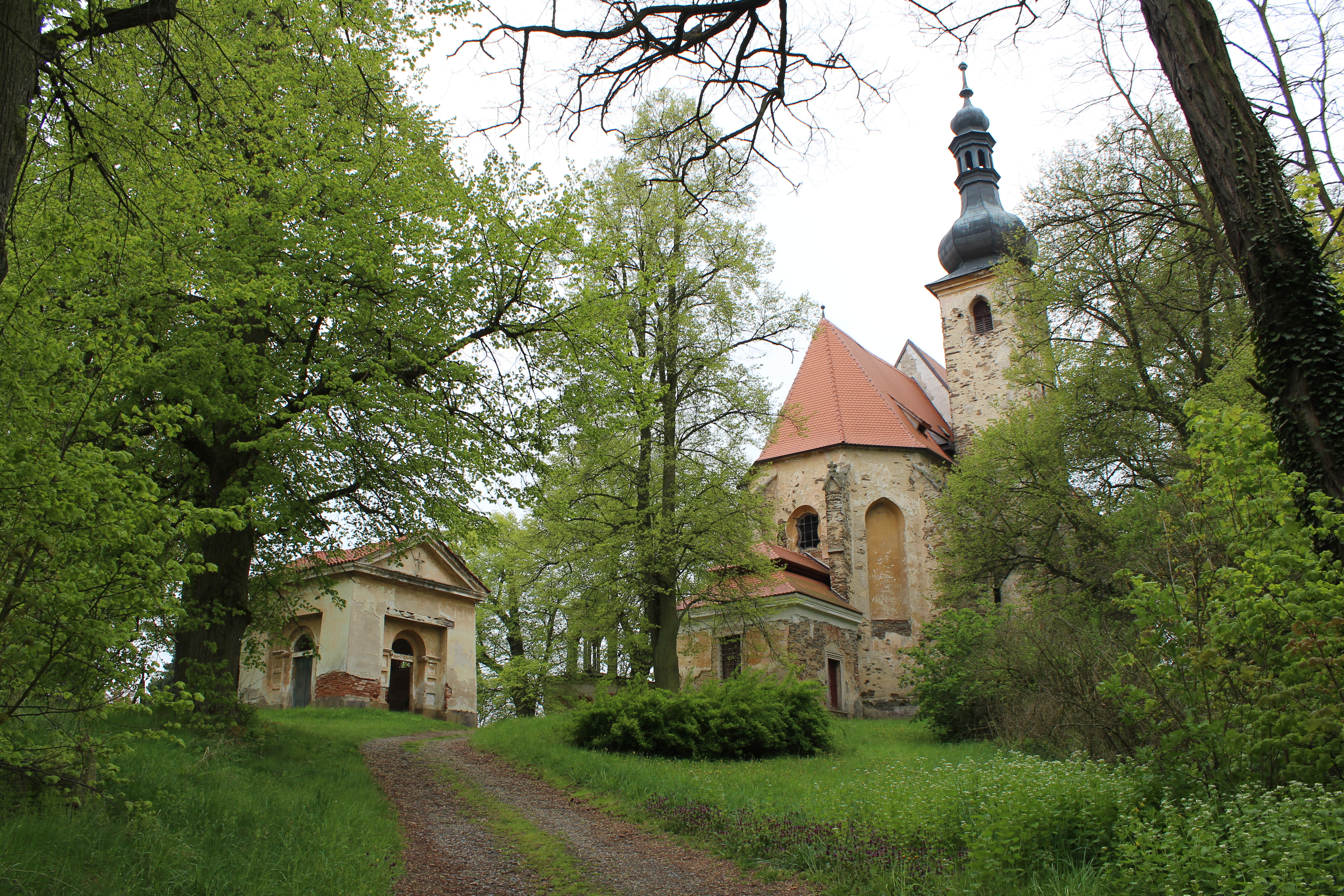
Pohled na kostel sv. Anny
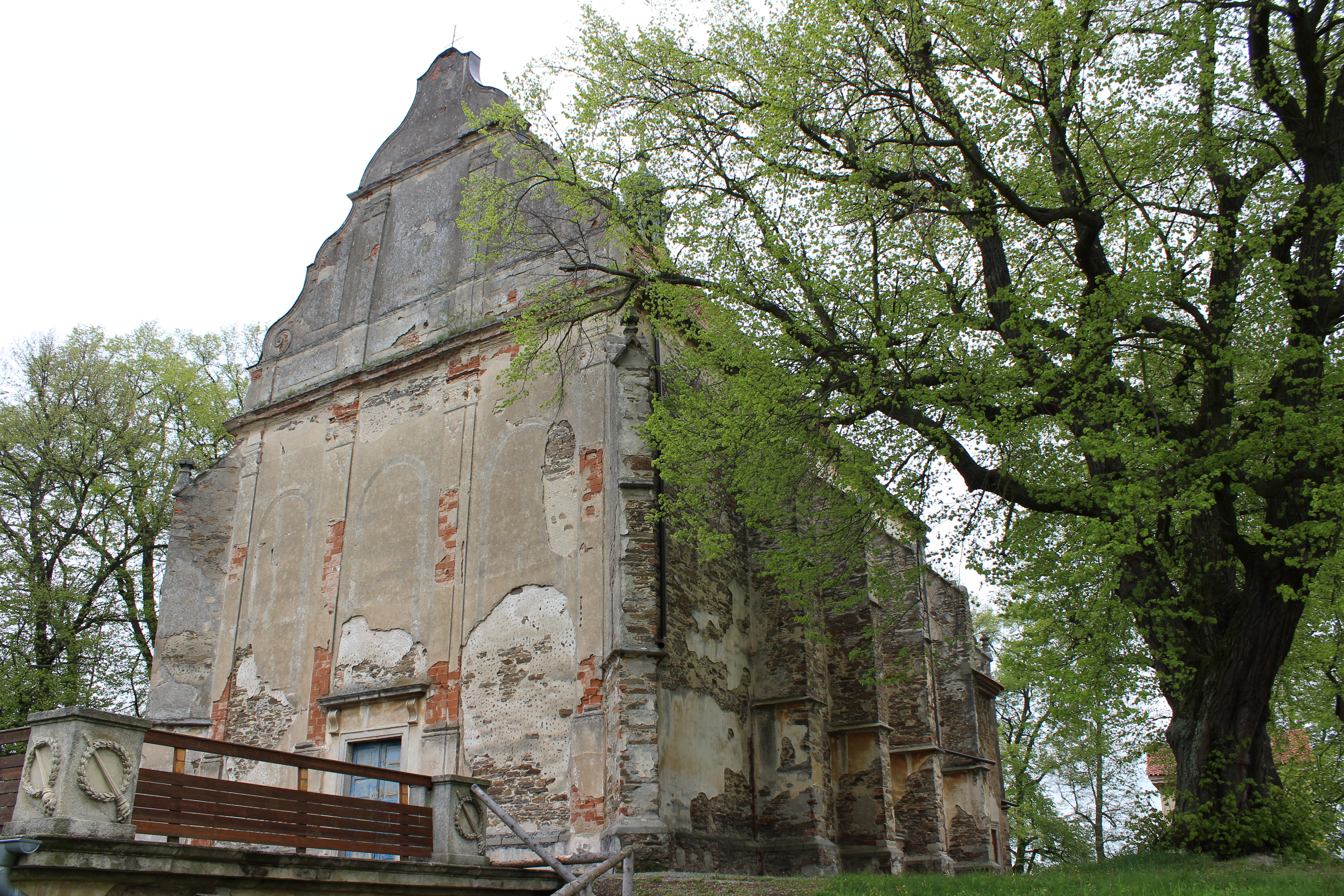
Západní průčelí kostela
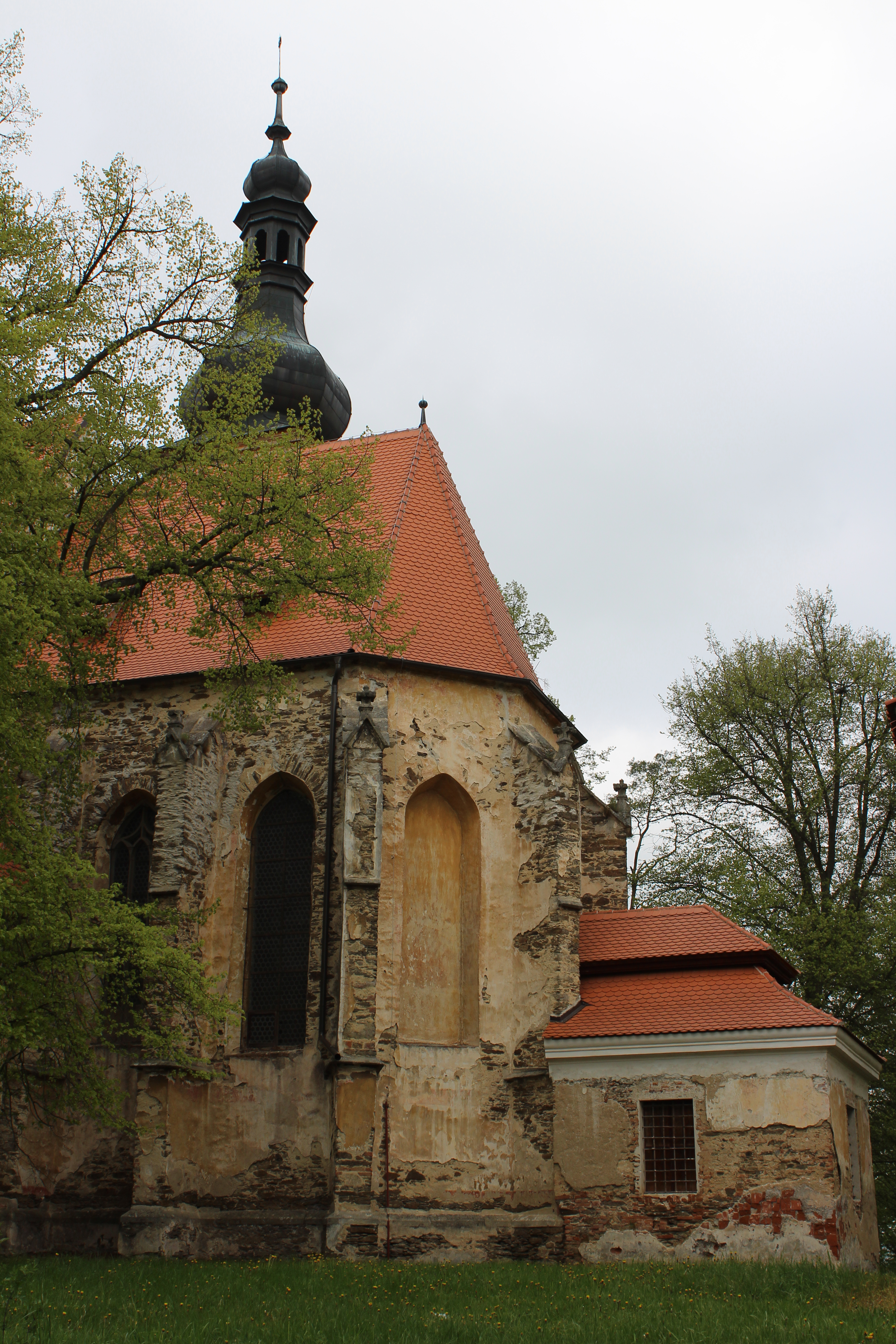
Pohled z jihu na presbytář kostela s věží
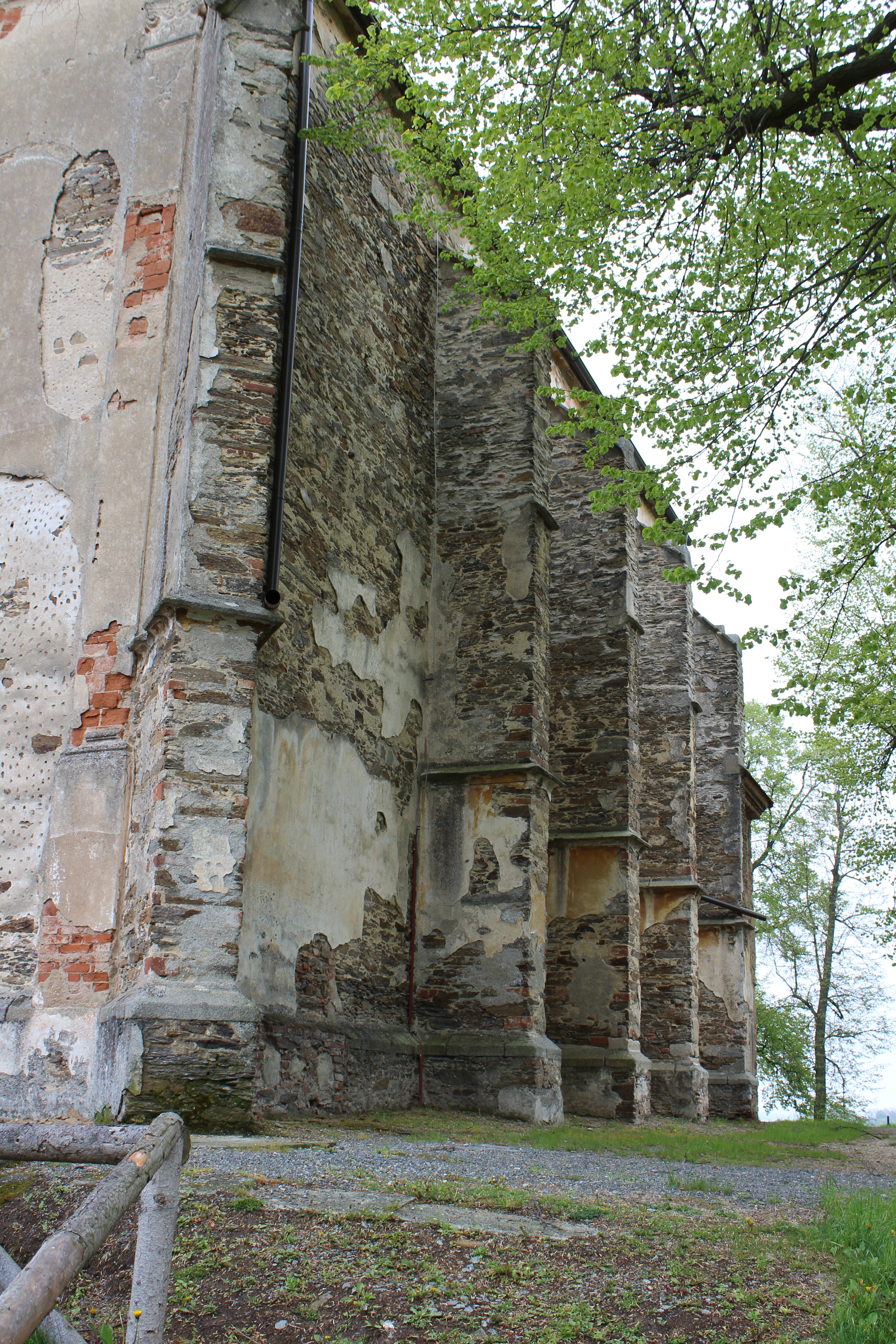
Opěrný systém kostela
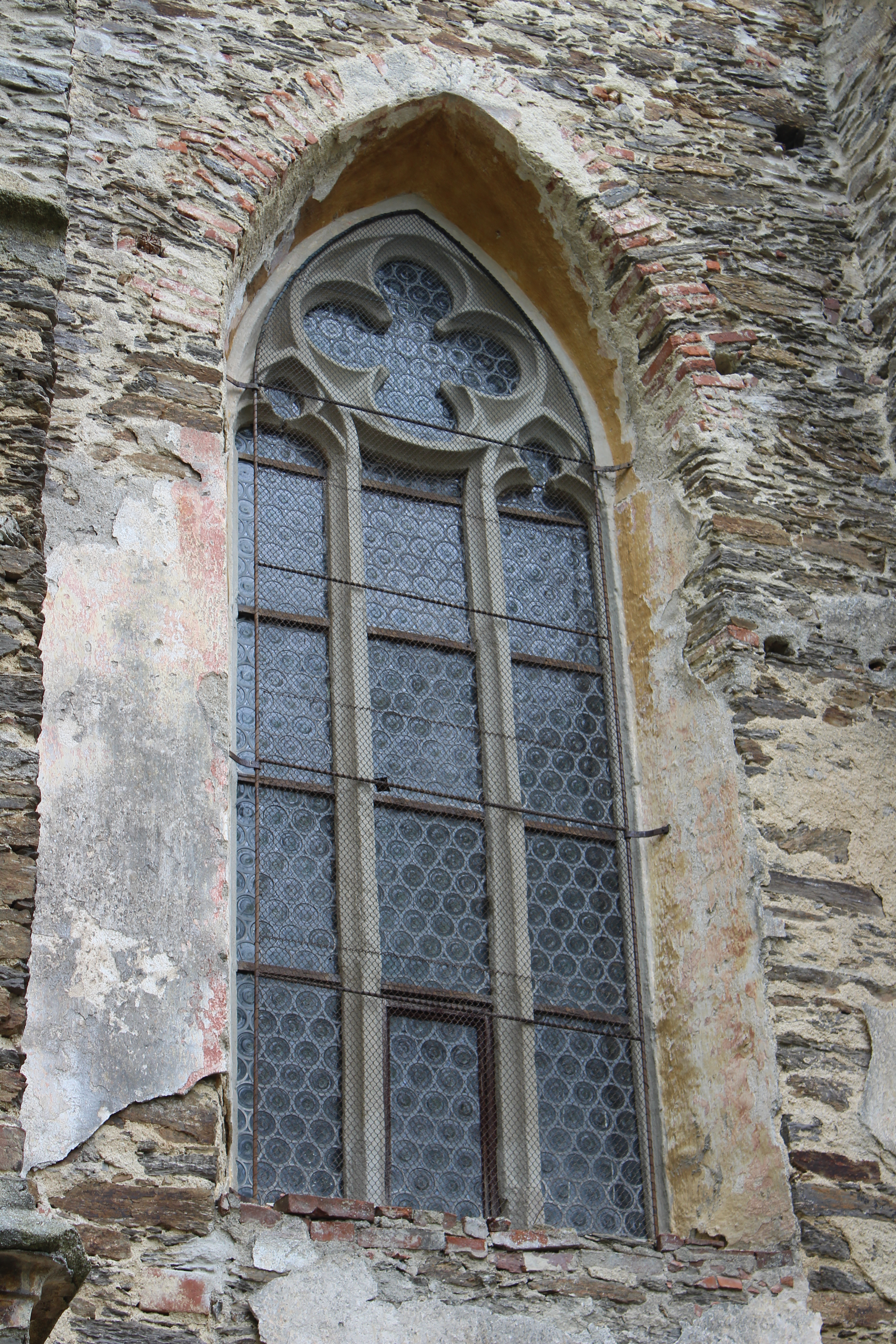
Okno s jeptiškami a rozetou
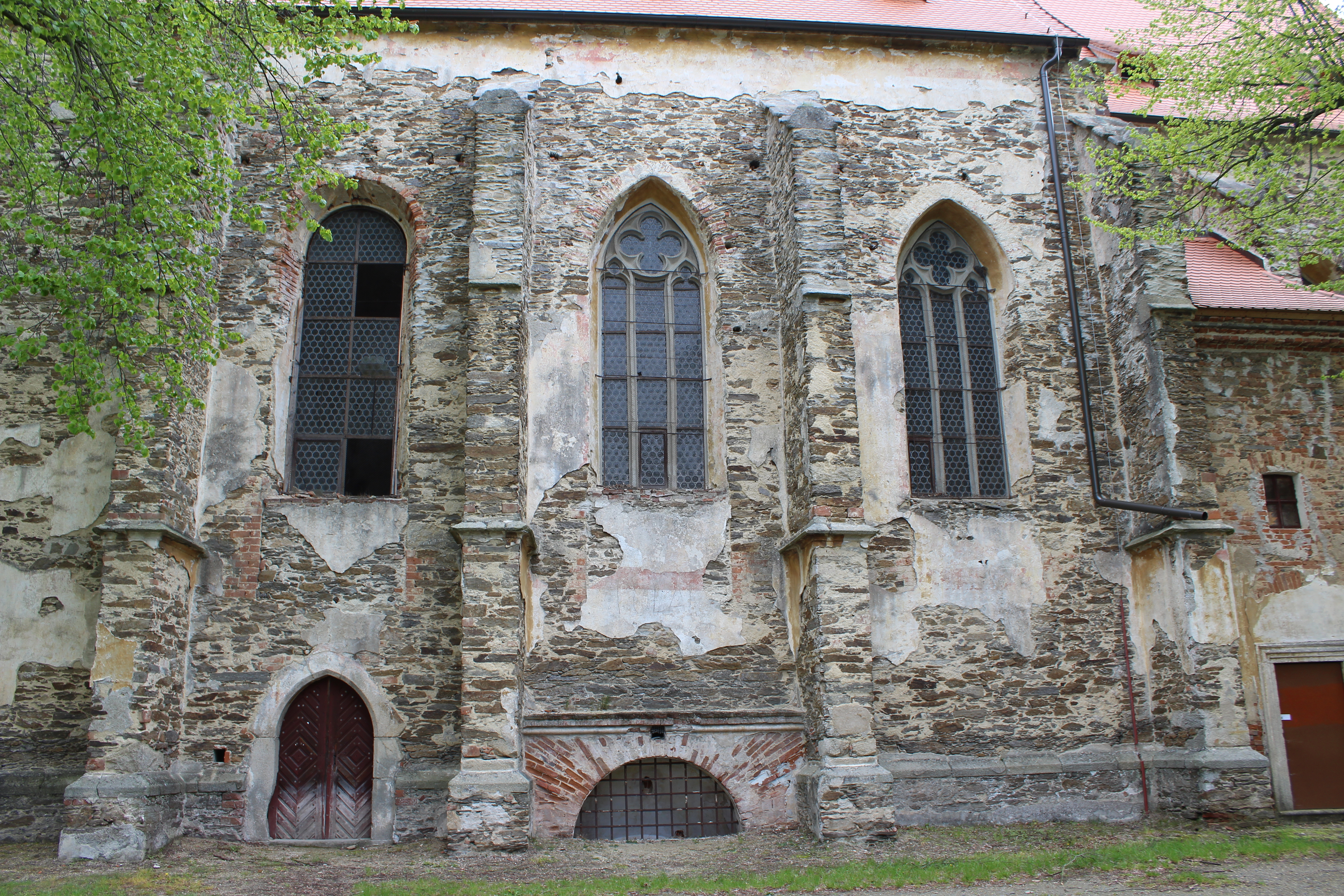
Jižní stěna chrámové lodi
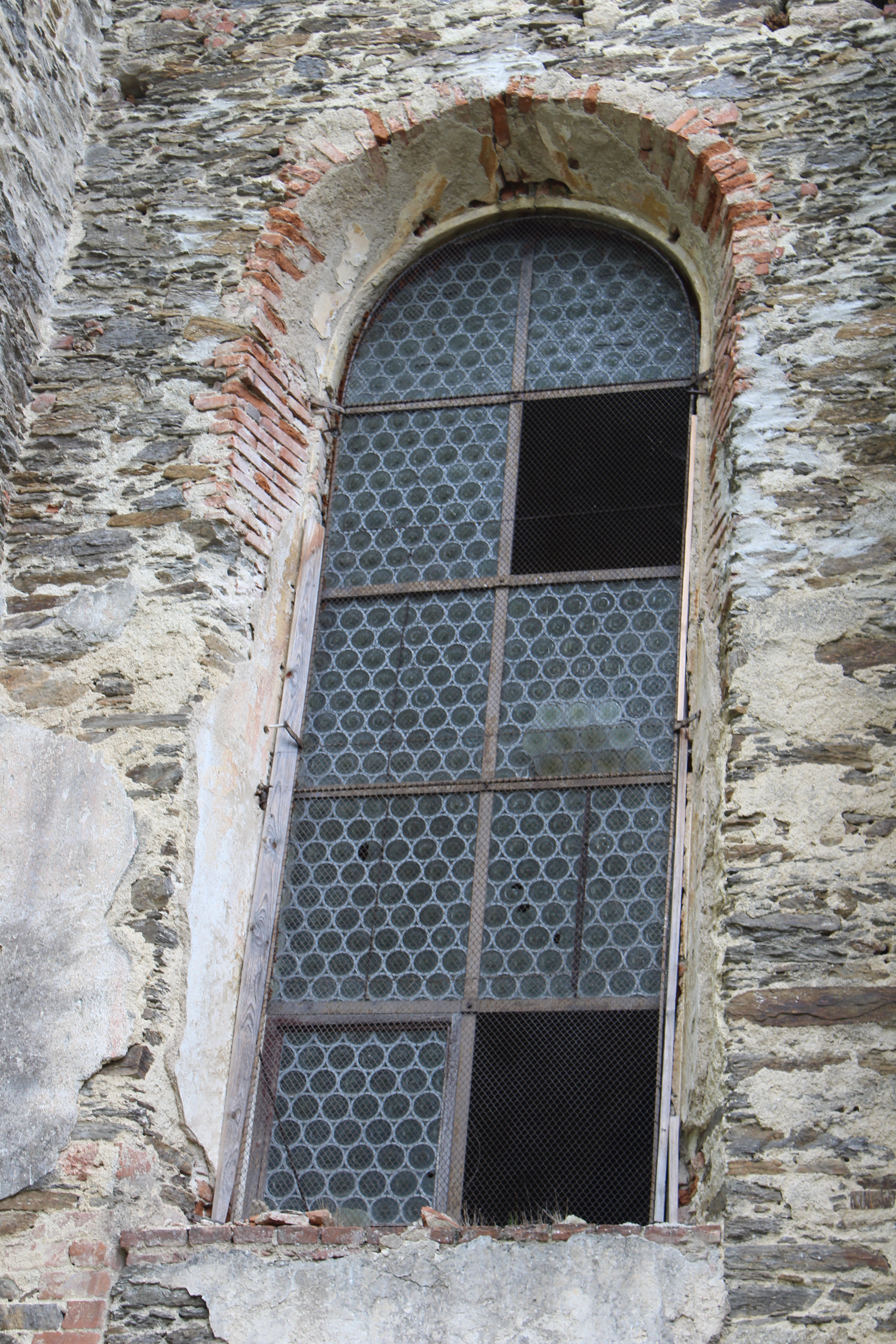
Nepůvodní okna s obloukový zakončením
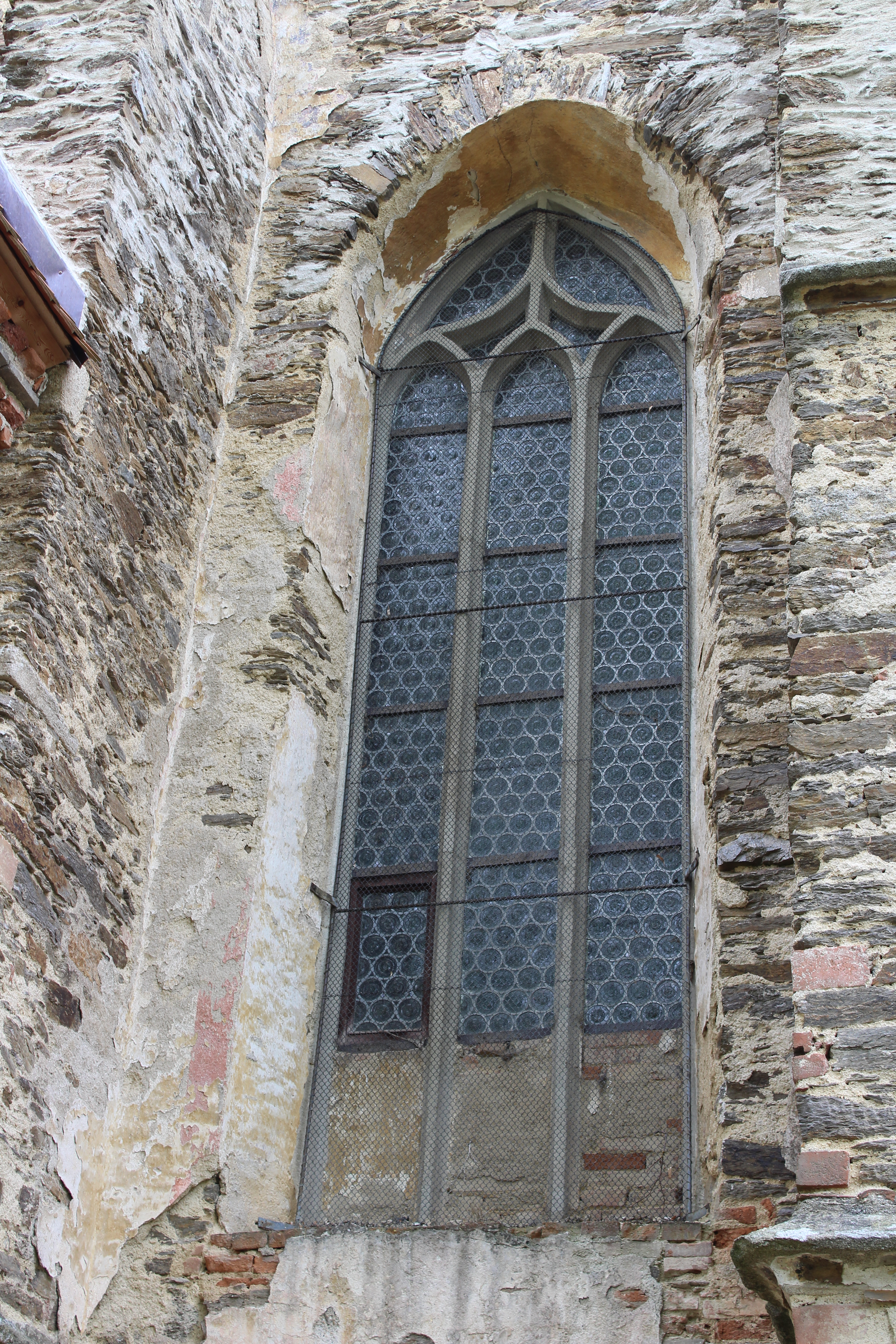
Nepůvodní okno s lomeným obloukem a stylizovanými plaménky
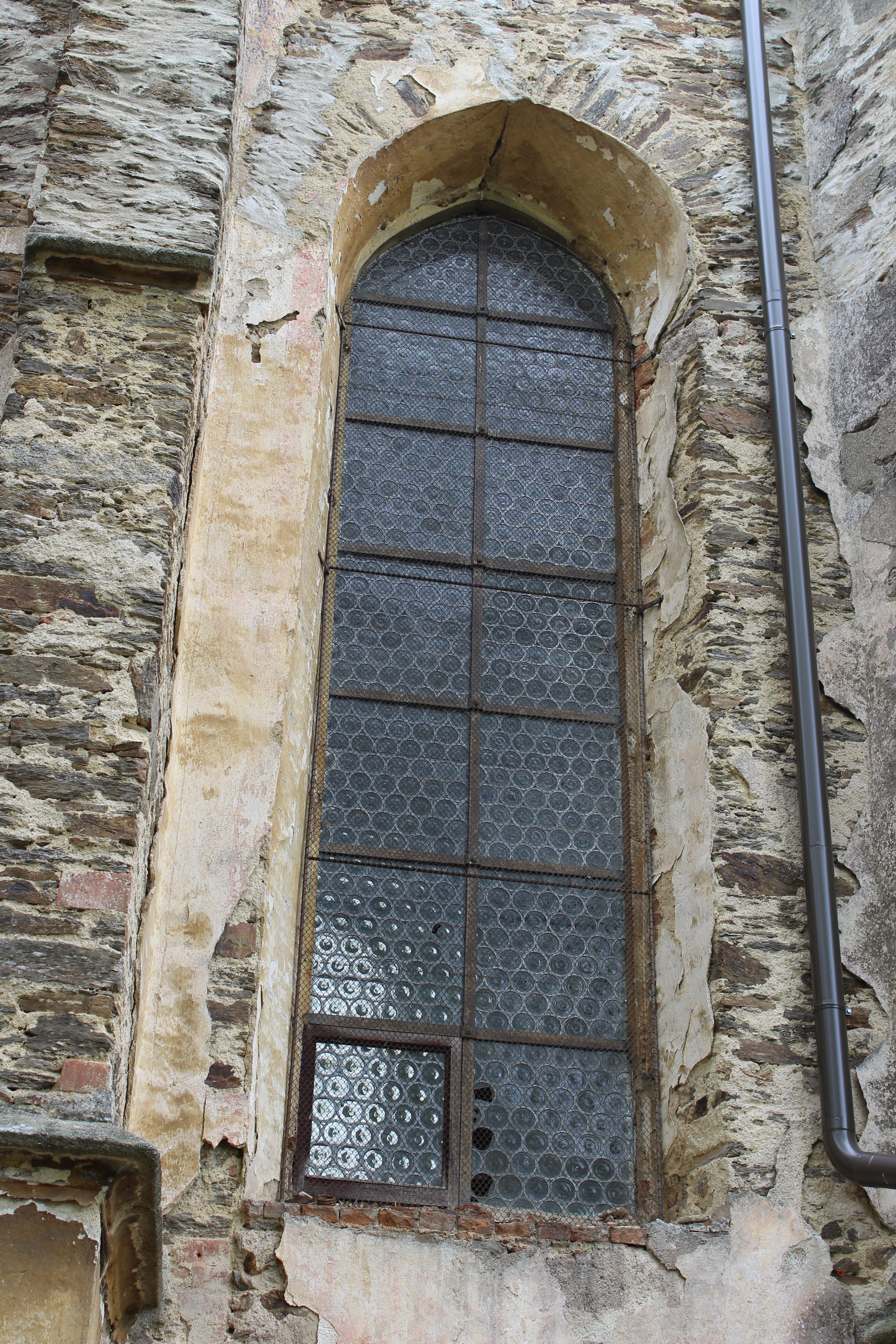
Nepůvodní okna s obloukový zakončením
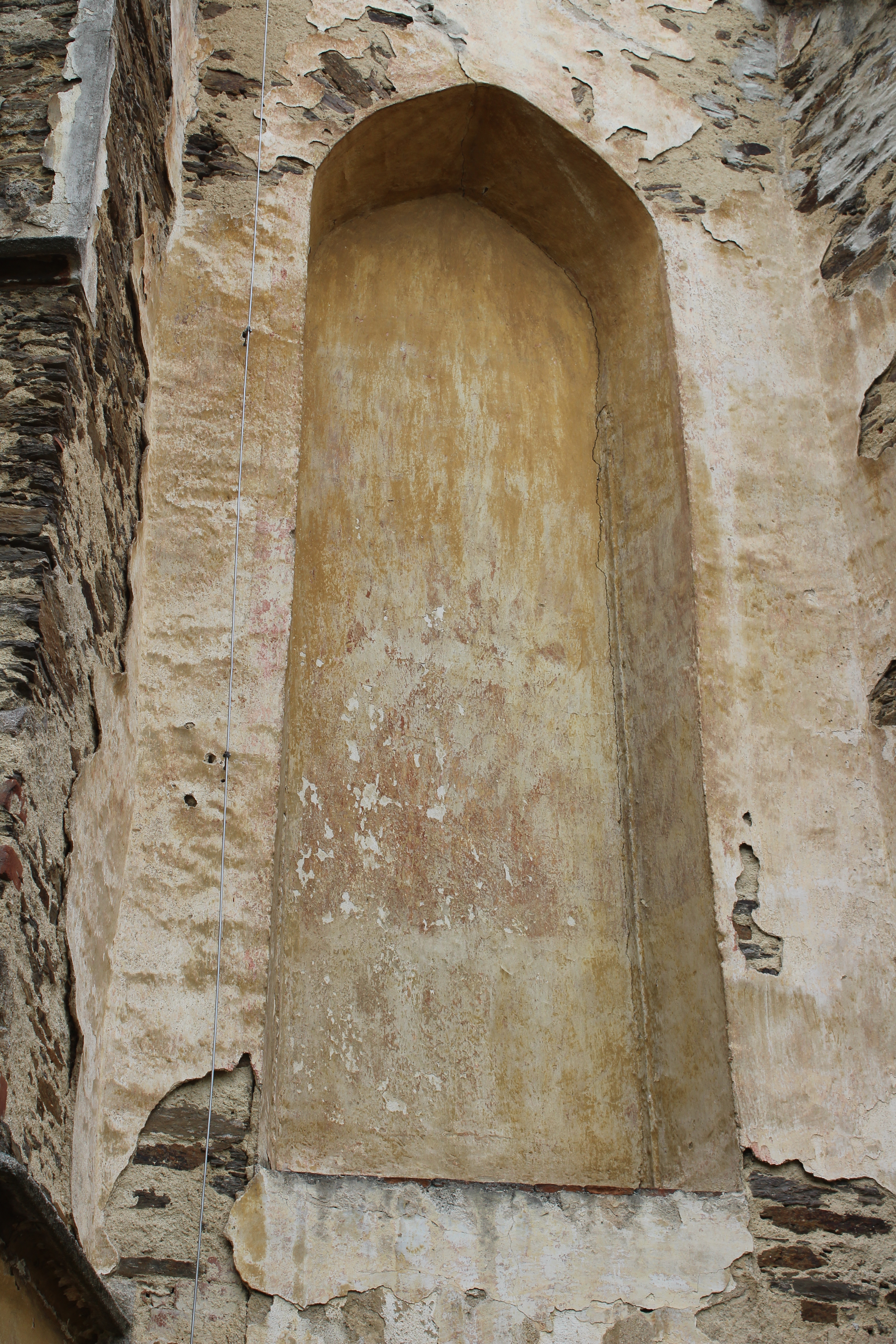
Zaslepené okno presbytáře
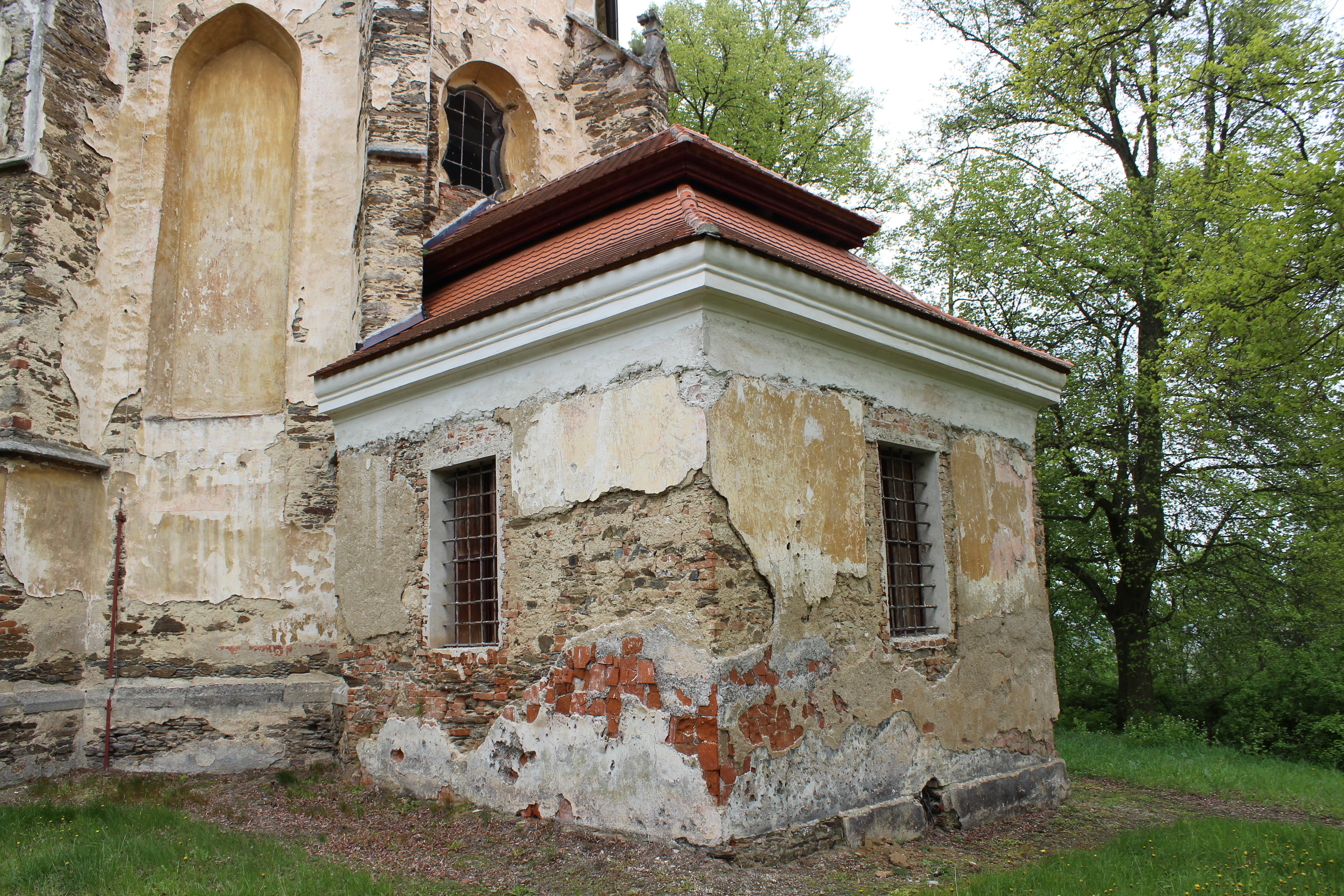
Pohled na sakristii
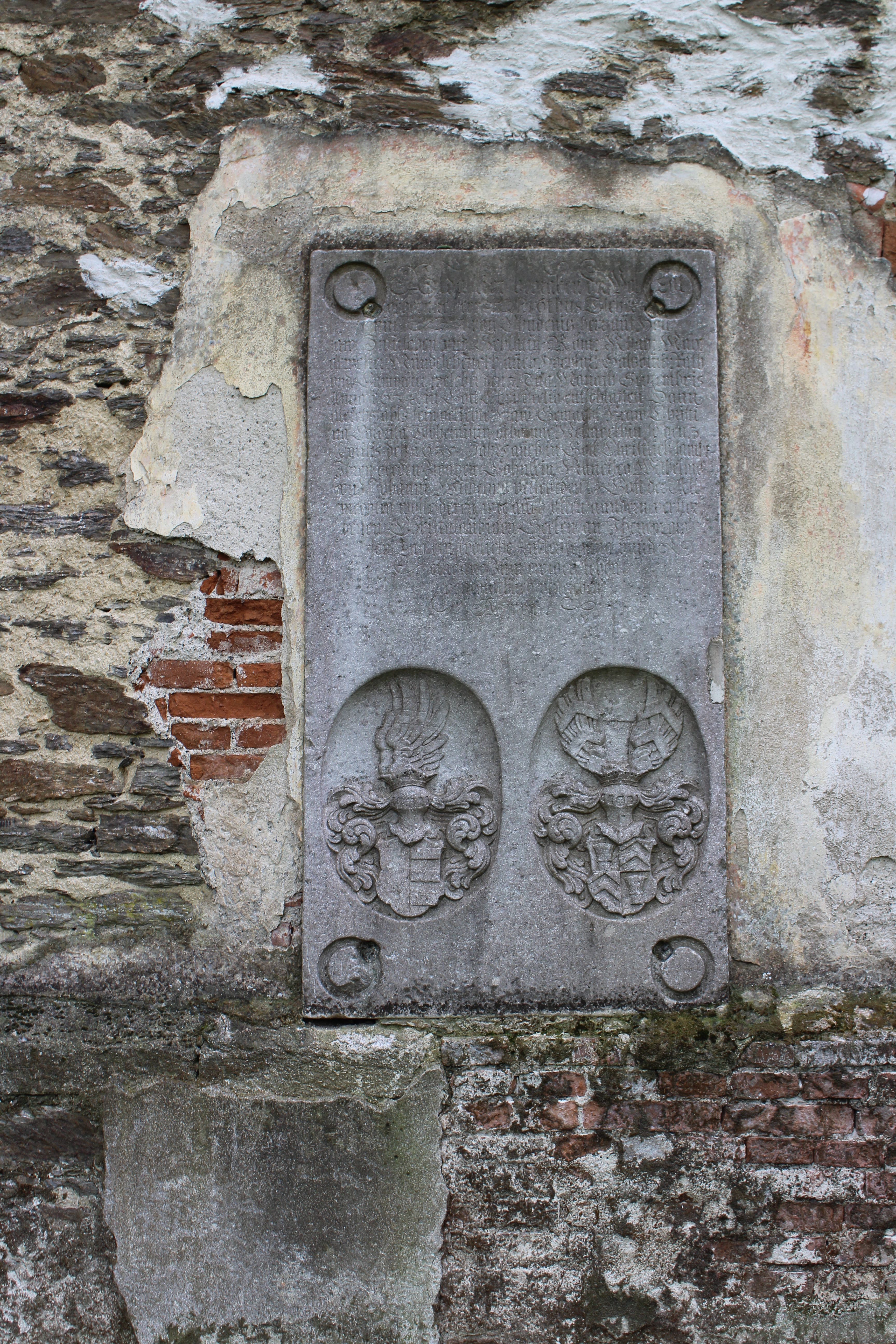
Nápisová deska na severní stěně kostela s erby rodu Trauttmansdorffů a Lichtensteinů
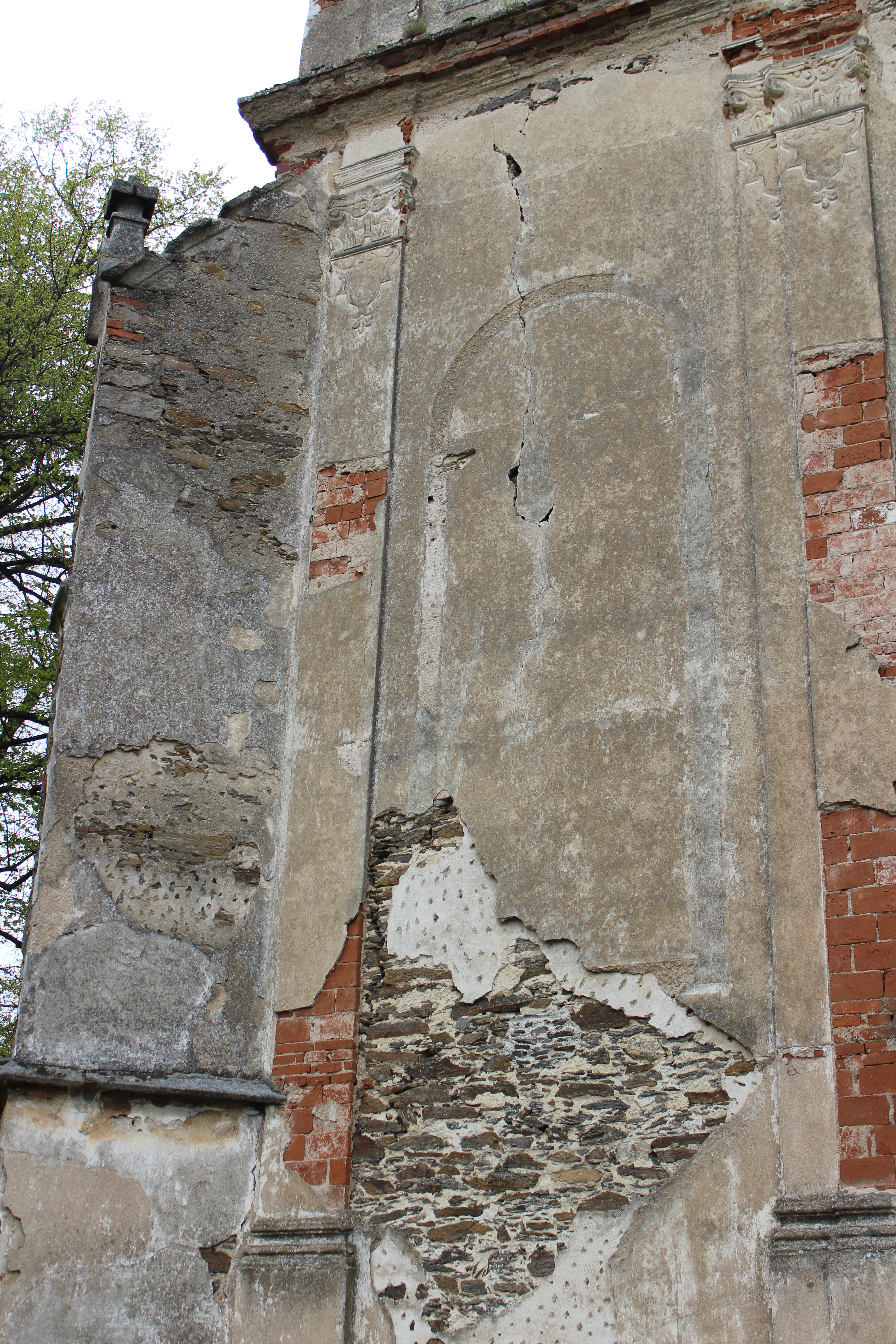
Obrysy oken na západním průčelí
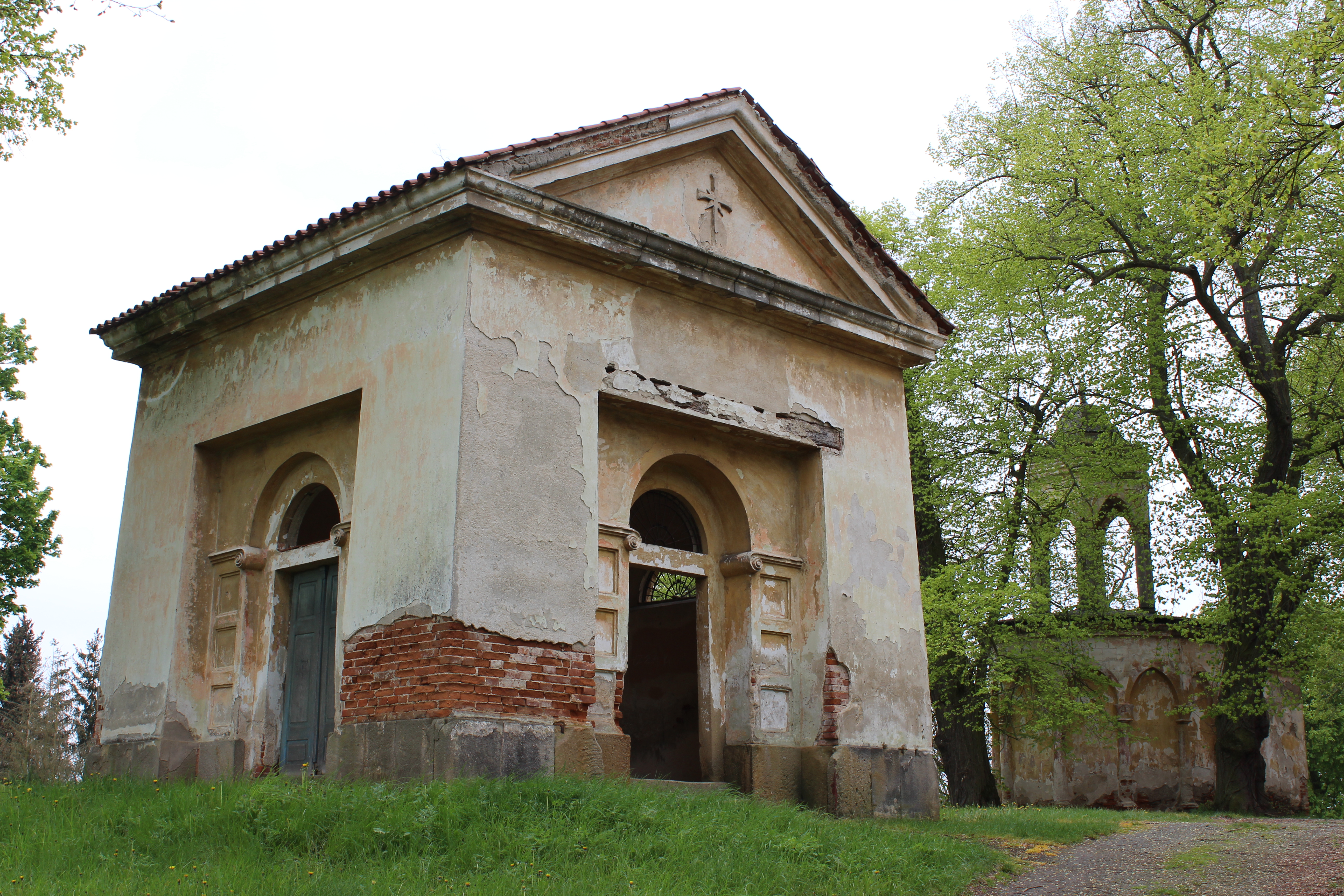
Kaple svaté Anny Sedmibolestné

### Interiéry kostela

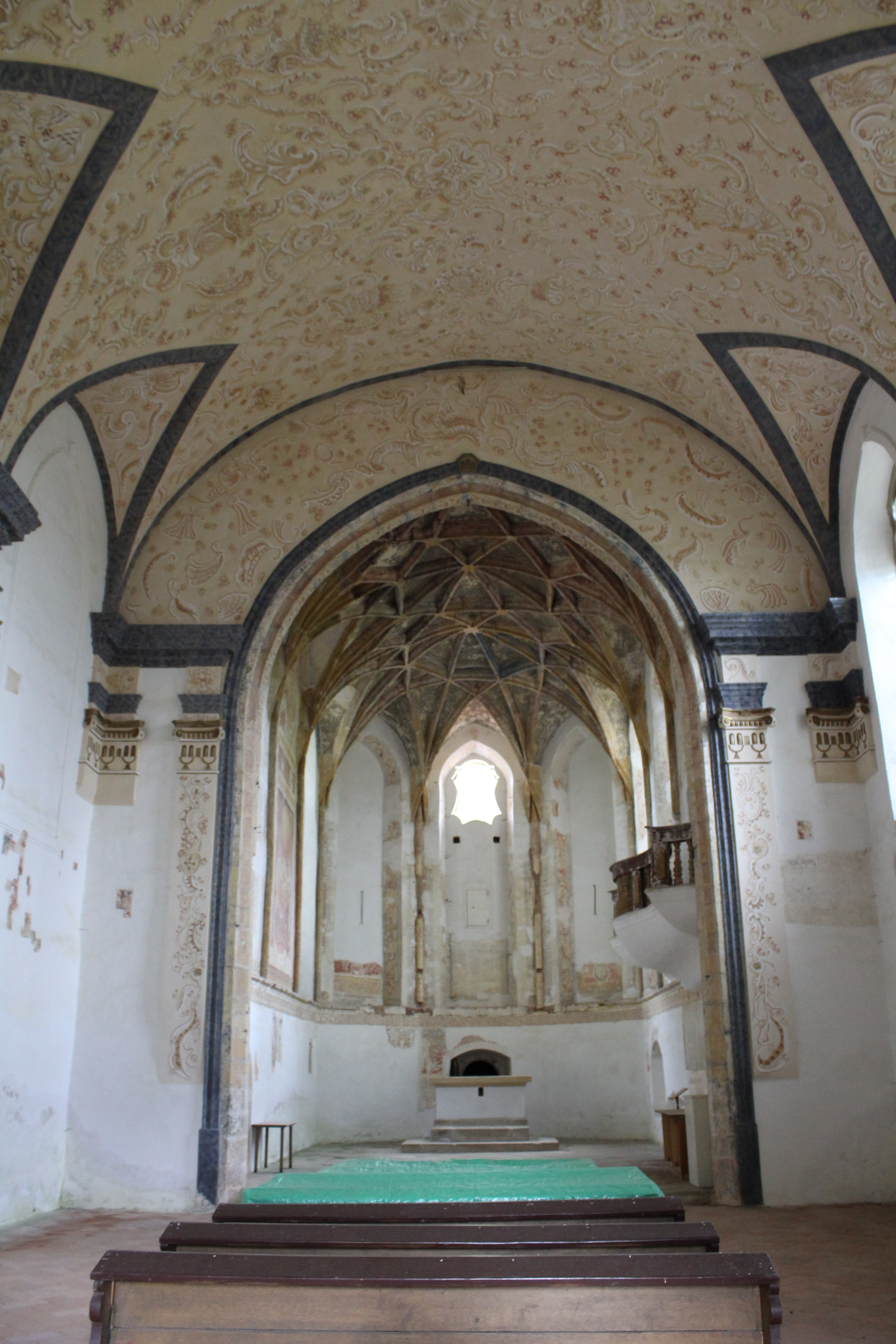
Pohled východním směrem k presbytáři
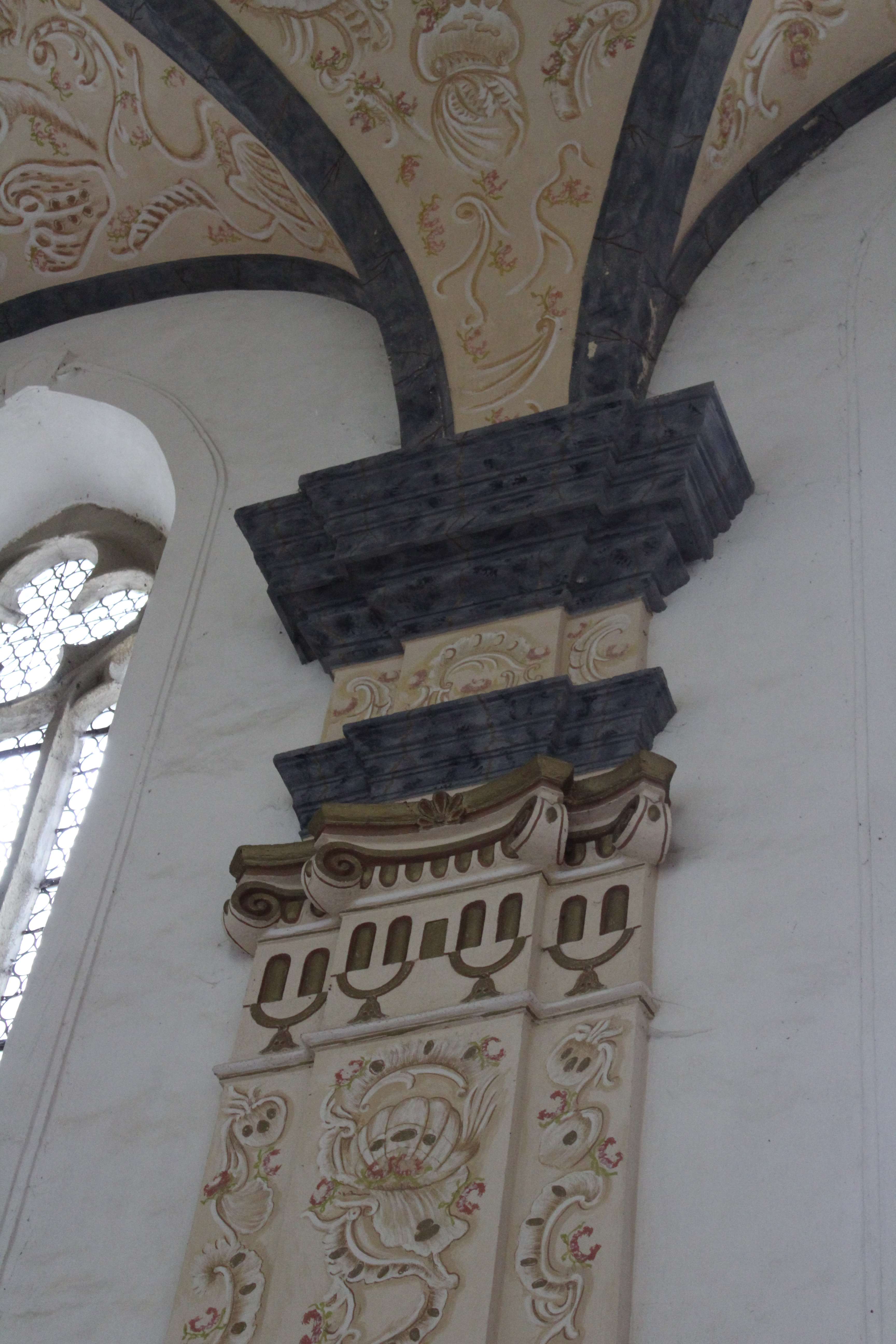
Pilastr v interiéru hlavní lodi
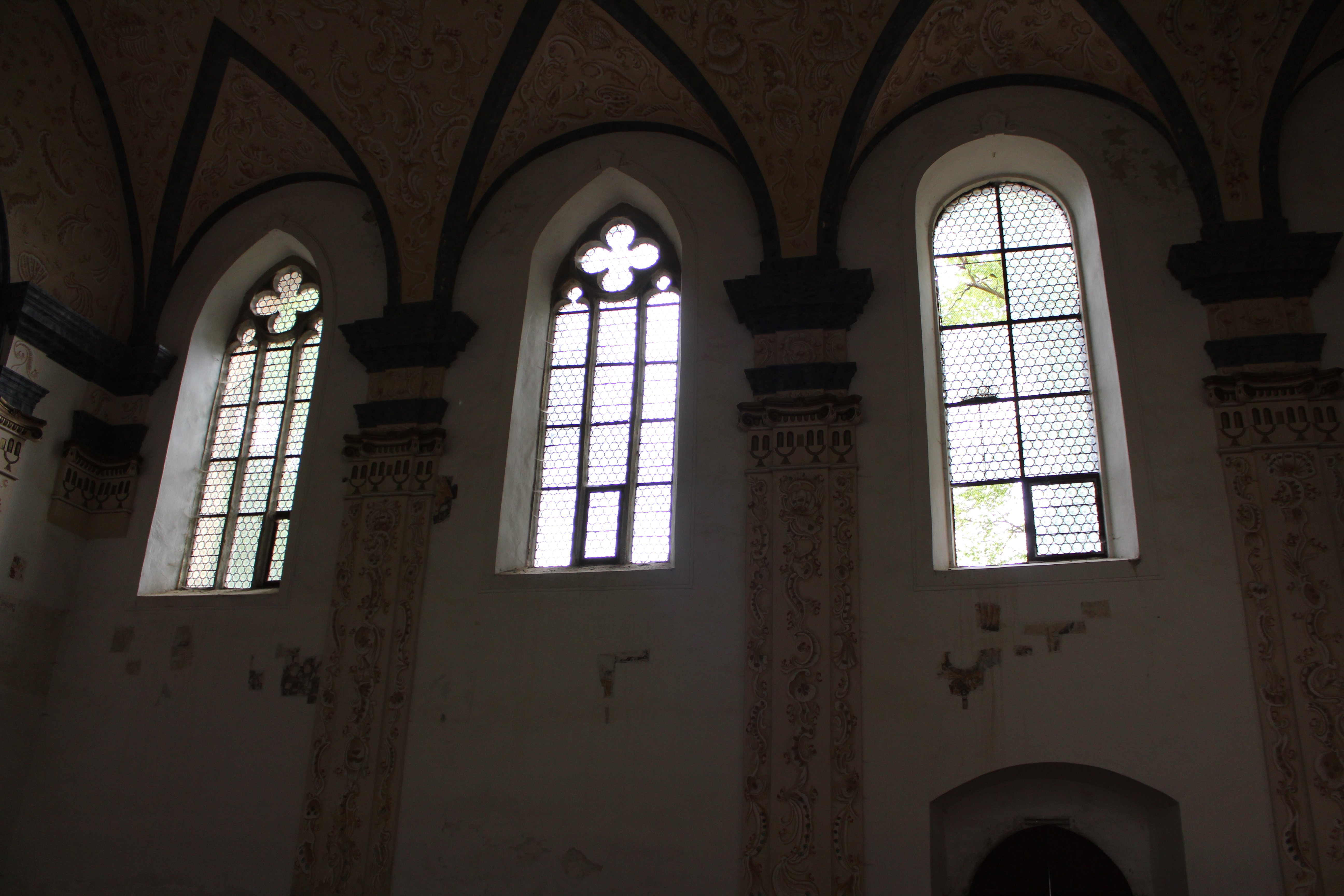
Okna v jižní stěně z interiéru
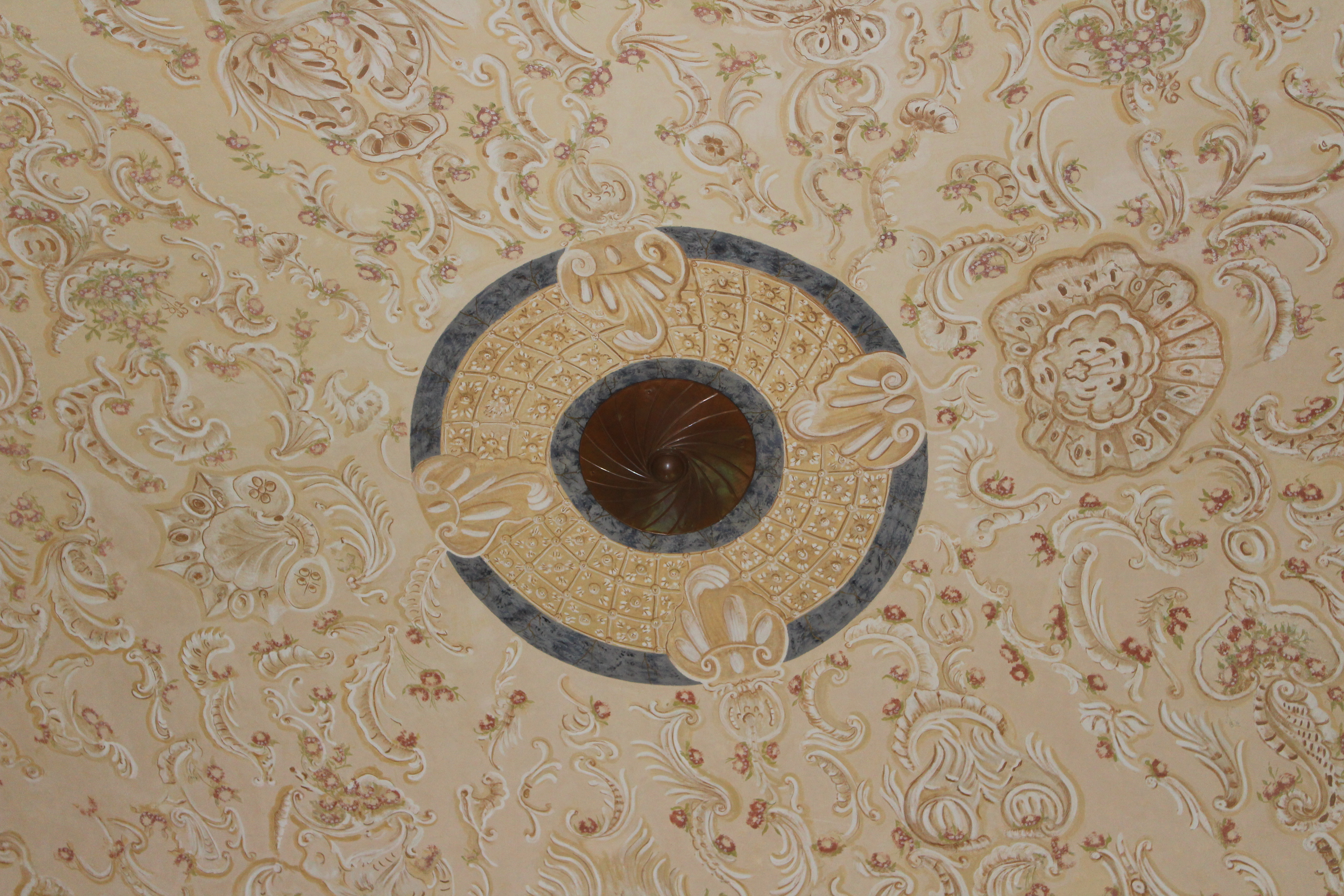
Renesanční výmalba stropu hlavní lodi
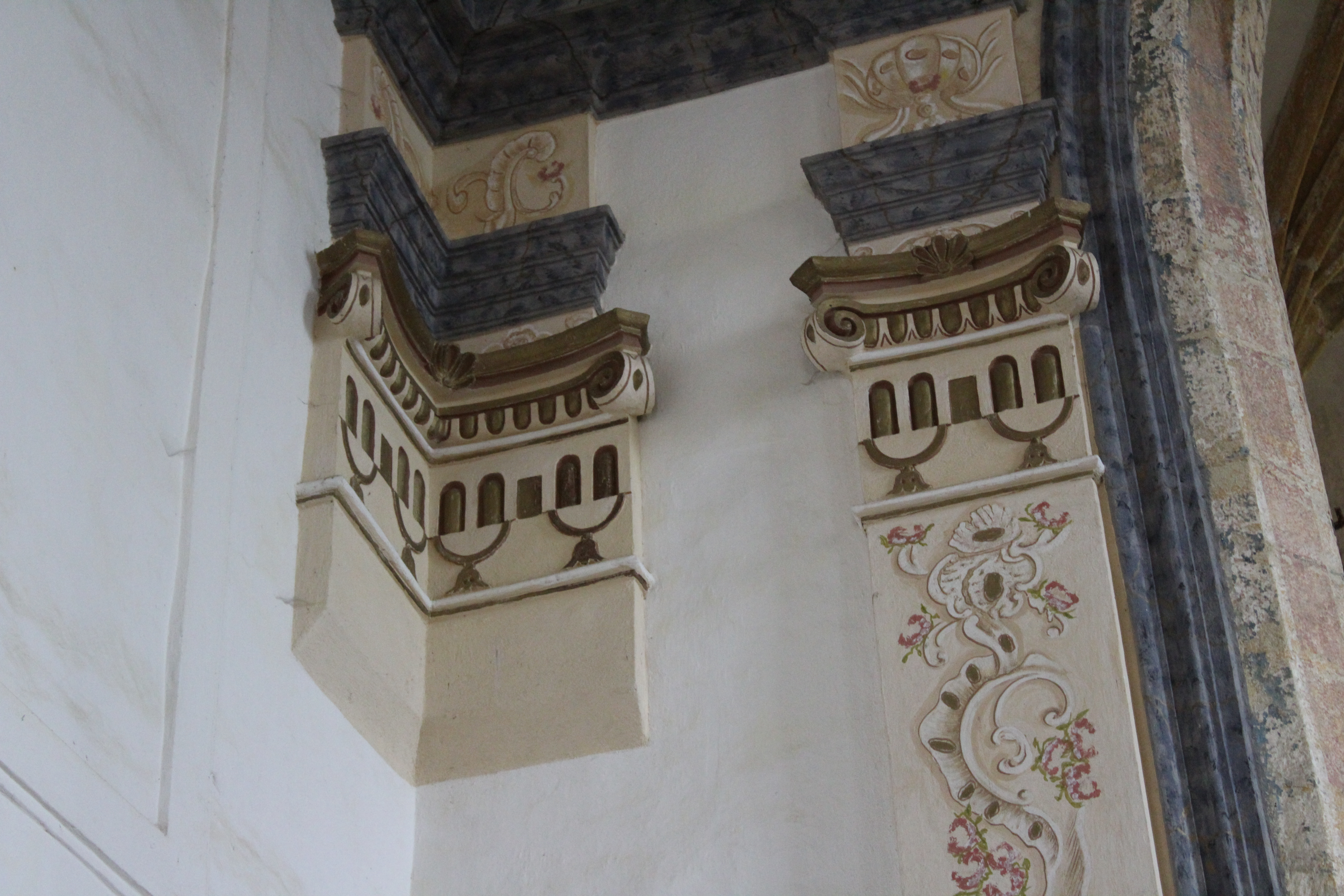
Nepravidelně zalomené pilastry v rozích hlavní lodi
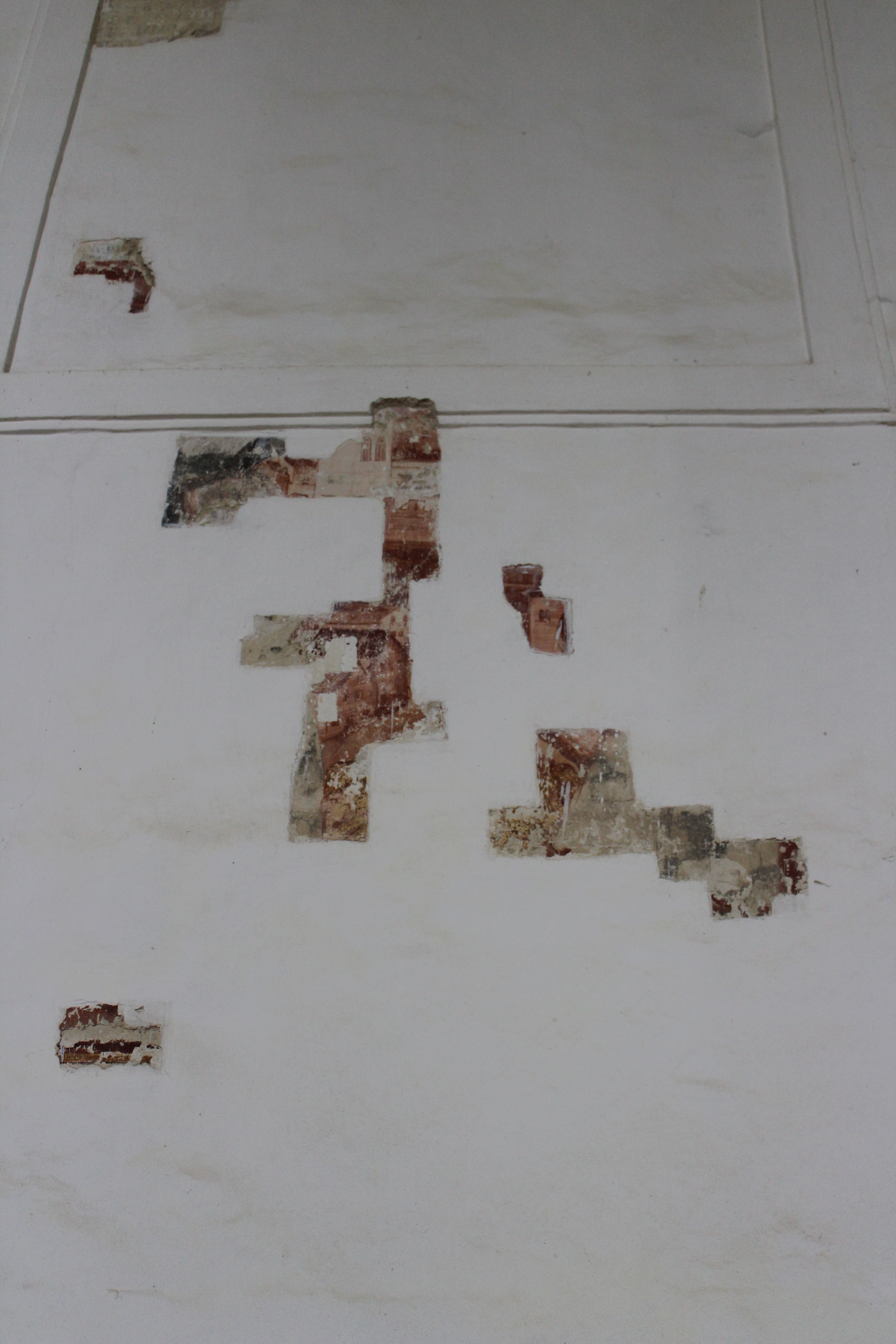
Zbytky fresek
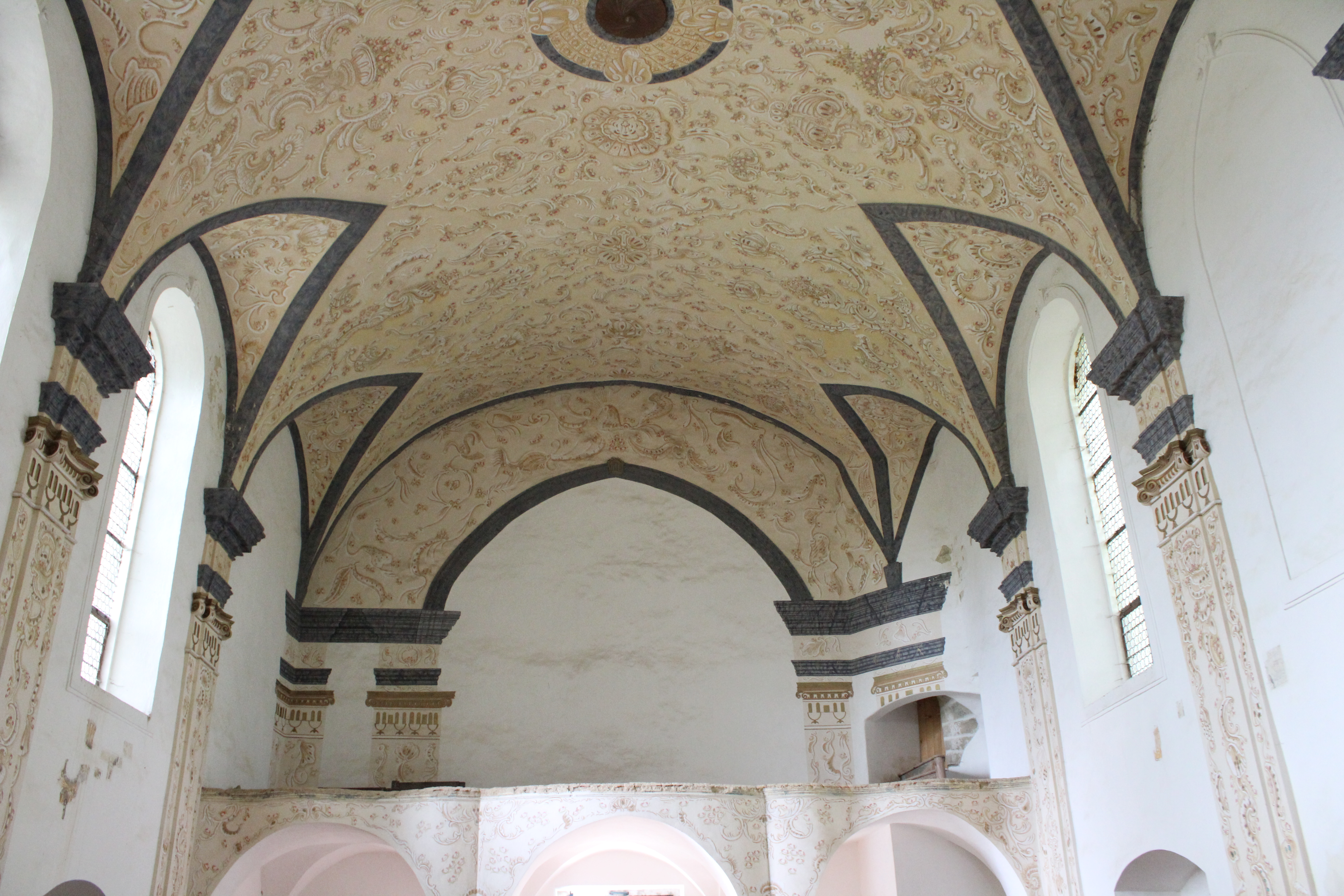
Pohled západním směrem na hudební kruchtu z presbytáře
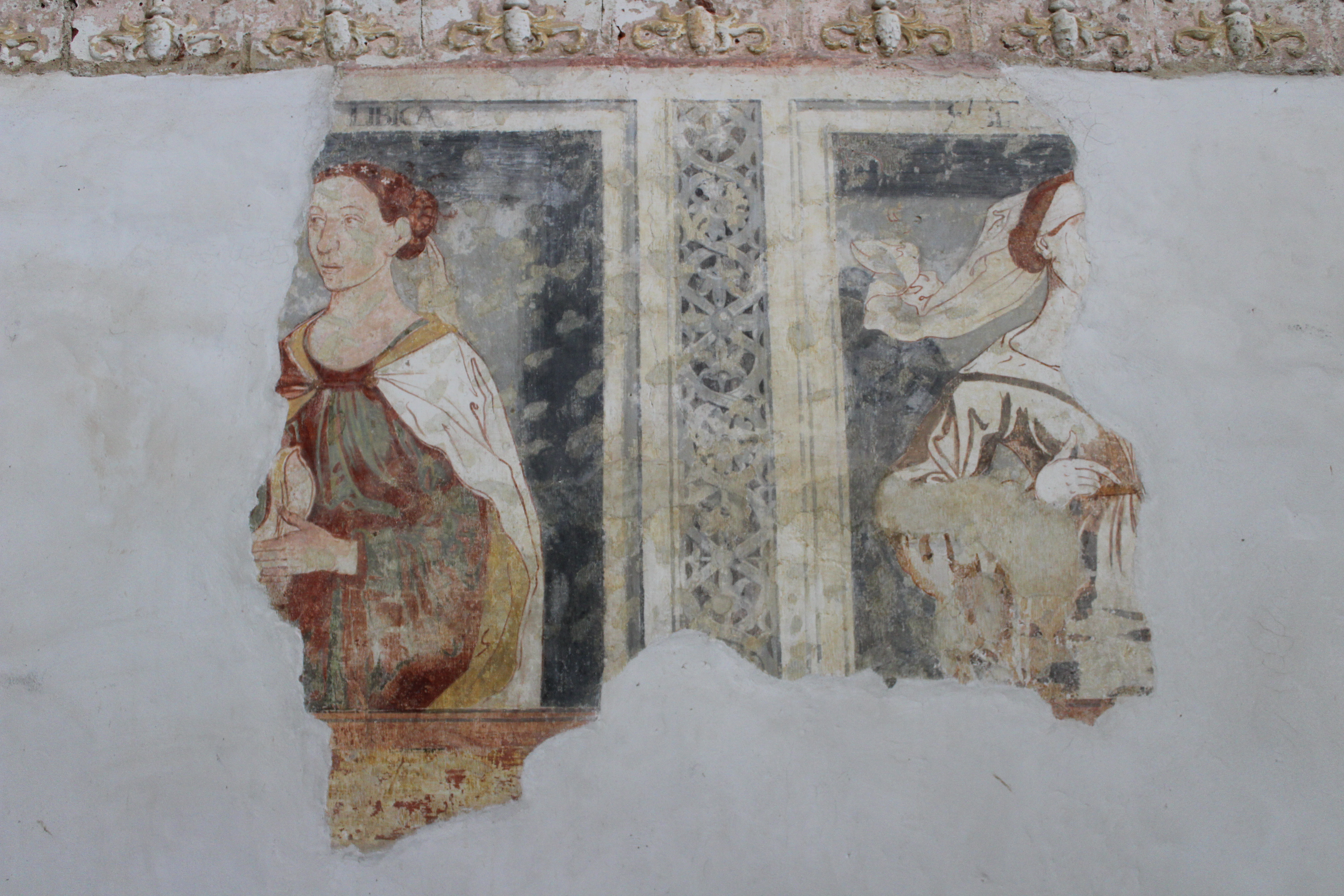
Zbytky fresek
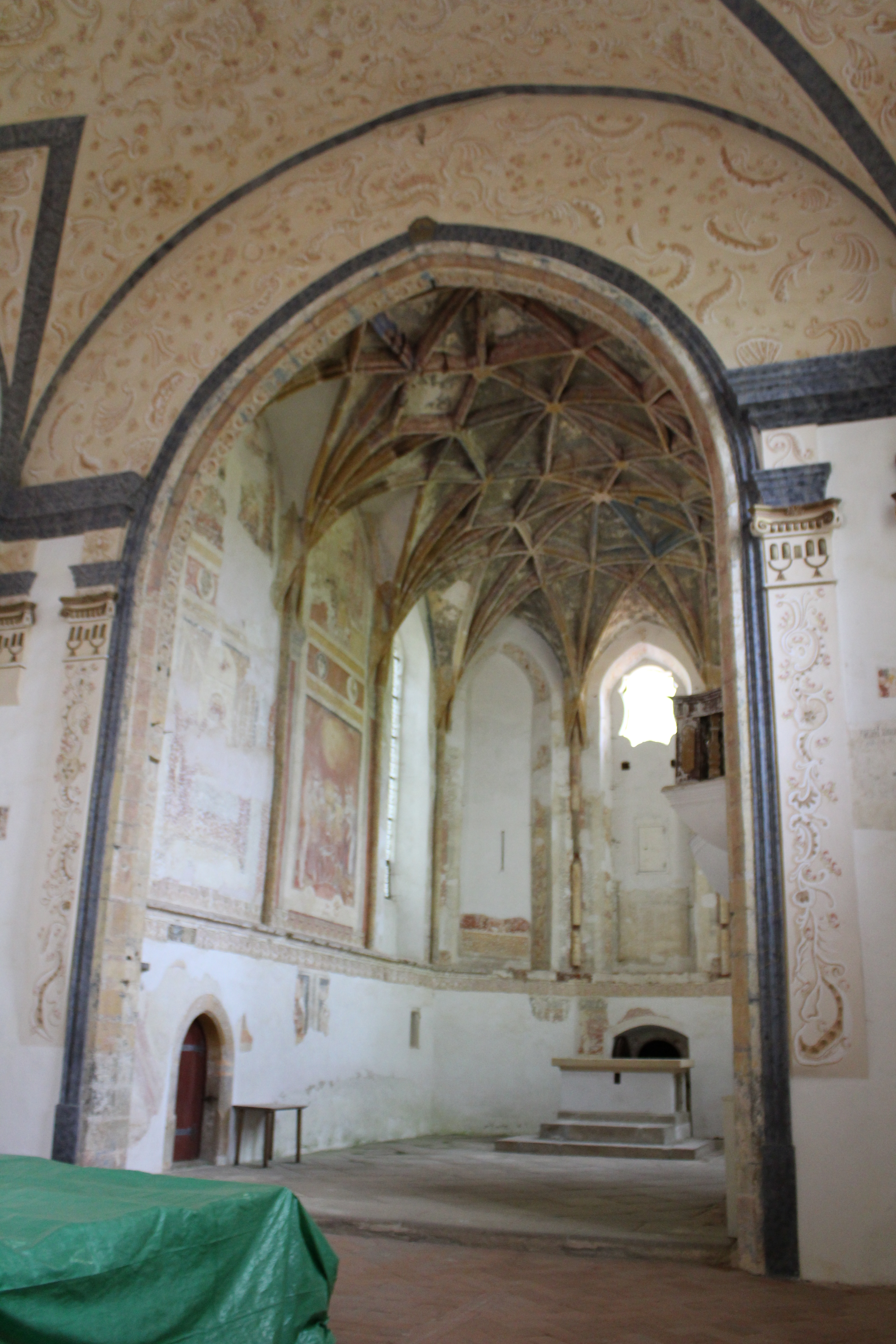
Pohled na vítězný oblouk
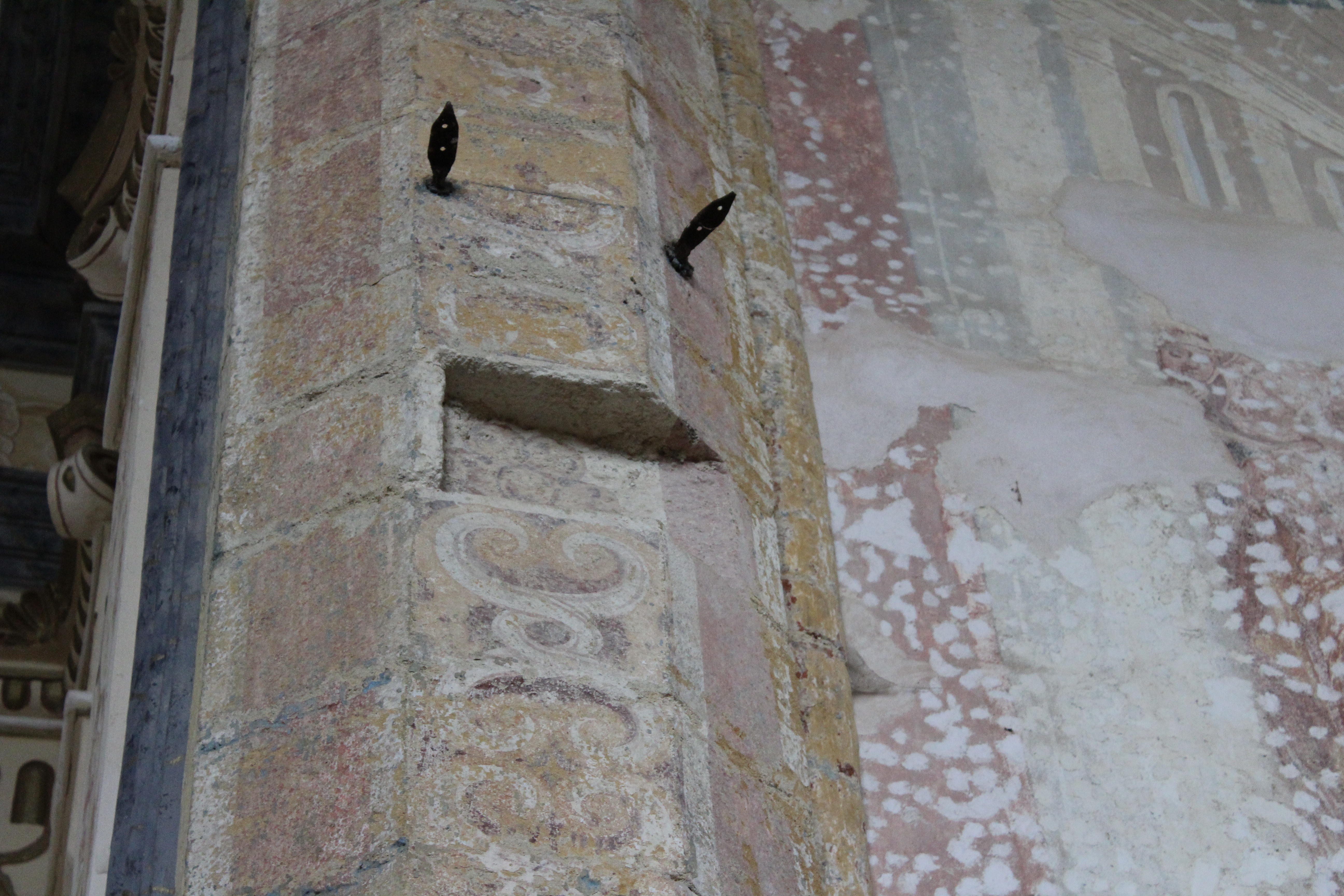
Jizva na vítězném oblouku
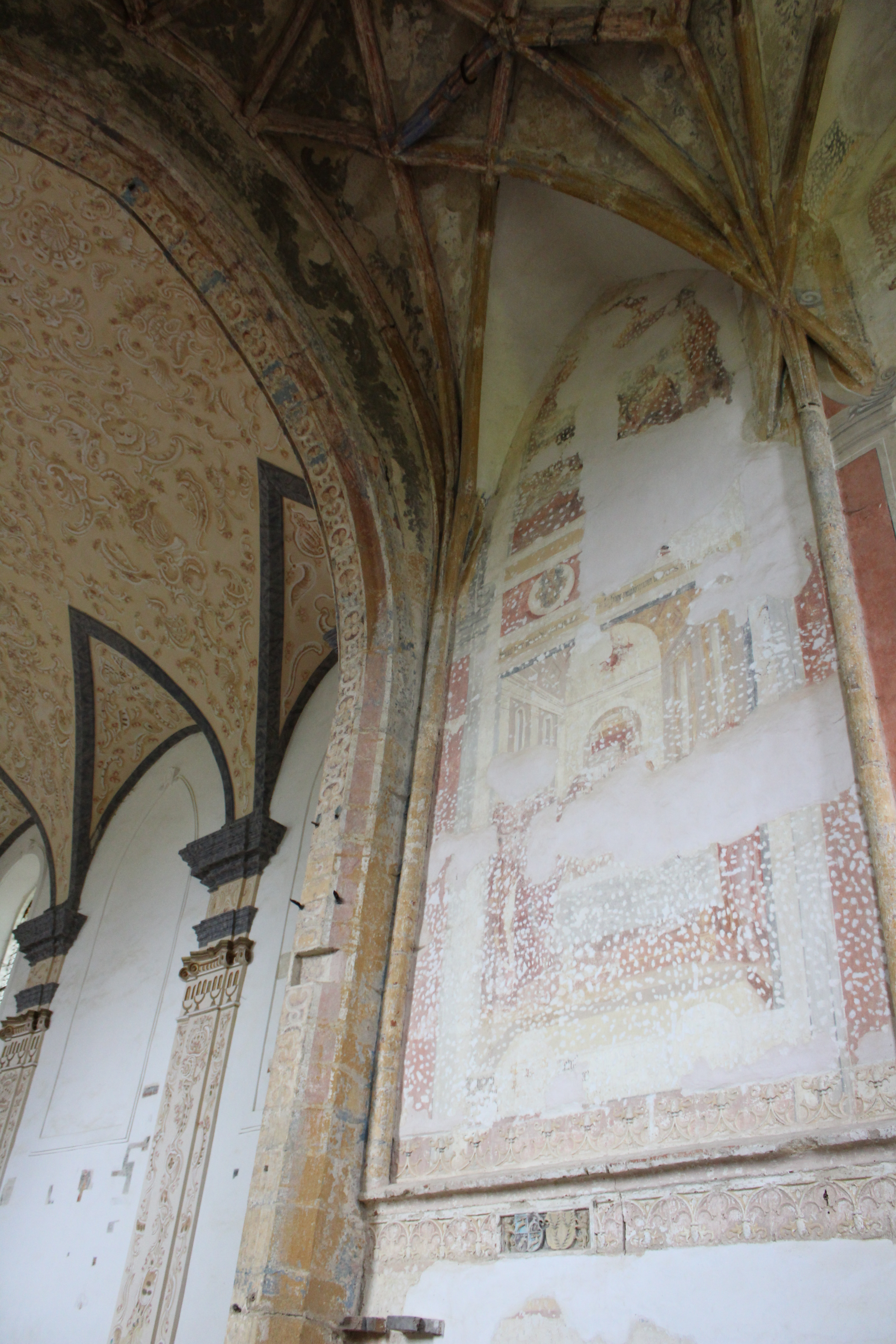
Restaurátorsky odkrytá freska v presbytáři
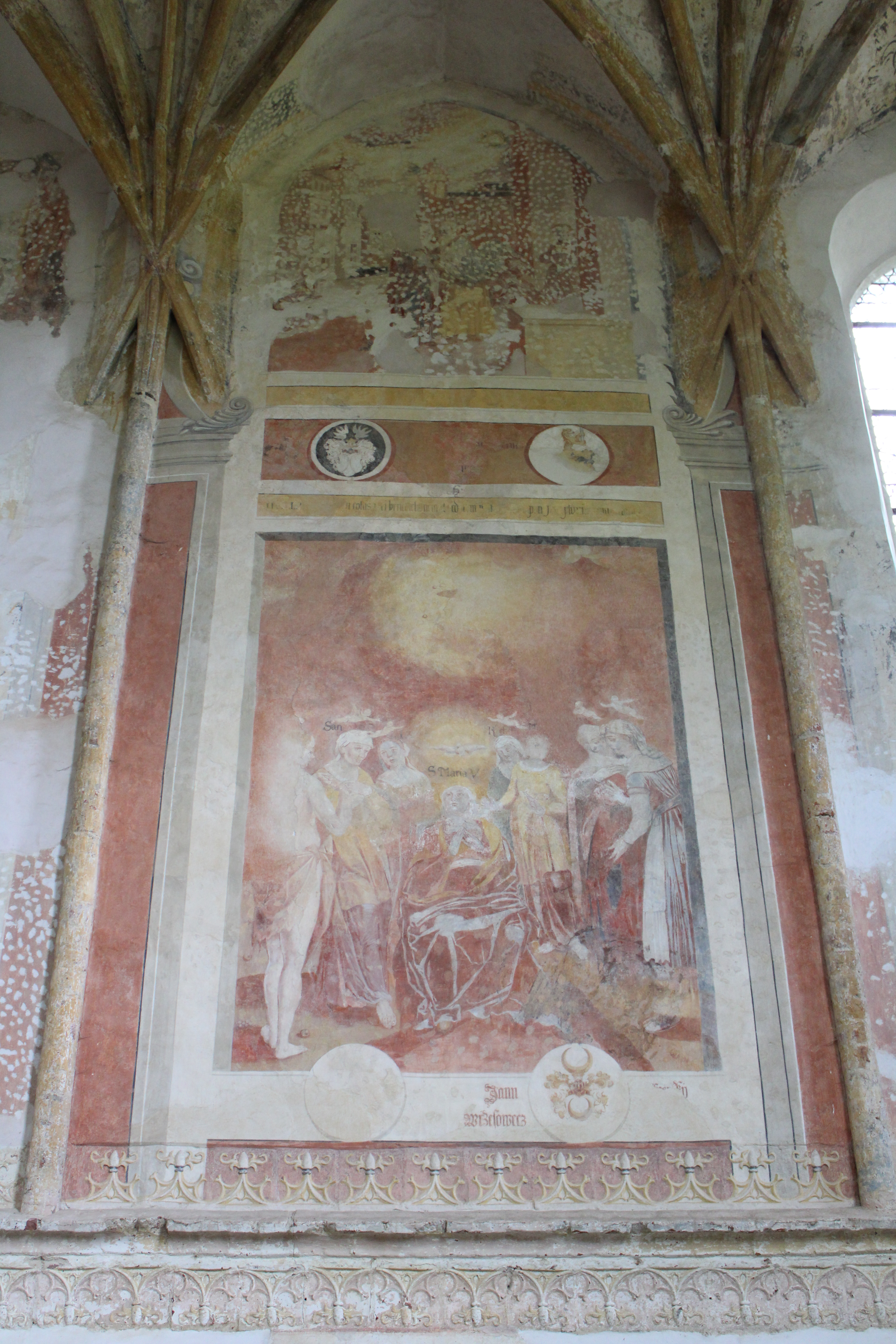
Restaurátorsky odkrytá freska v presbytáři
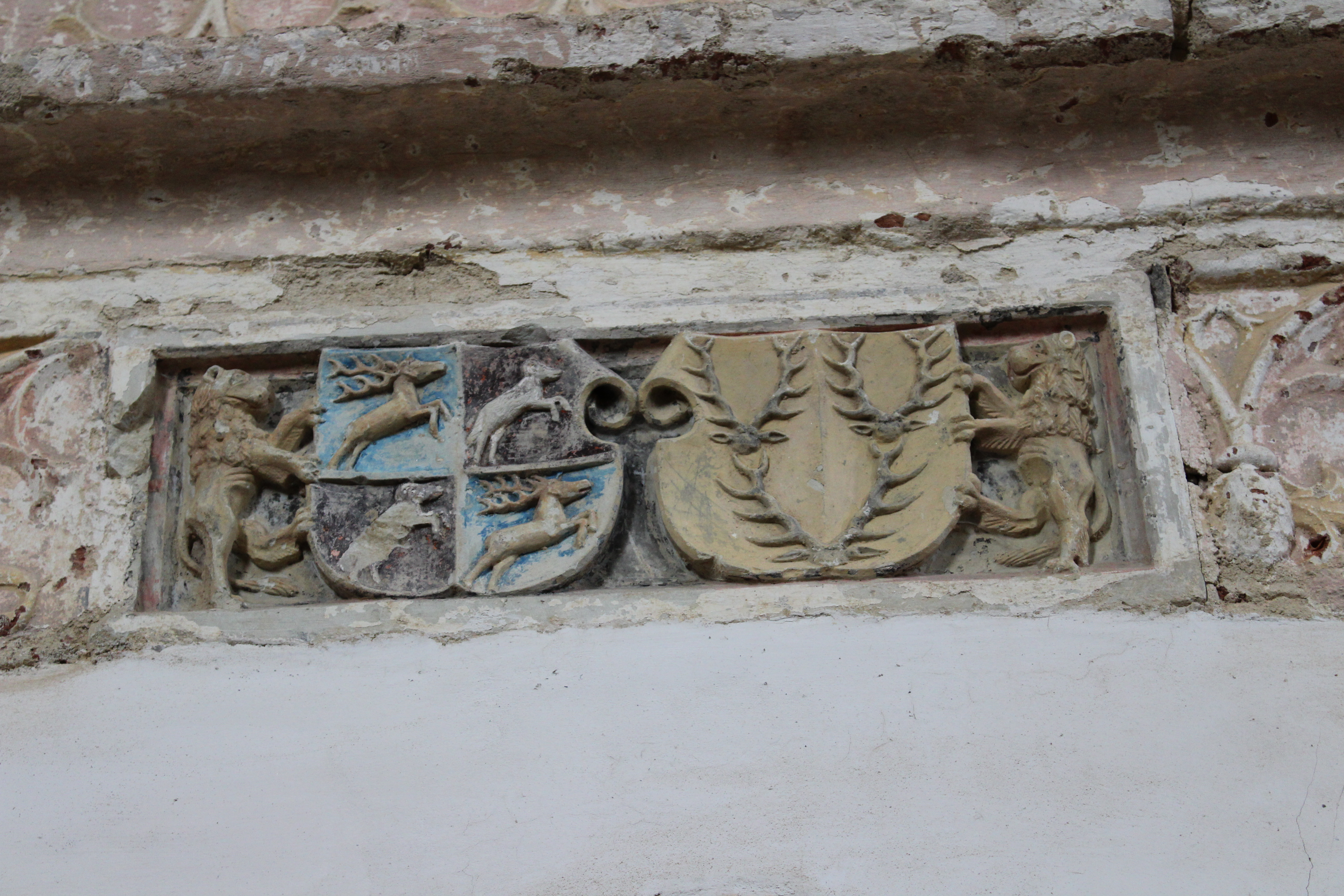
Erby v reliéfu v presbytáři
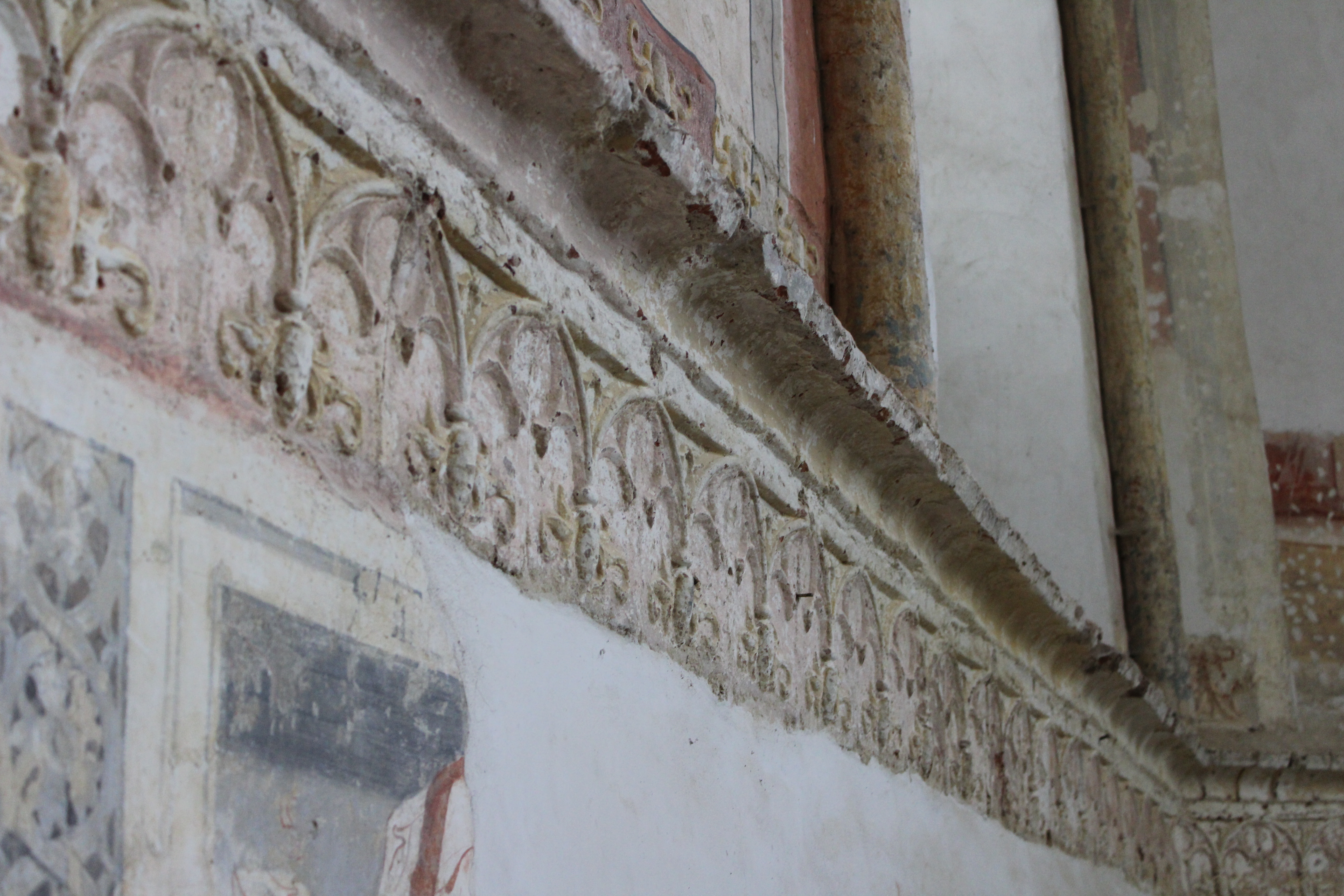
Reliéf pod presbytářní římsou
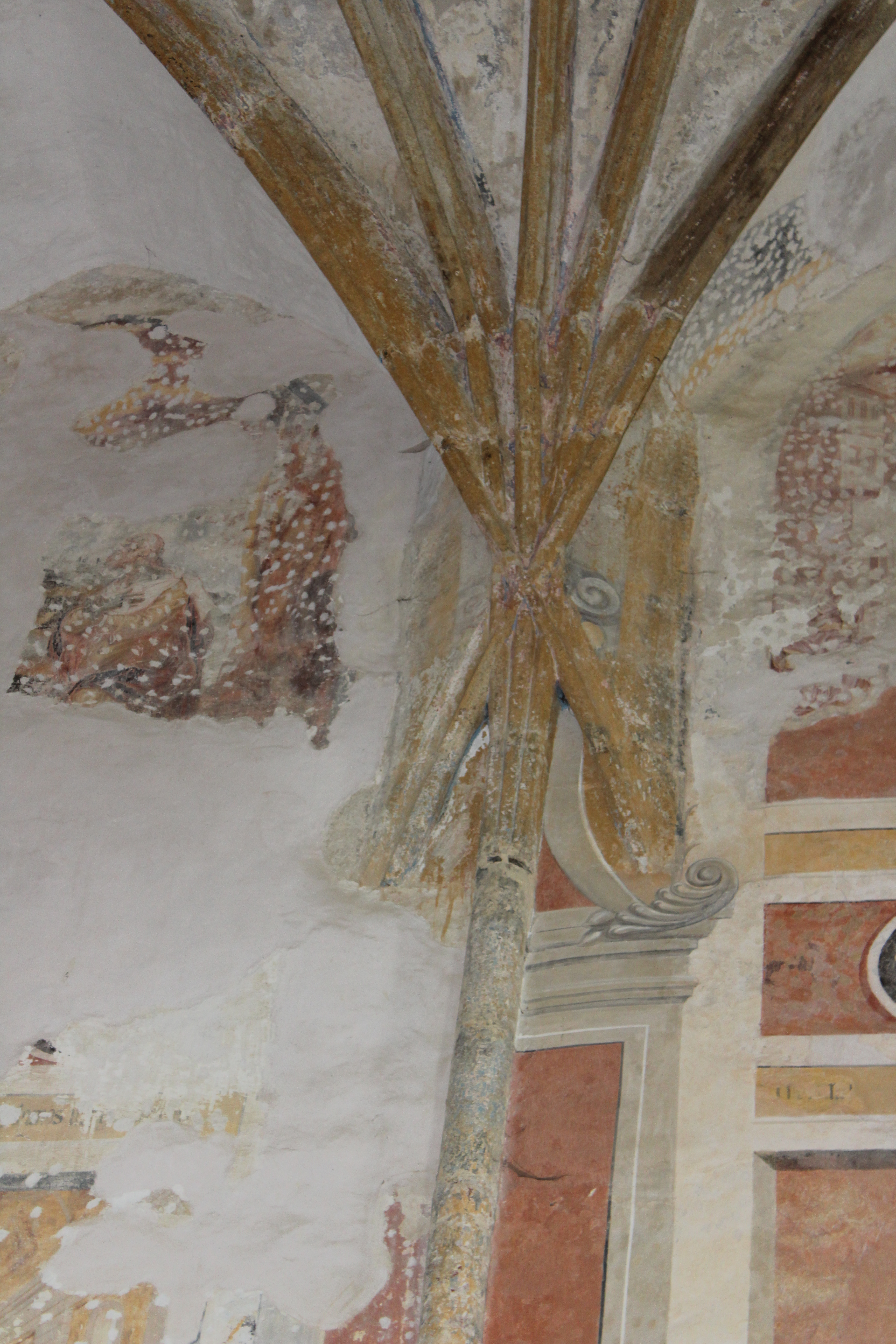
Připojení žeber na příporu a zeď
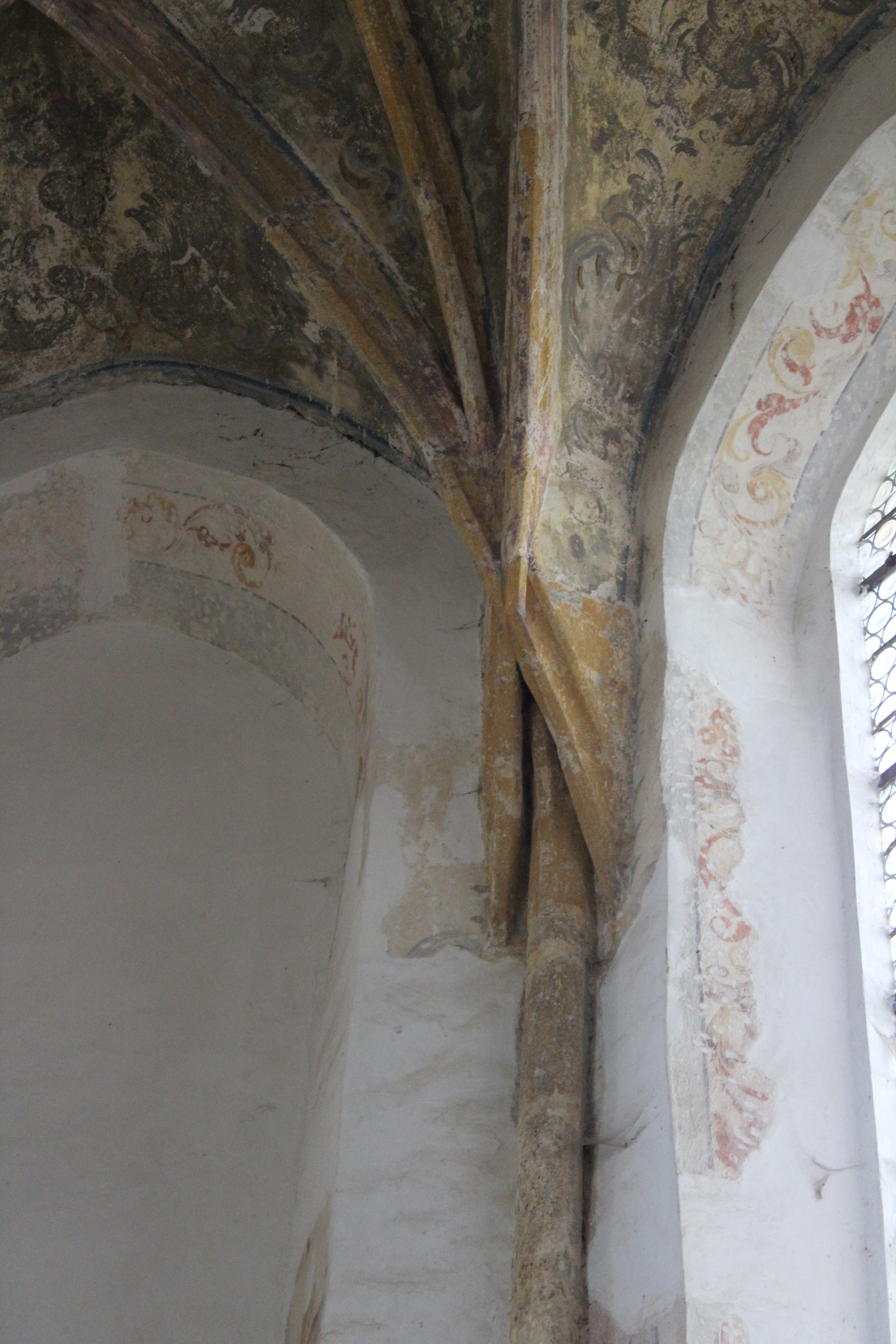
Připojení žeber na příporu a zeď
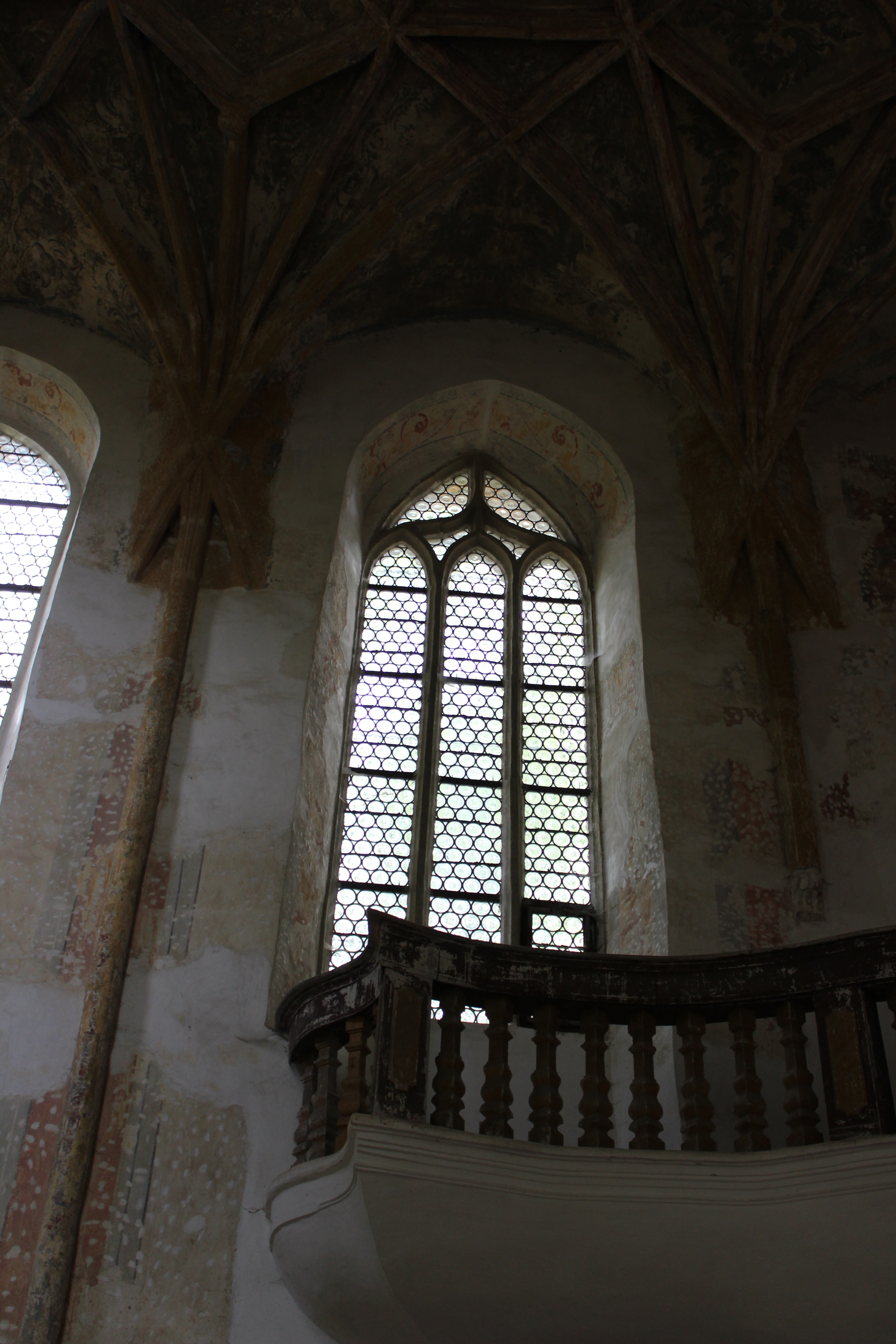
Interiérový pohled na okno se stylizovanými plaménky
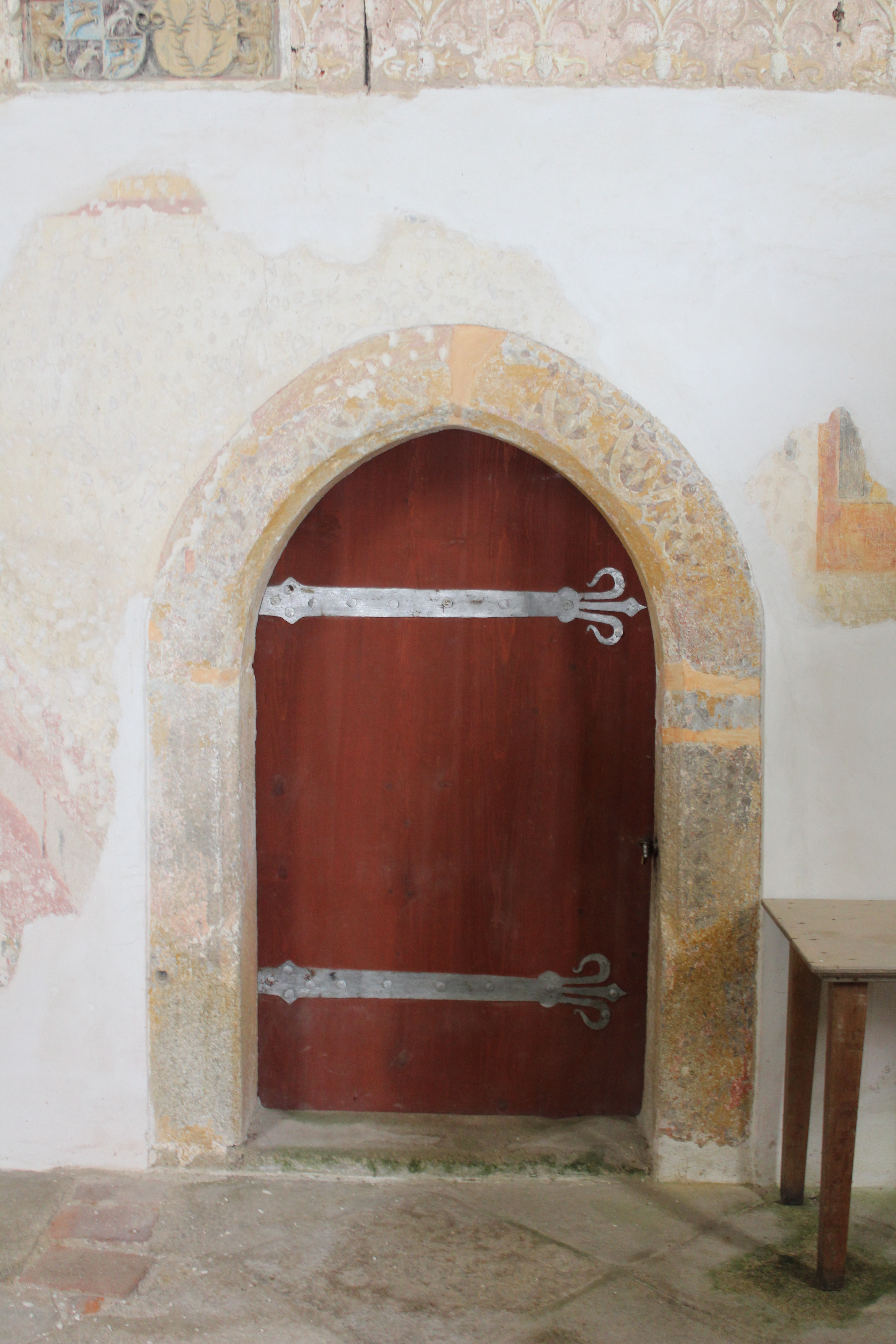
Vstupní portálek s polychromováním
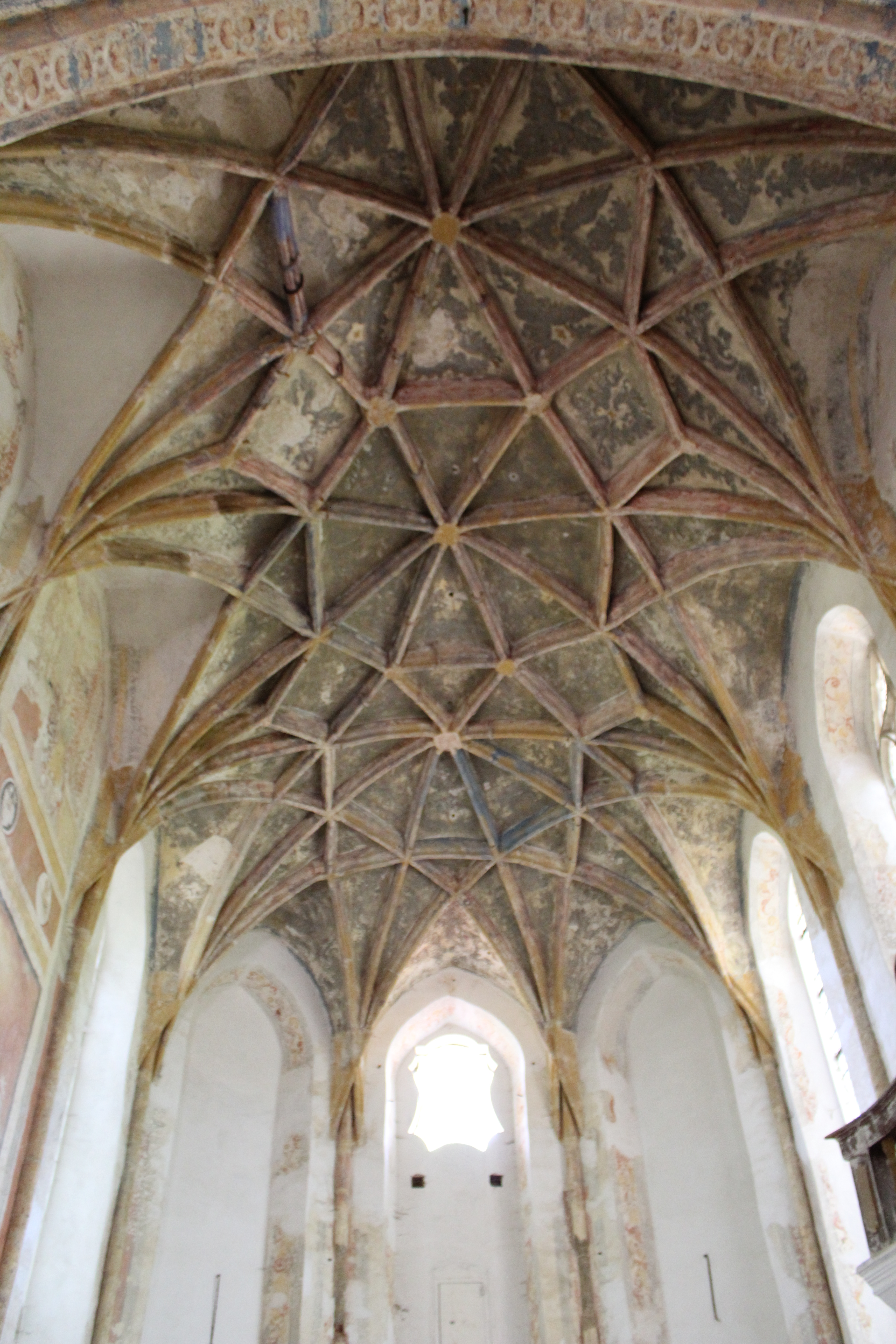
Pohled na síťovou hvězdicovou klenbu presbytáře
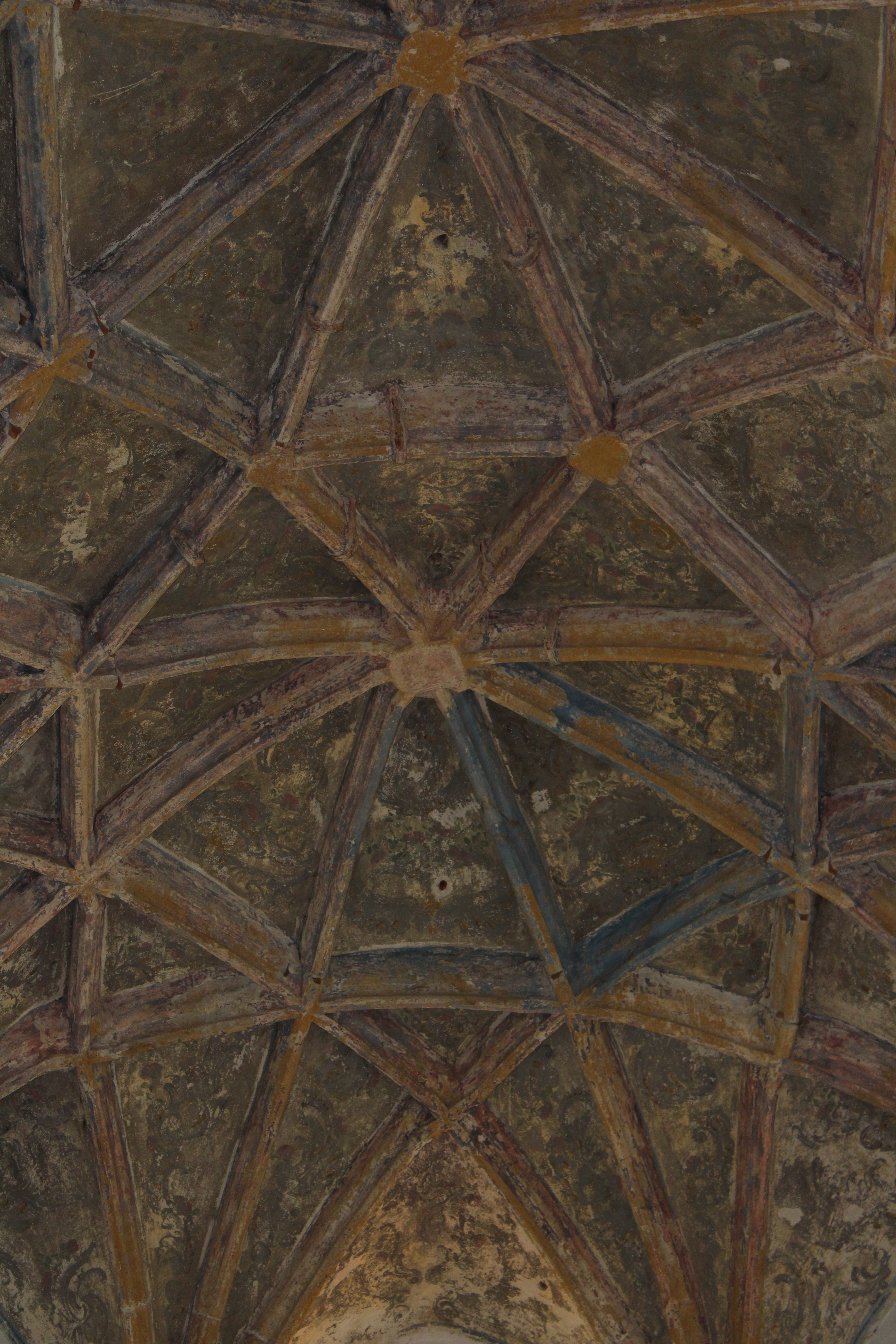
Detail klenby presbytáře - unikátní hvězdicový obrazec
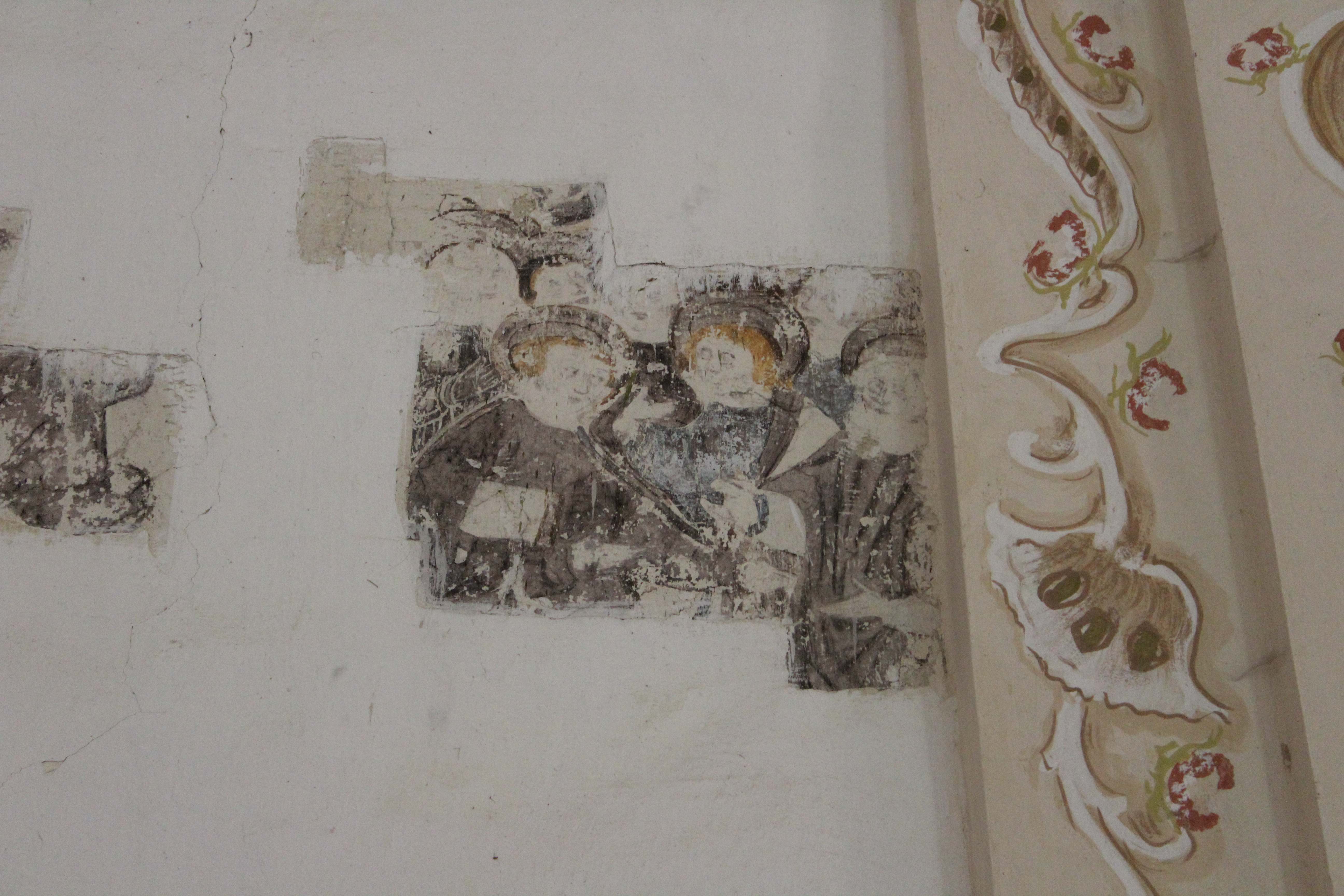
Zbytky fresek
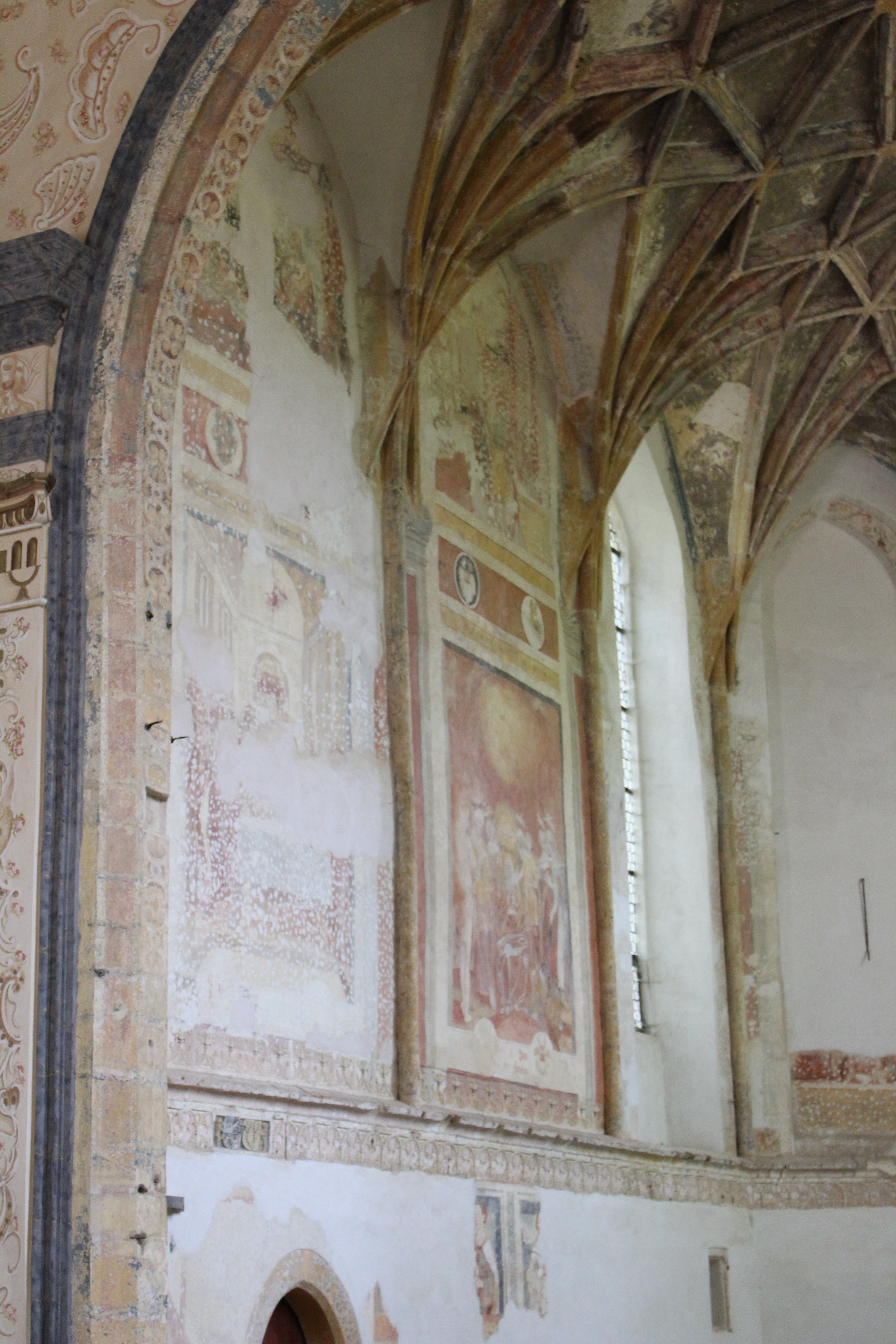
Restaurátorsky odkrytá freska v presbytáři
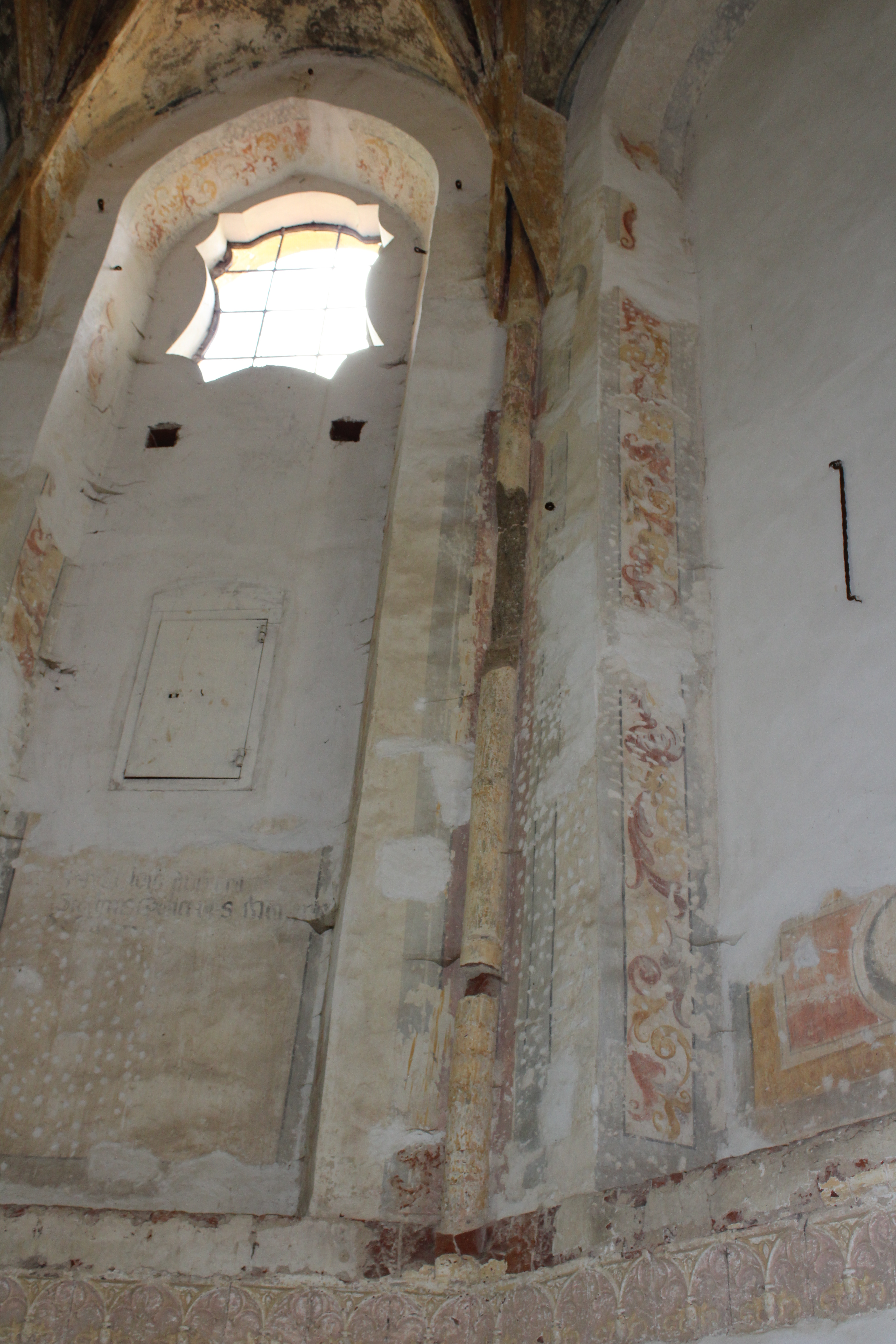
Barokní okénko v presbytáři
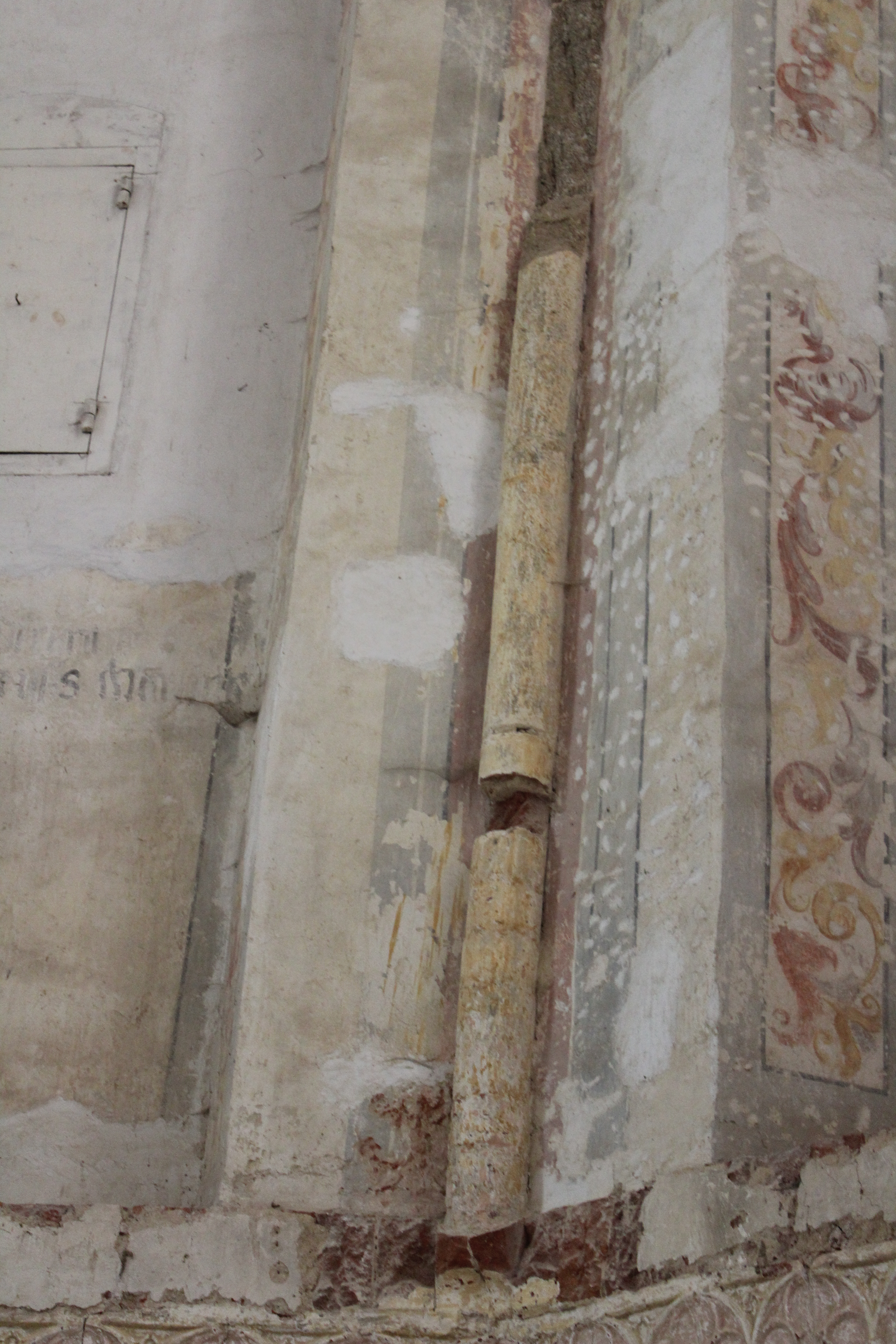
Poškození přípor
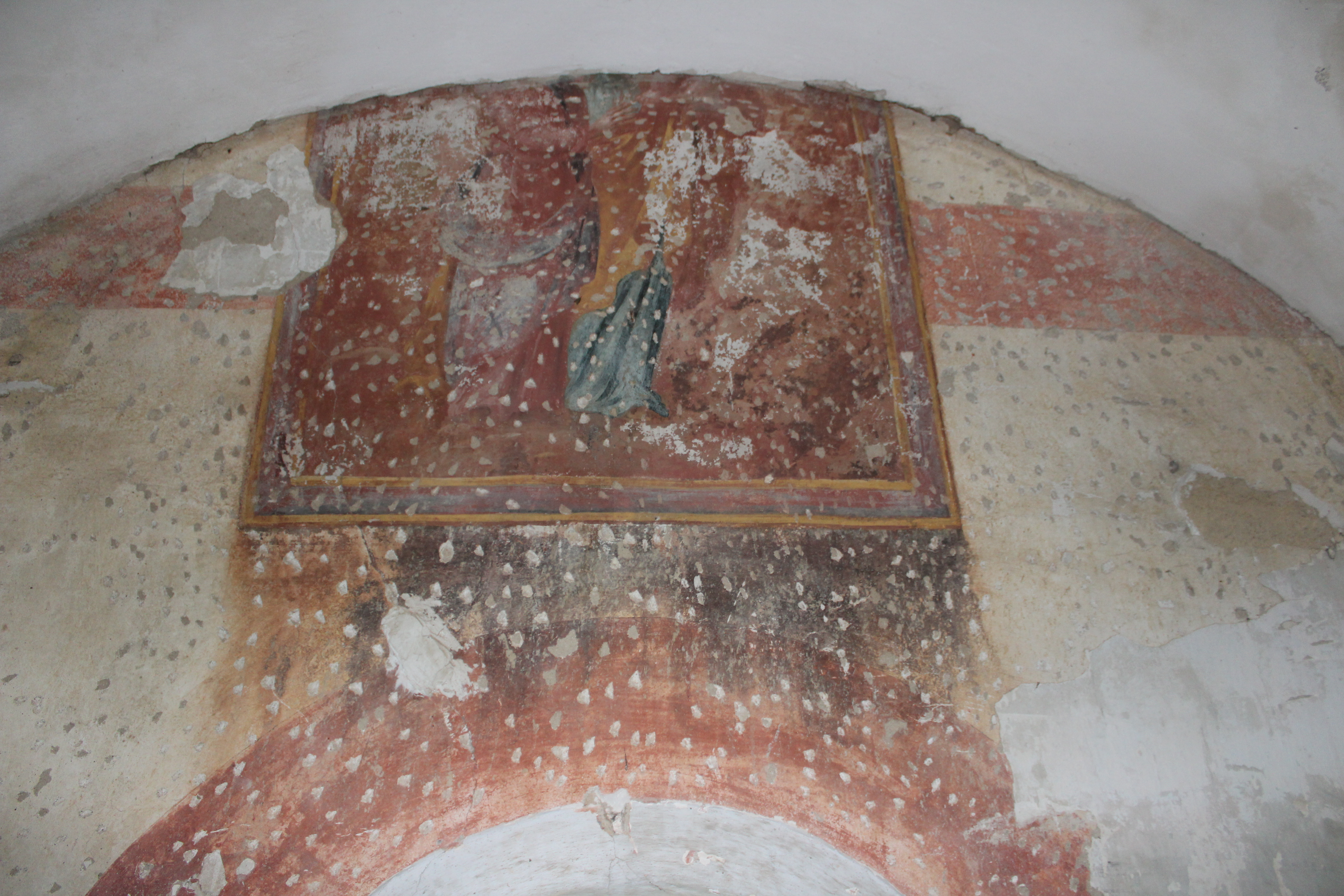
Zazděná freska svaté Anny v sakristii
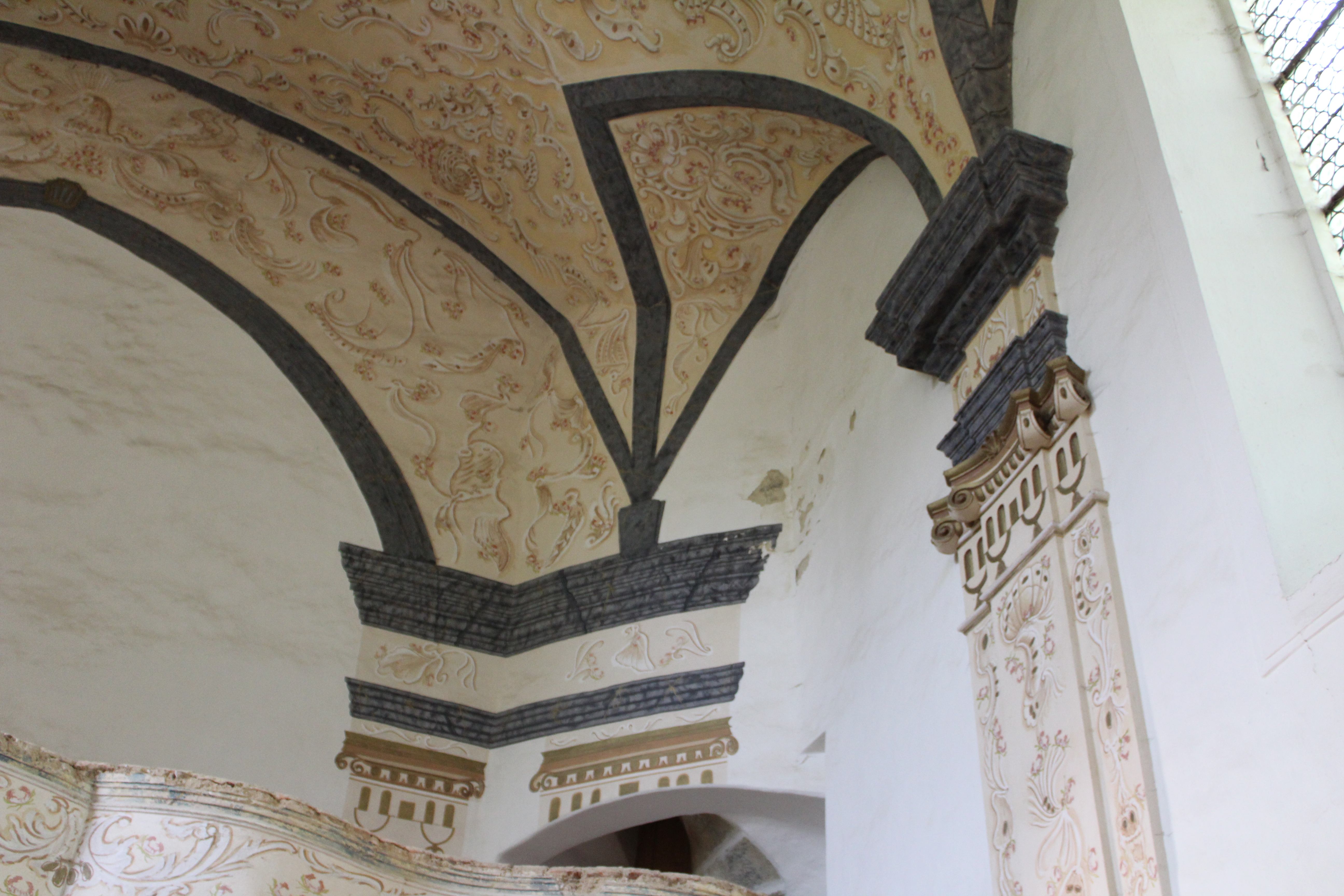
Zalomení lunety v prostoru hudební kruchty
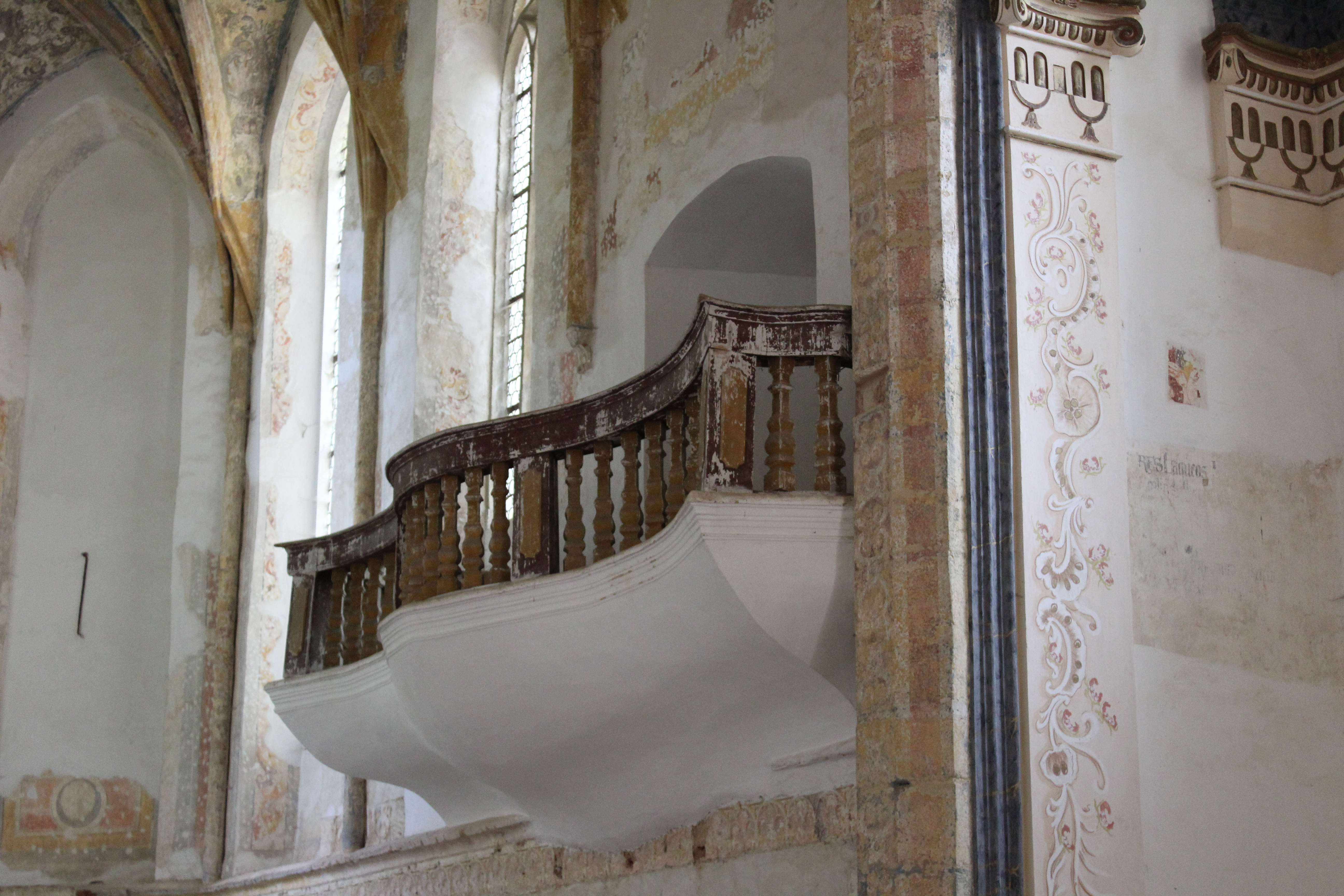
Oratoř

### Fotografie kaple Božího hrobu

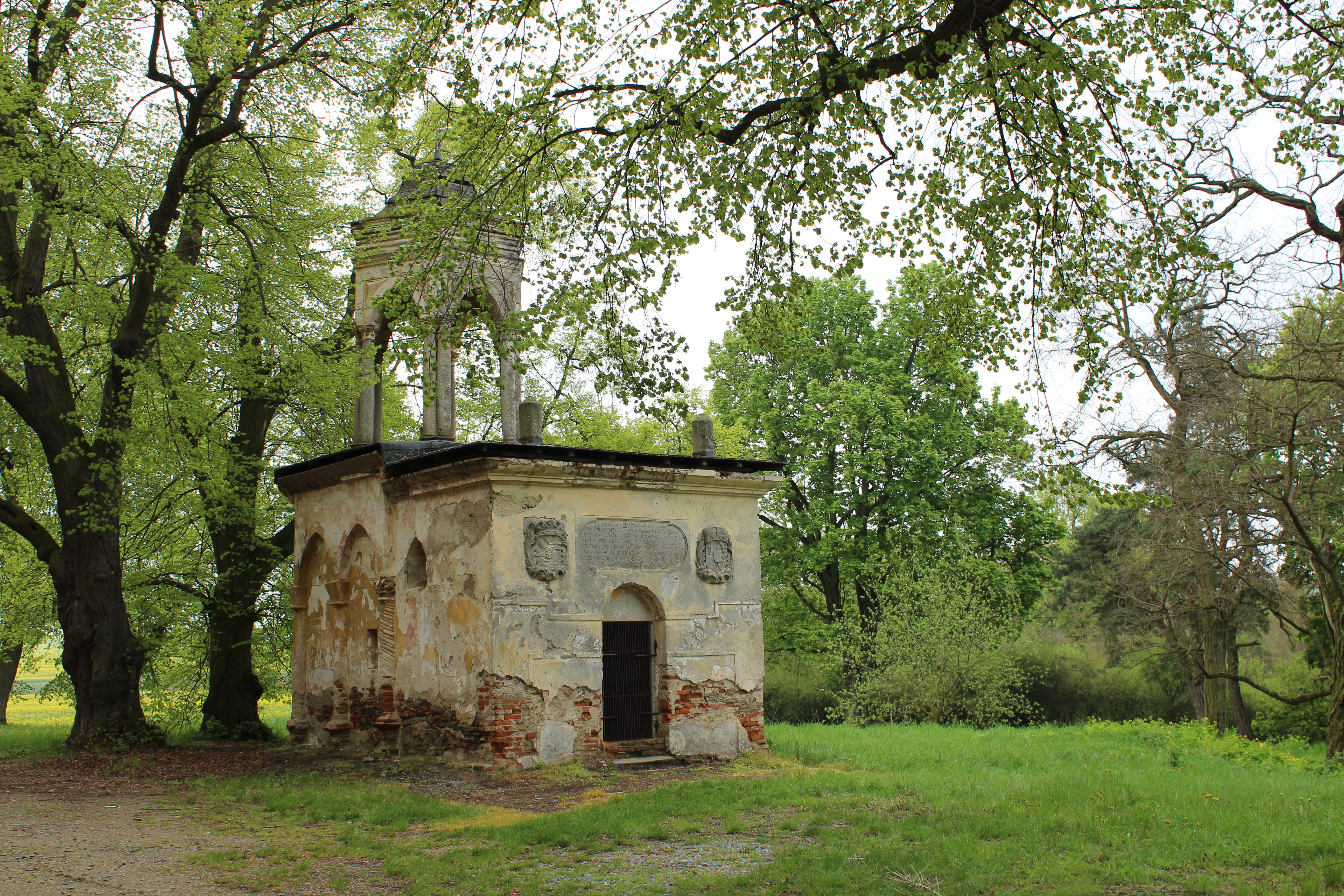
Kaple Božího hrobu
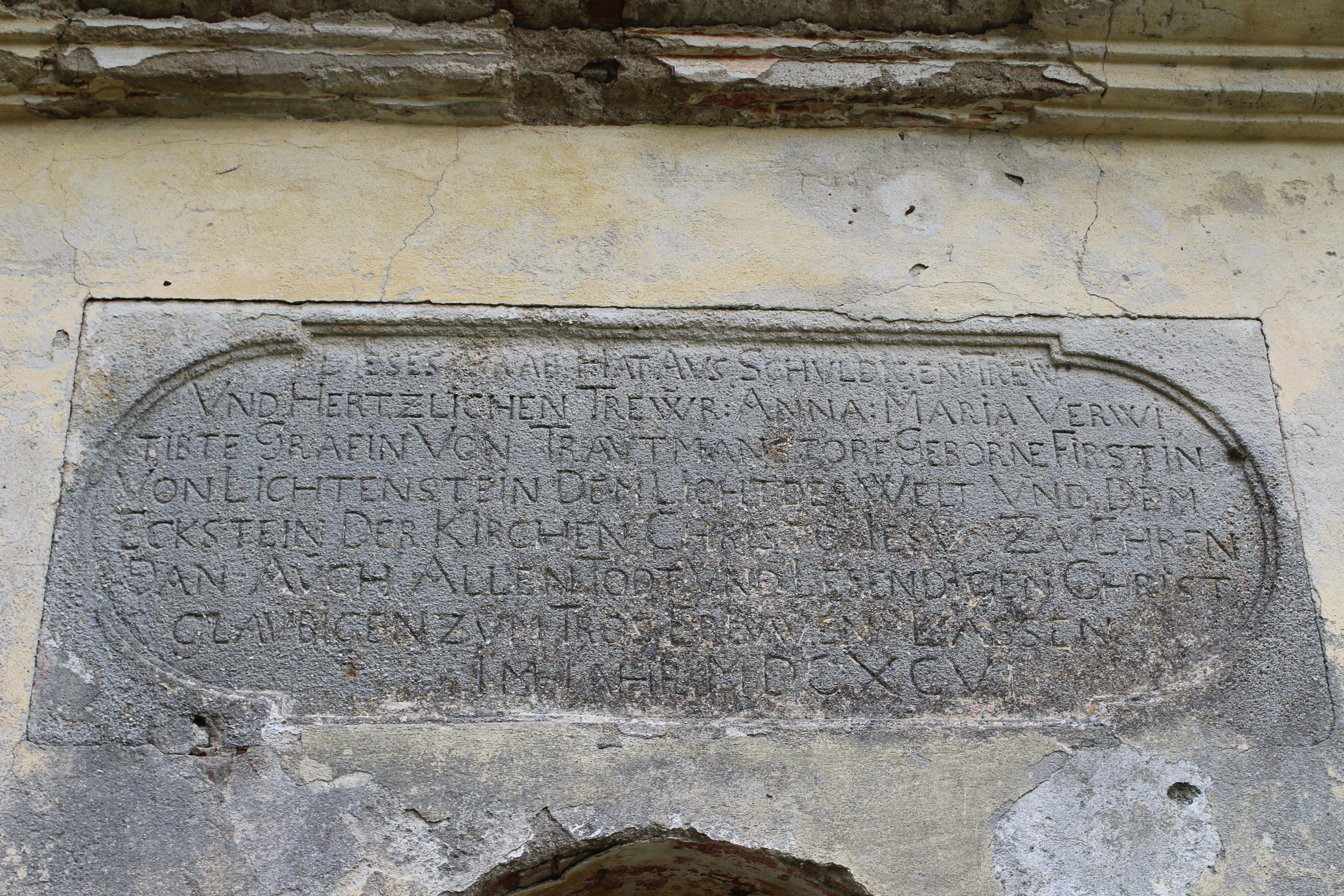
Nápisová deska nad vstupem do kaple Božího hrobu
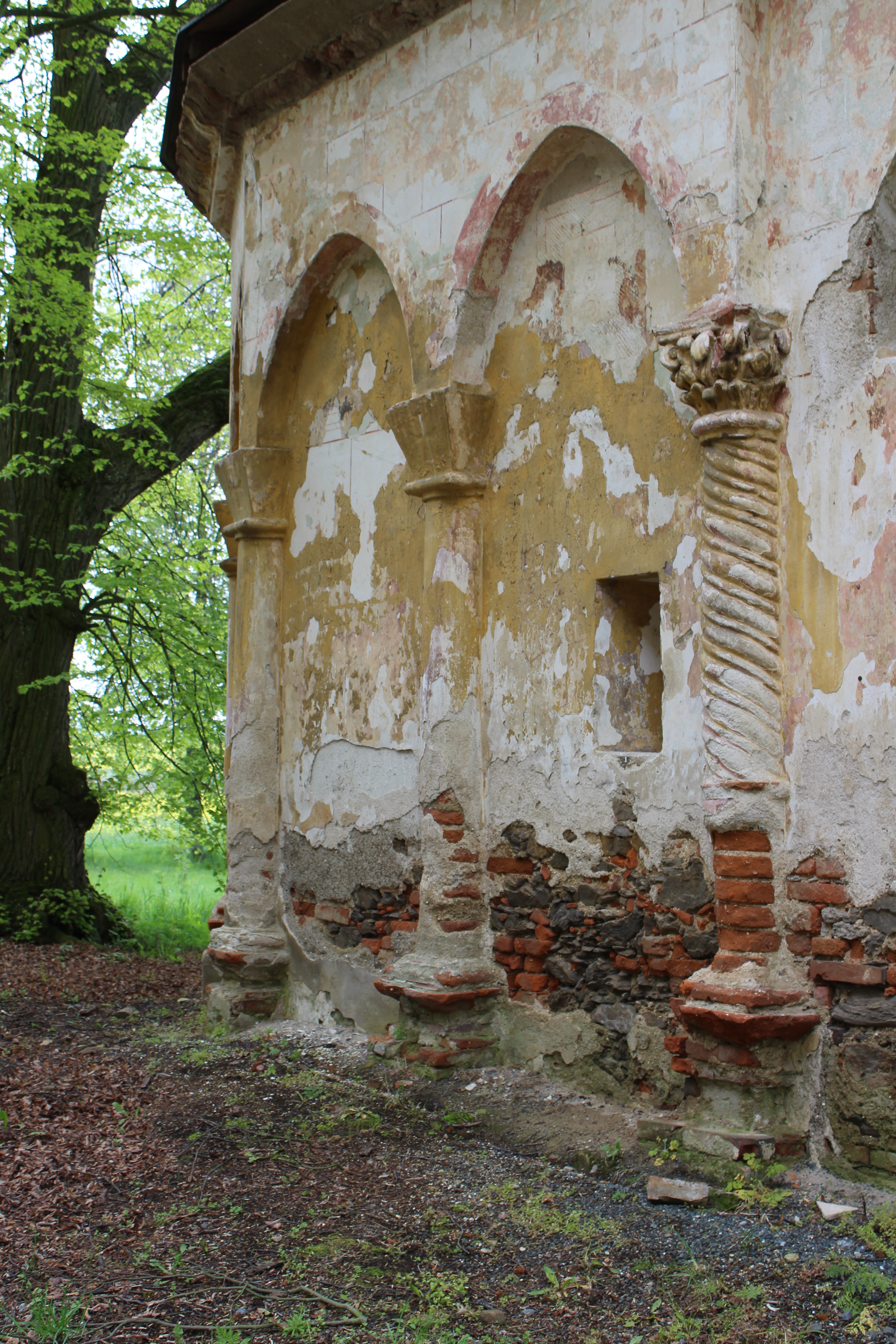
Tordovaný sloupek na kapli Božího hrobu
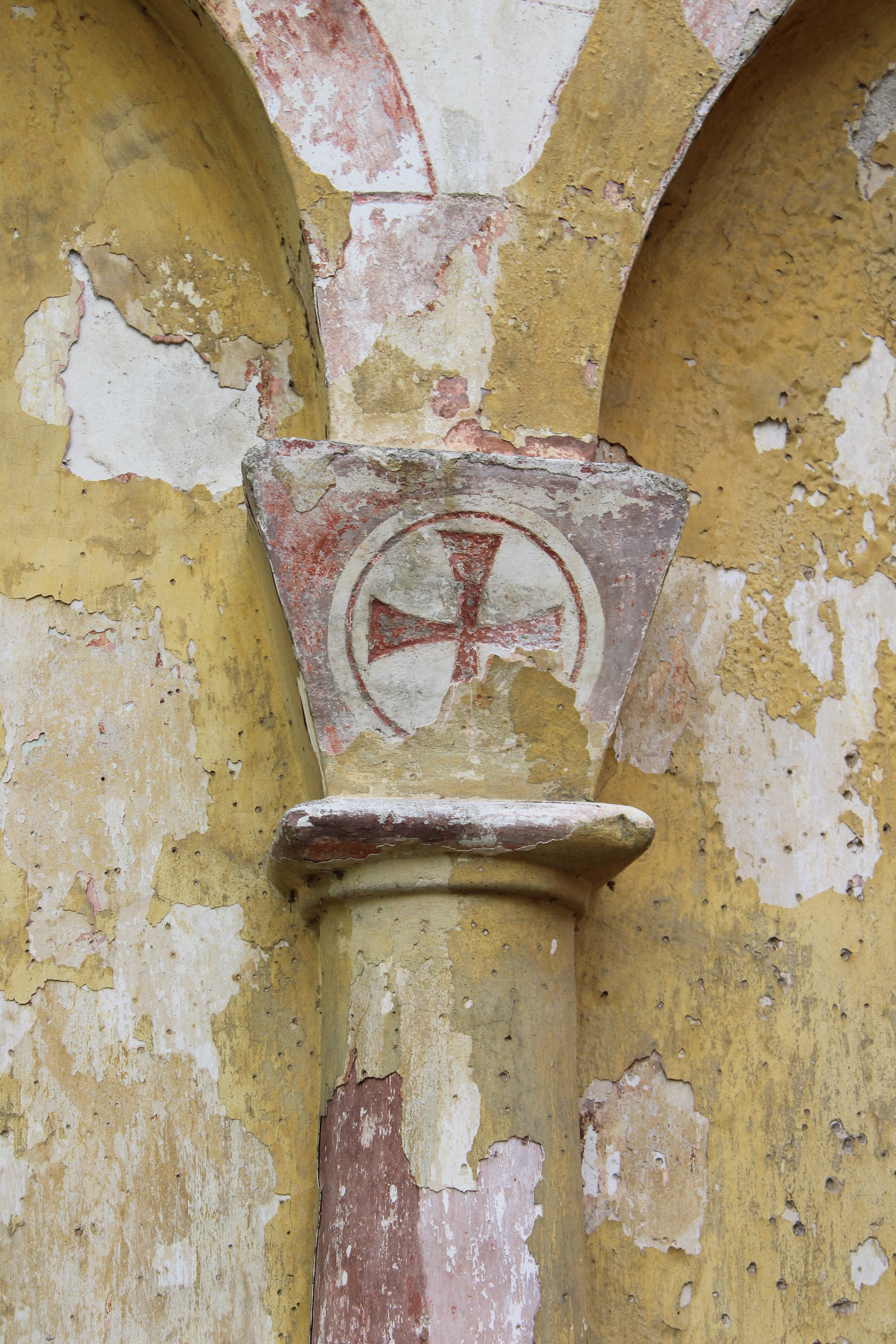
Hlavice s malovaným křížem na kapli Božího hrobu
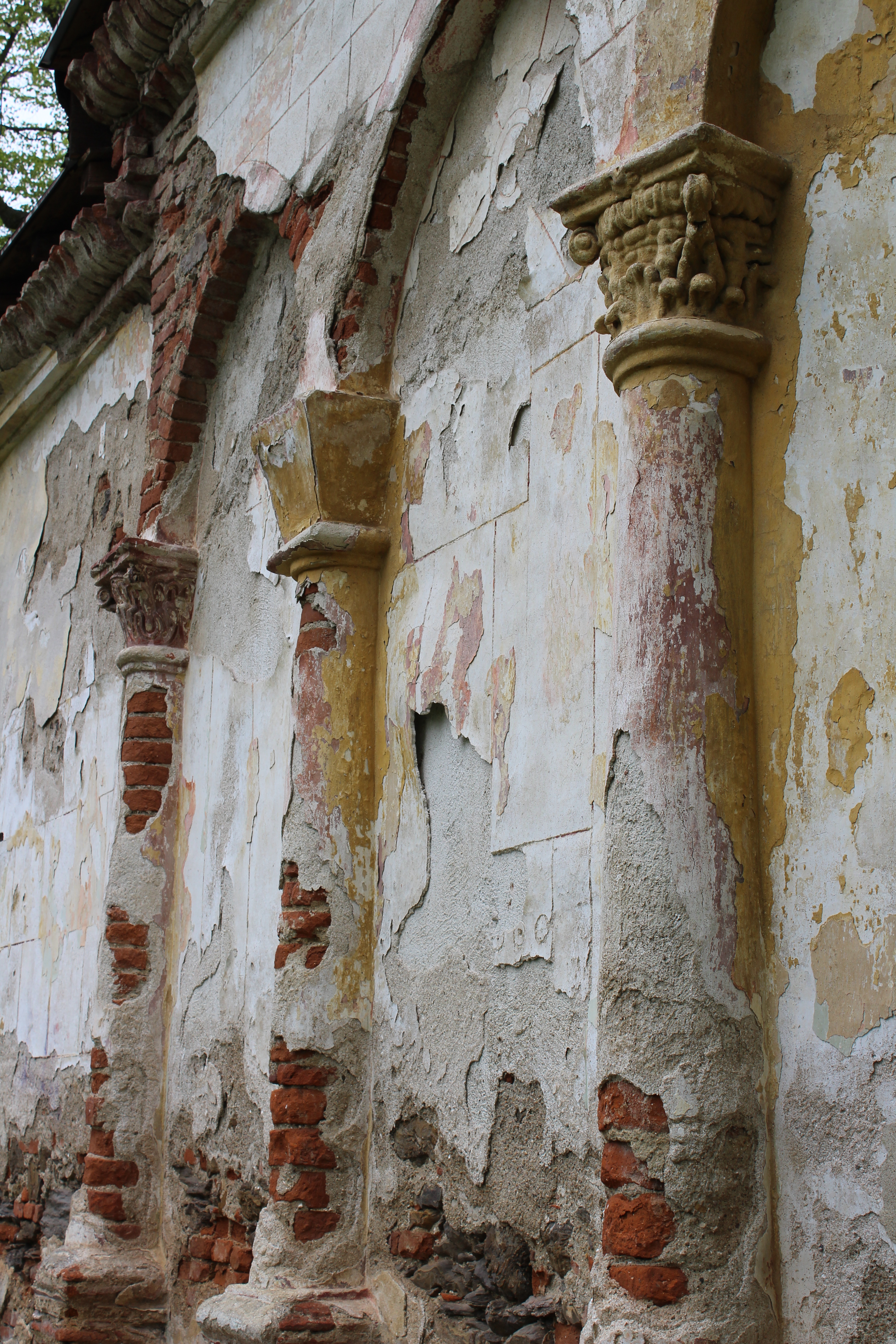
Jižní stěna kaple Božího hrobu
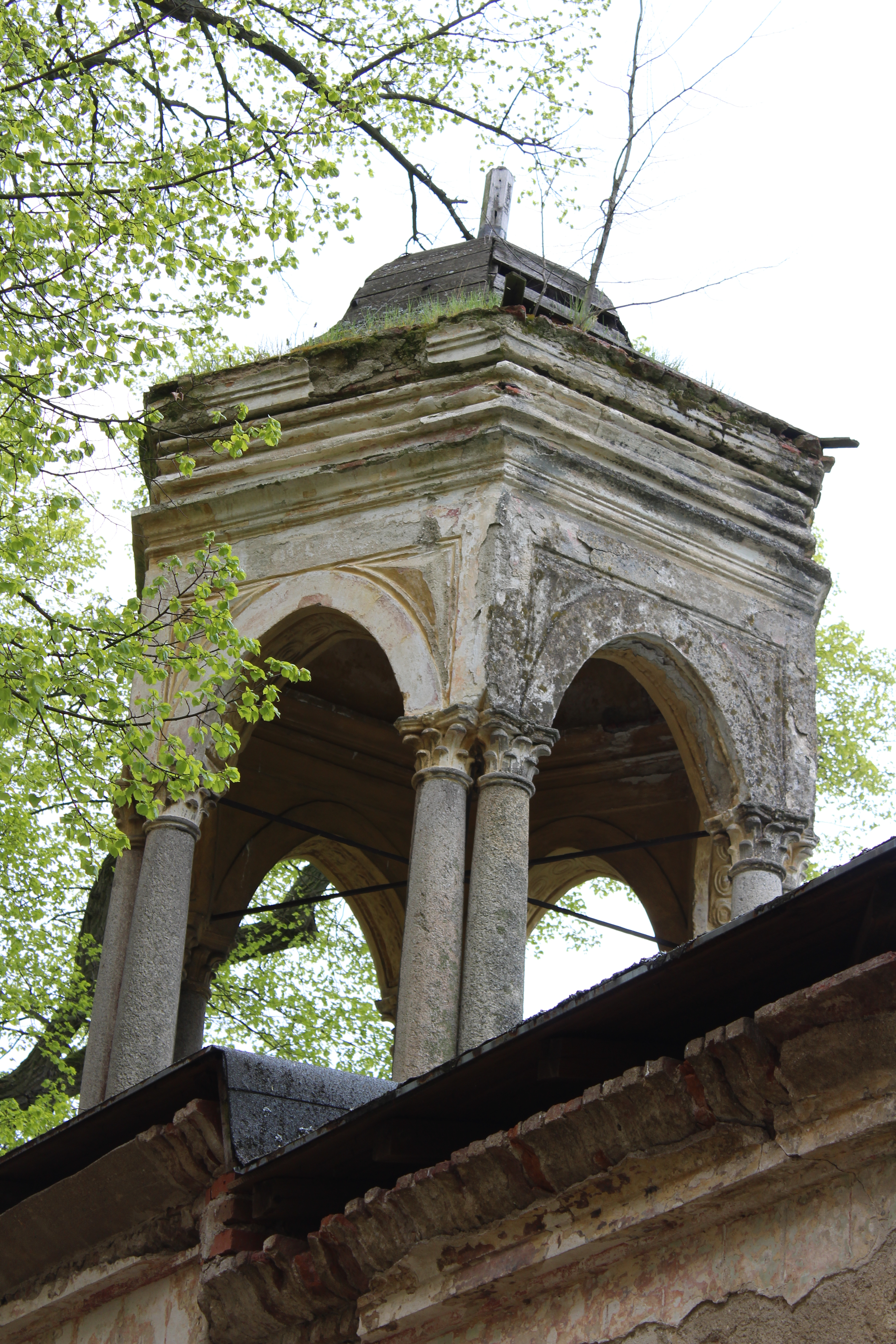
Edikula kaple Božího hrobu

### Fotografie rodinné hrobky Trauttmansdorffů

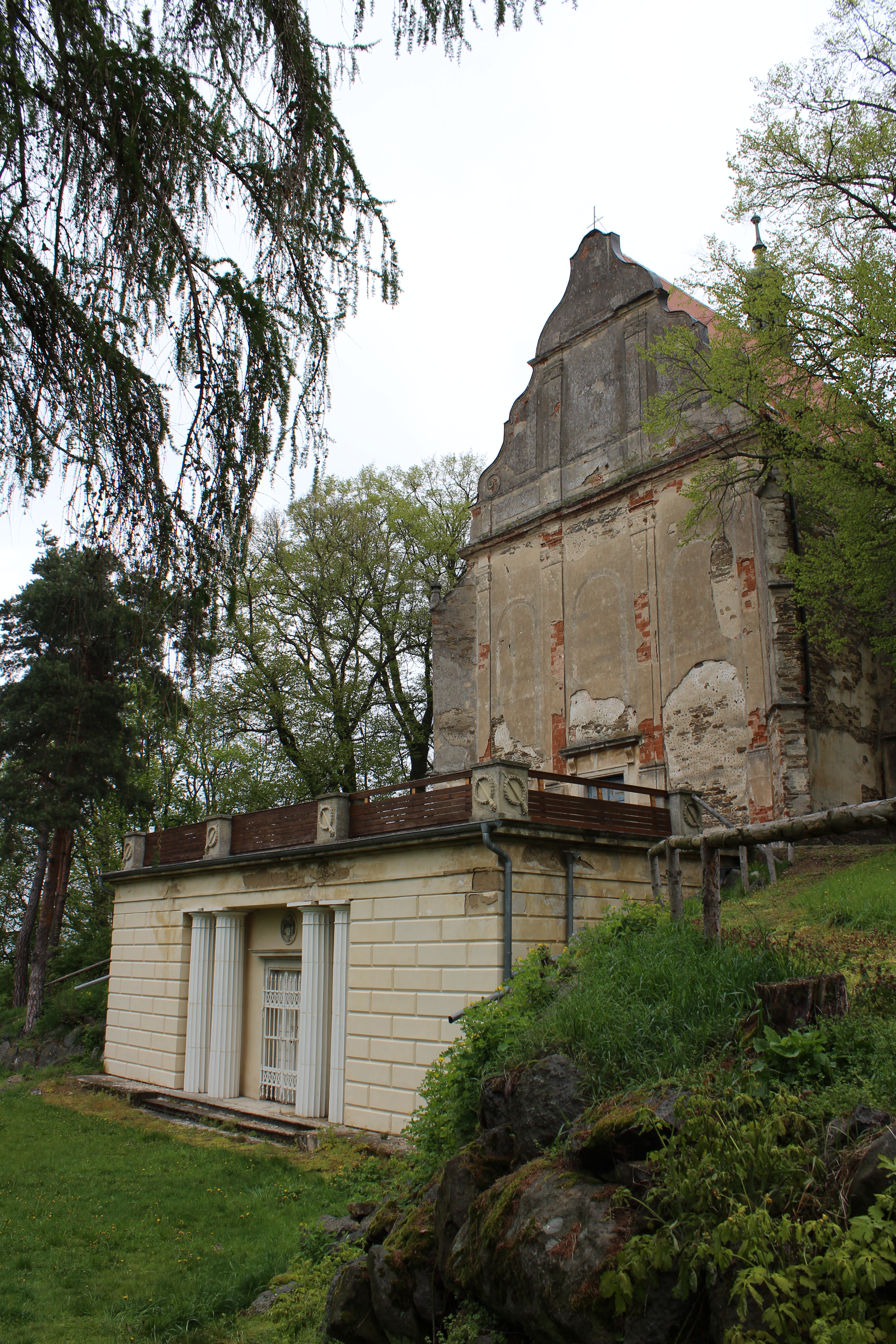
Západní průčelí spolu s rodinnou hrobkou Trauttmansdorffů
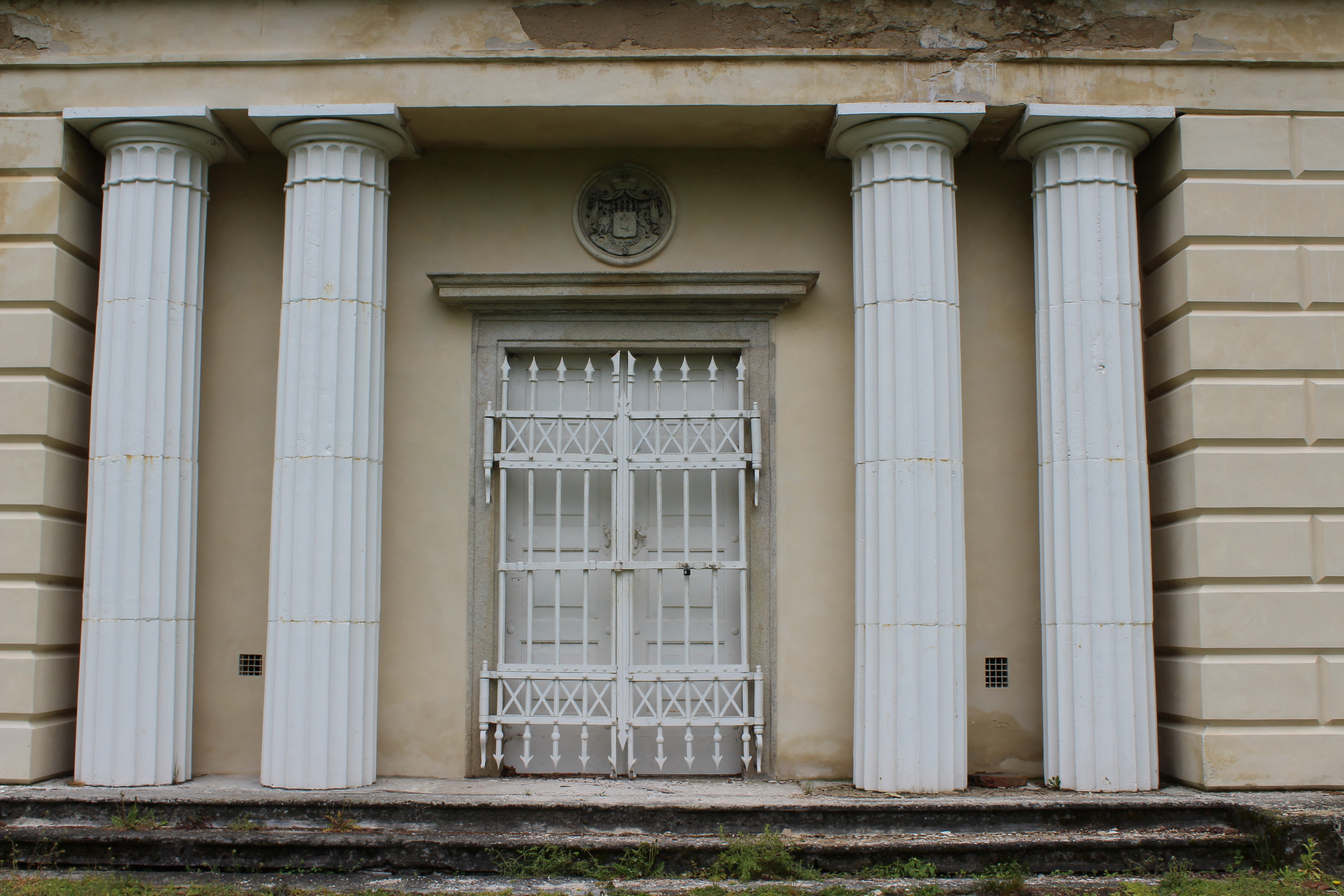
Vstup do trauttmansdorffské hrobky
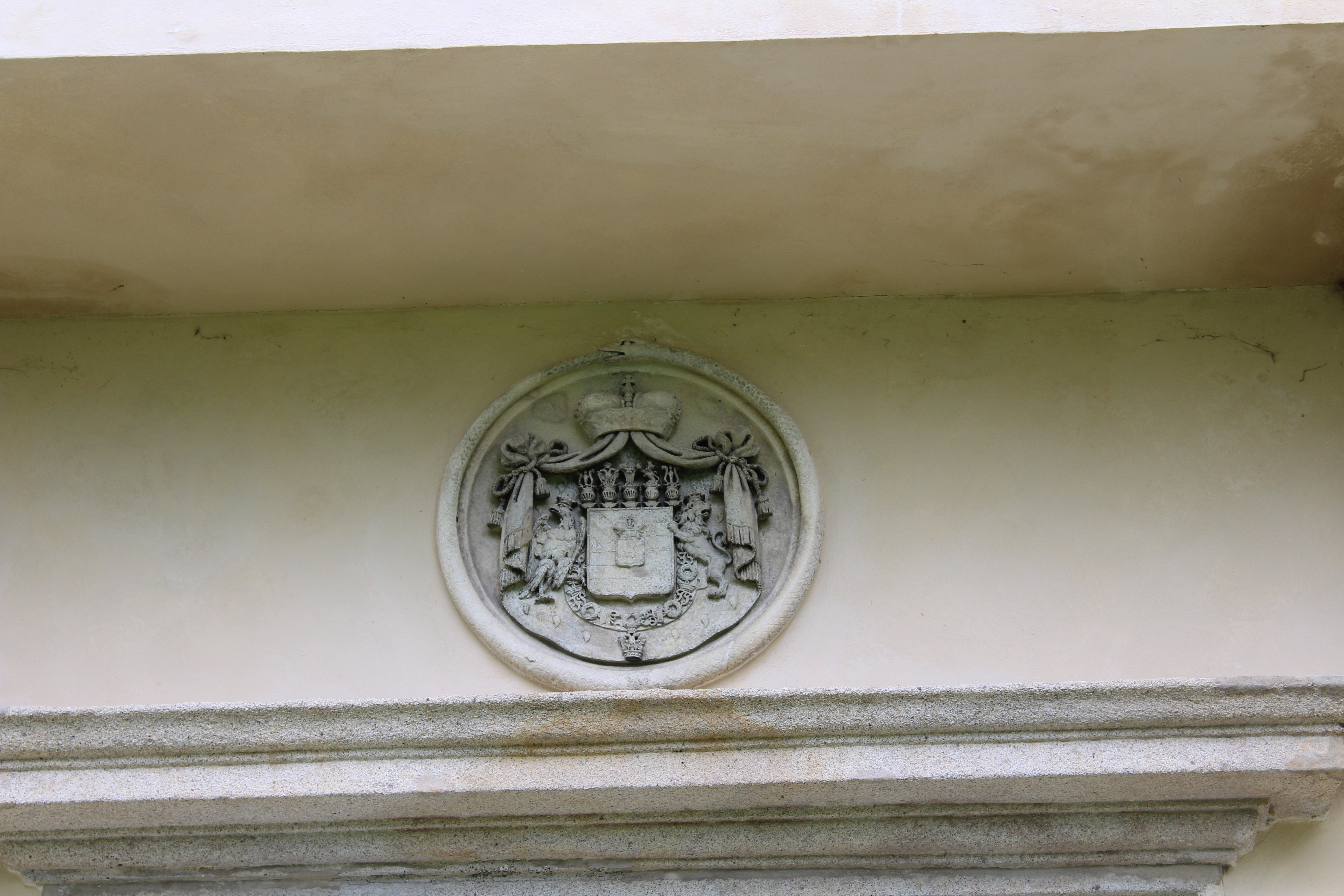
Erb nad vstupem do hrobky